# Le Jardin du roy très Chrestien Henry IV

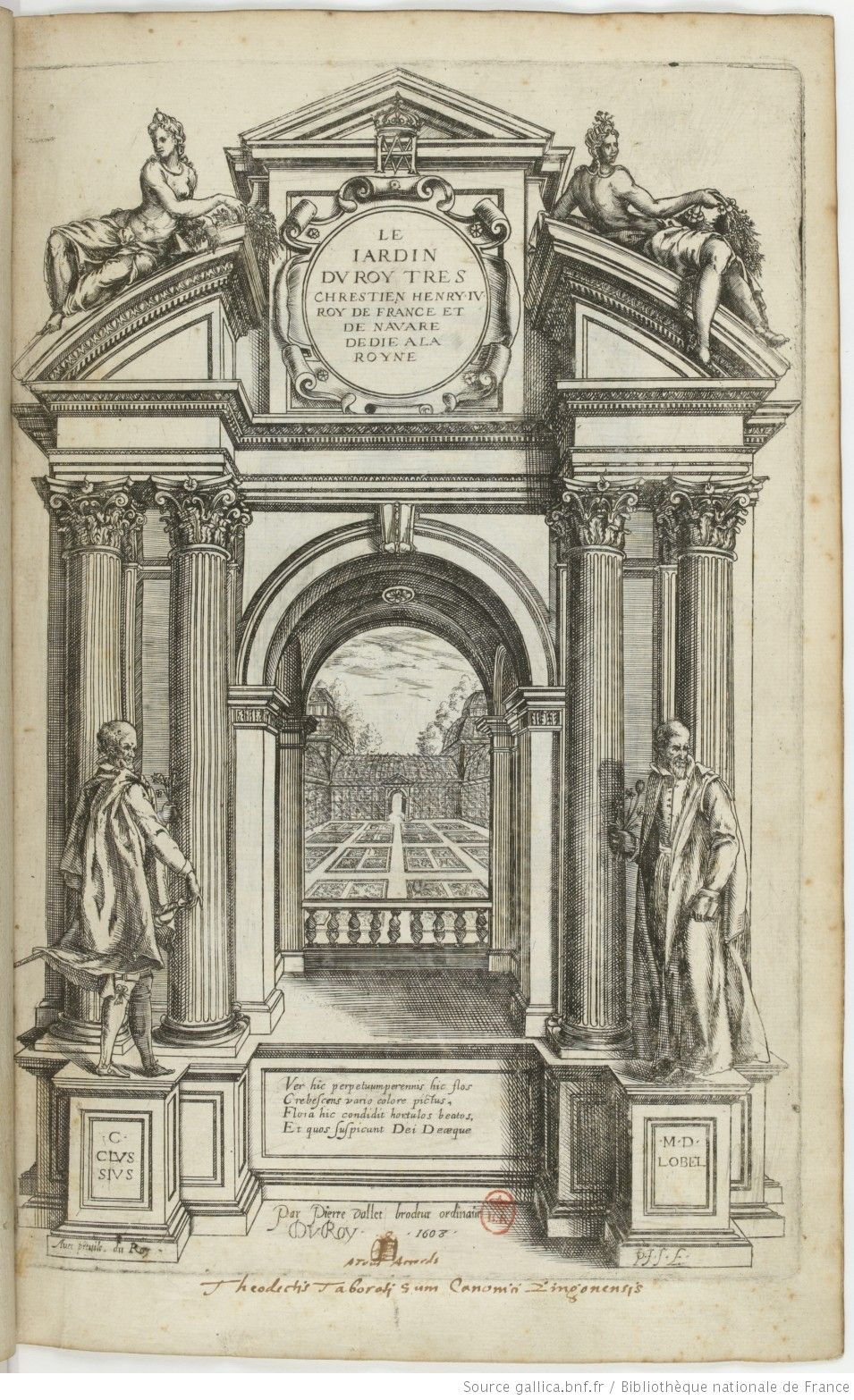
Kupfertitel des Florilegiums. Statuen von Charles de l’Écluse (links) und Matthias de l’Obel (rechts) flankieren den Blick auf einen formal angelegten Garten mit Gewächshäusern.

Le Jardin du roy très Chrestien Henry IV ist ein Florilegium von Pierre Vallet (um 1575–1657), das 1608 in Paris veröffentlicht wurde.

## Inhalt
Das 73 Pflanzentafeln umfassende Werk ist Maria de’ Medici, der zweiten Frau von Heinrich IV., gewidmet. Dargestellt sind im königlichen Garten am Westende der Île de la Cité unter Jean Robin kultivierte Pflanzen. Einige davon hatte sein Sohn Vespasien Robin 1603 von seiner Reise nach Spanien und den Inseln vor der Küste Guineas mitgebracht. Es diente hauptsächlich als Vorlagenbuch für Stickereien.
Laut Wilfrid Blunt ist es das erste bedeutende Florilegium. Die darin enthaltenen Abbildungen wurden später in andere Florilegien übernommen, so von Johann Theodor de Bry in seinem Florilegium novum von 1611.
1623 erschien in Paris unter dem geänderten Titel Le Jardin du roy très Chrestien Loys XIII eine erweiterte Auflage, die zusätzliche Tafeln enthält.

## Illustrationen
Die Reihenfolge der nicht nummerierten Tafeln orientiert sich an einem in der Österreichischen Nationalbibliothek digitalisierten Exemplar.

Le Jardin du très Chrestien Henry IV
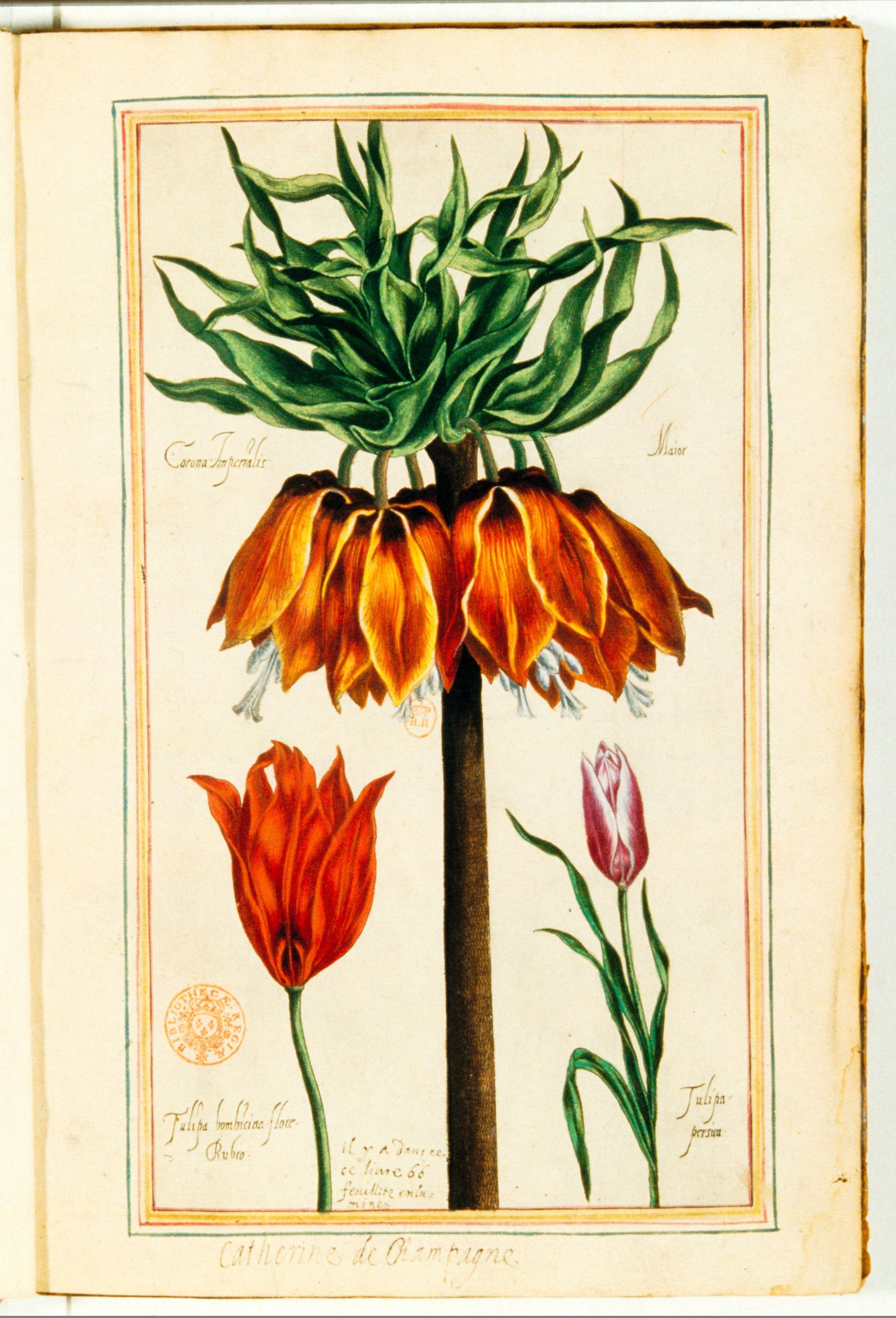
Tafel 1
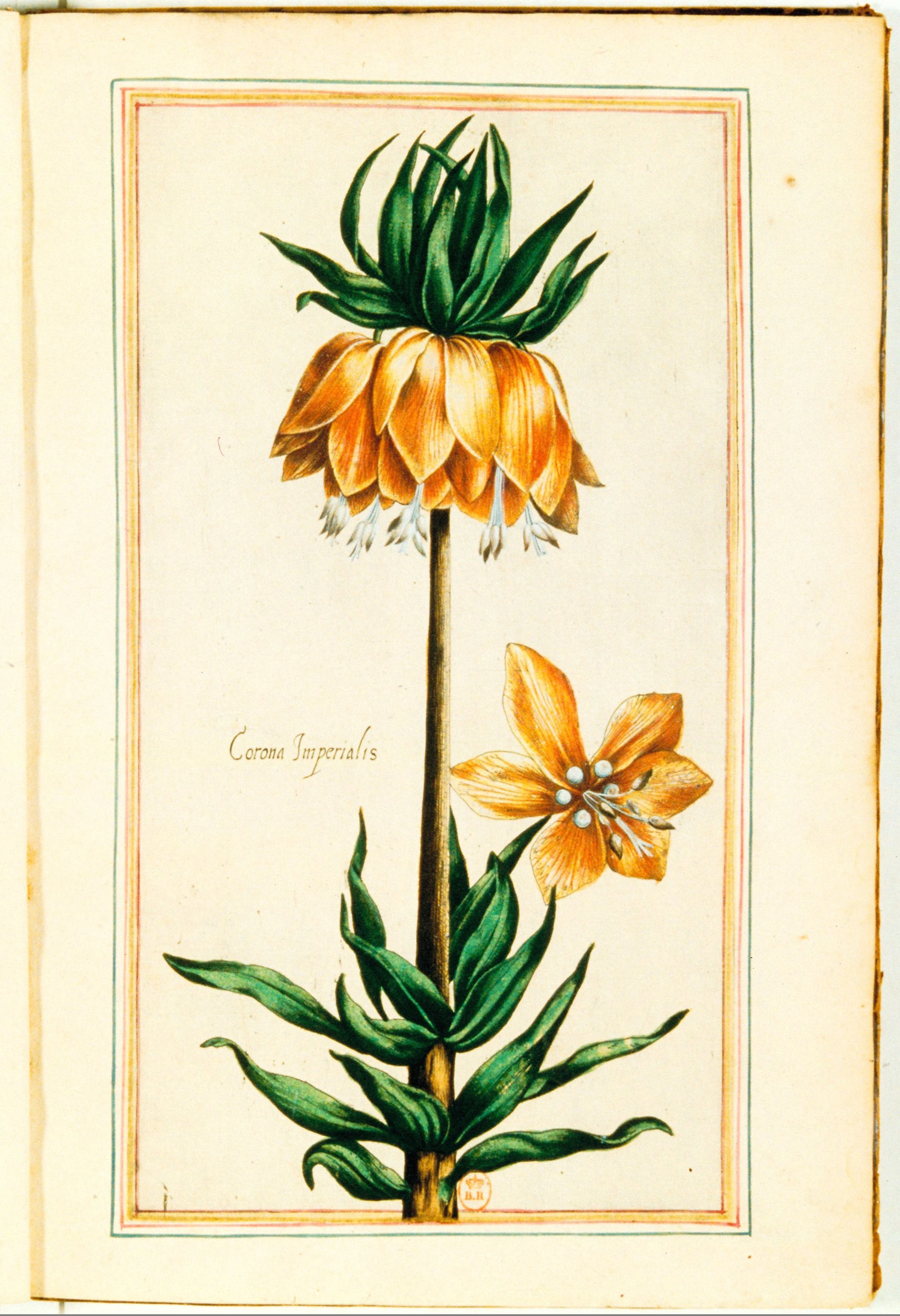
Tafel 2: Corona Imperialis = Kaiserkrone
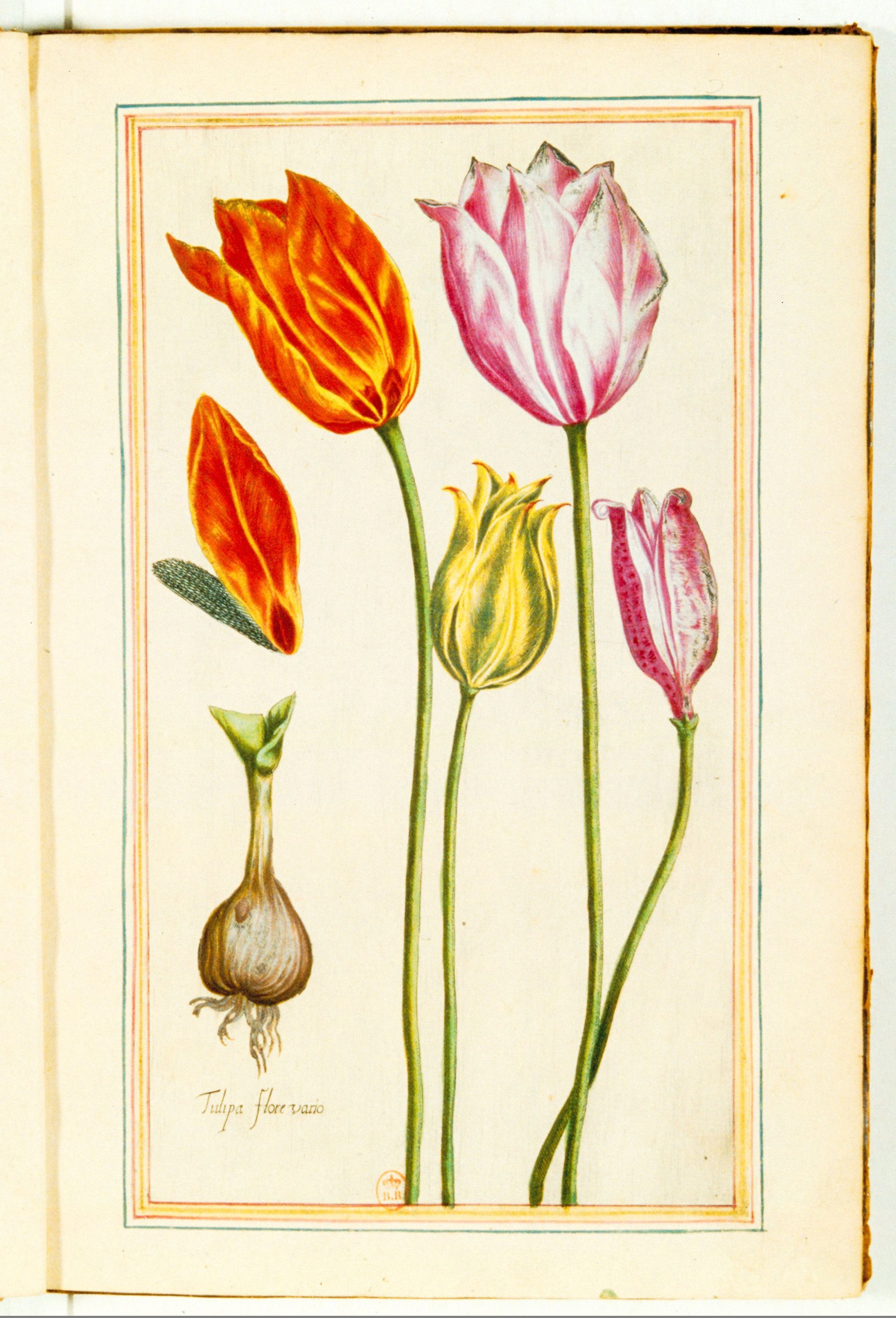
Tafel 3
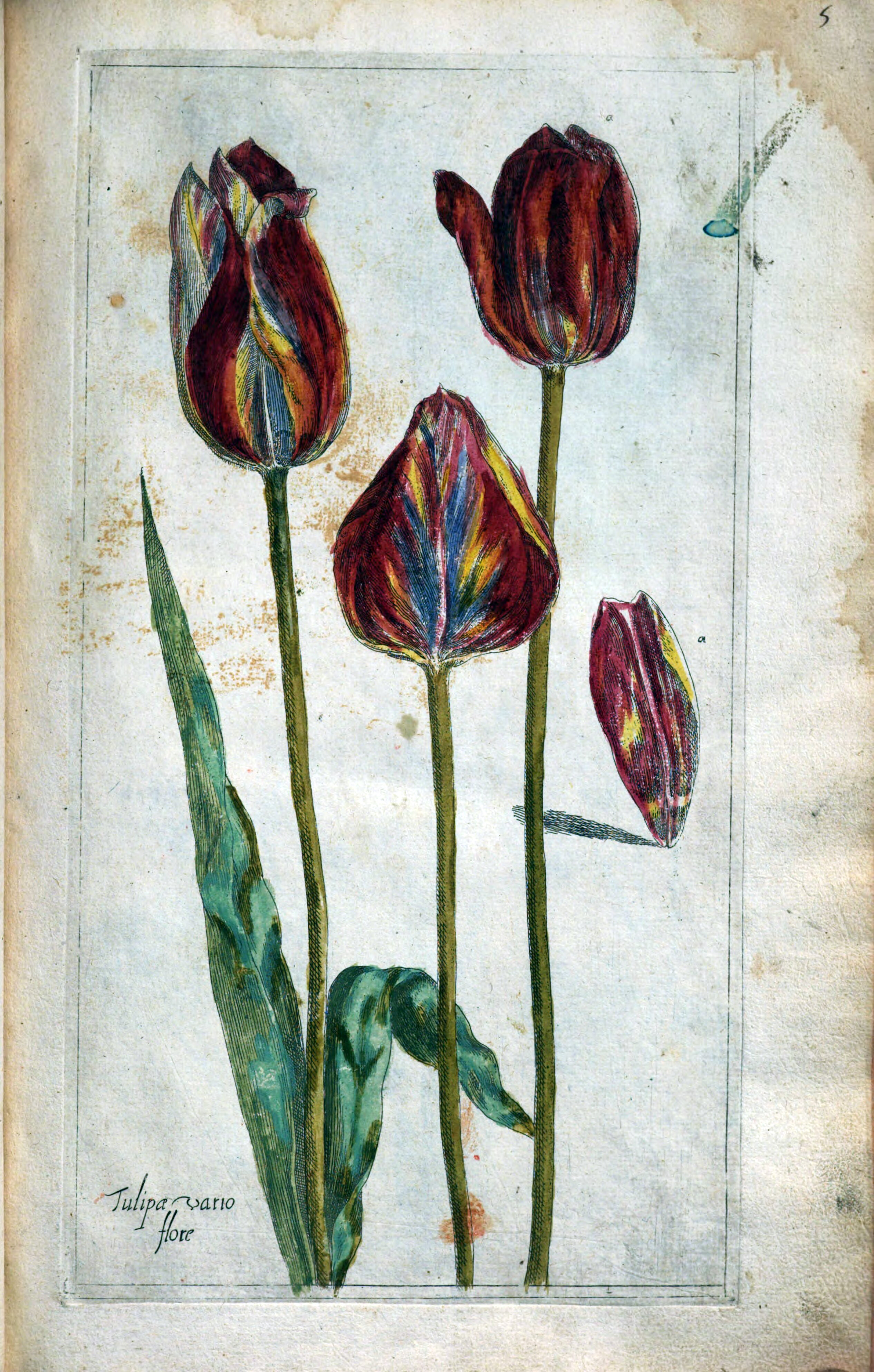
Tafel 4
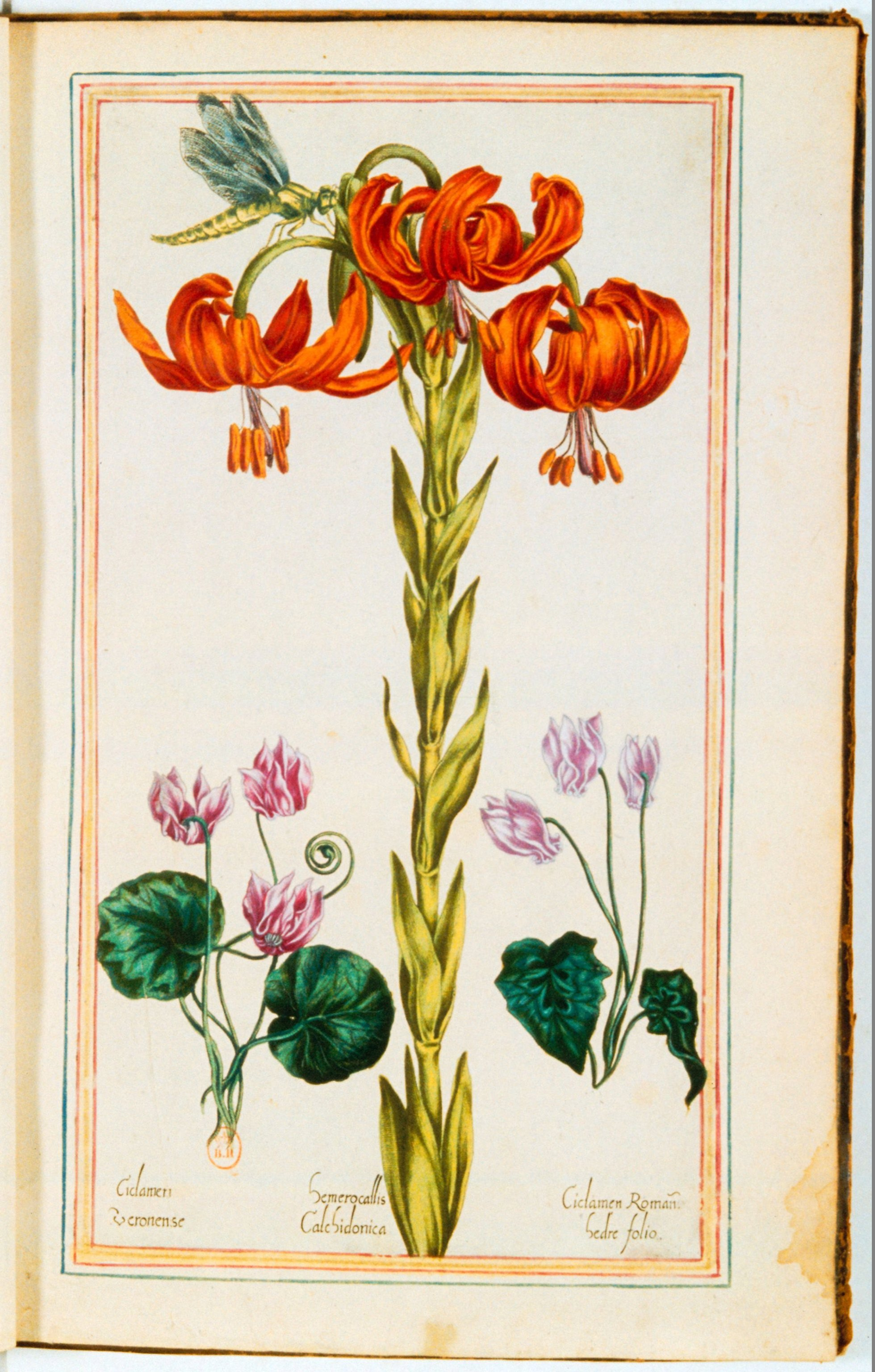
Tafel 5
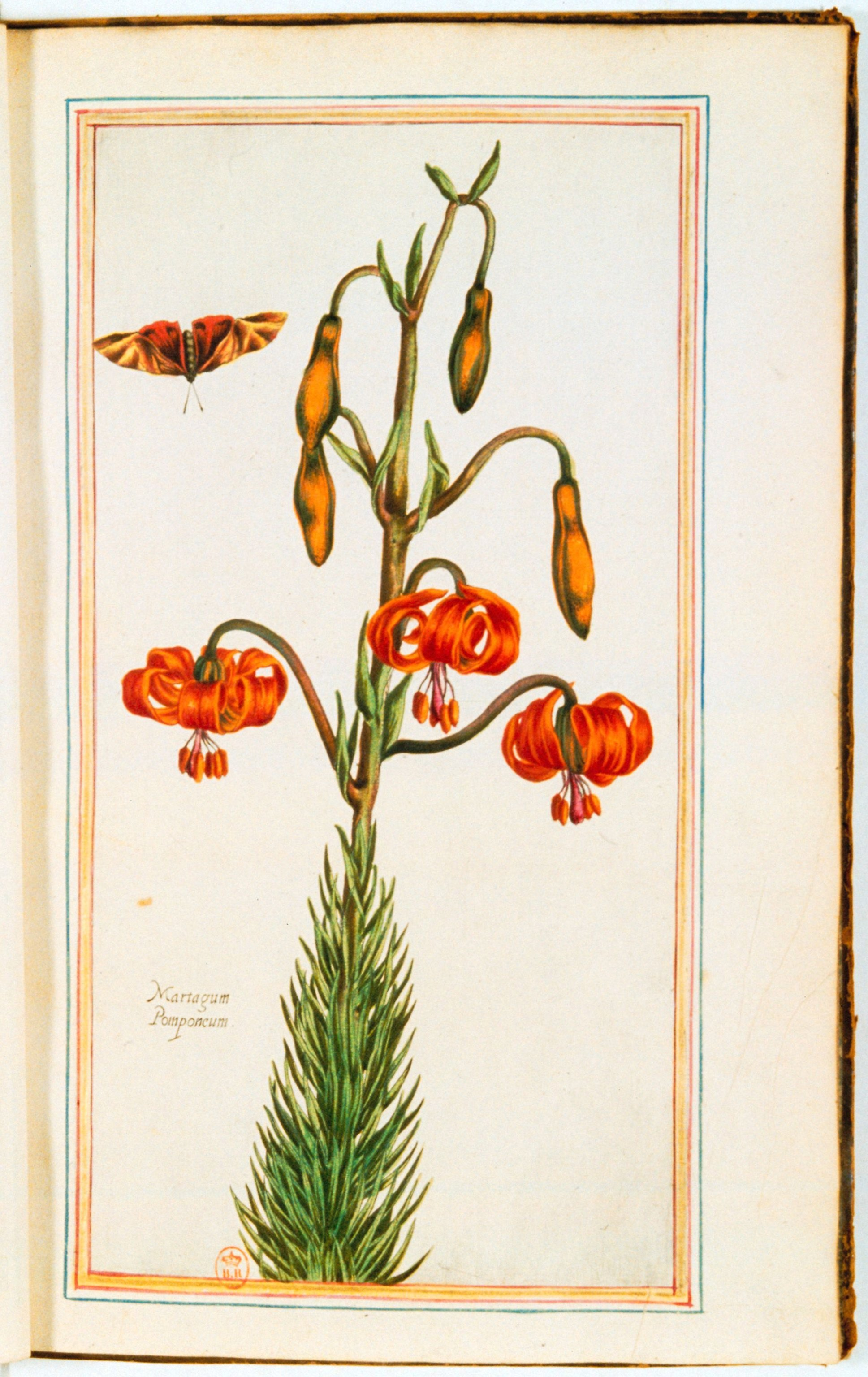
Tafel 6
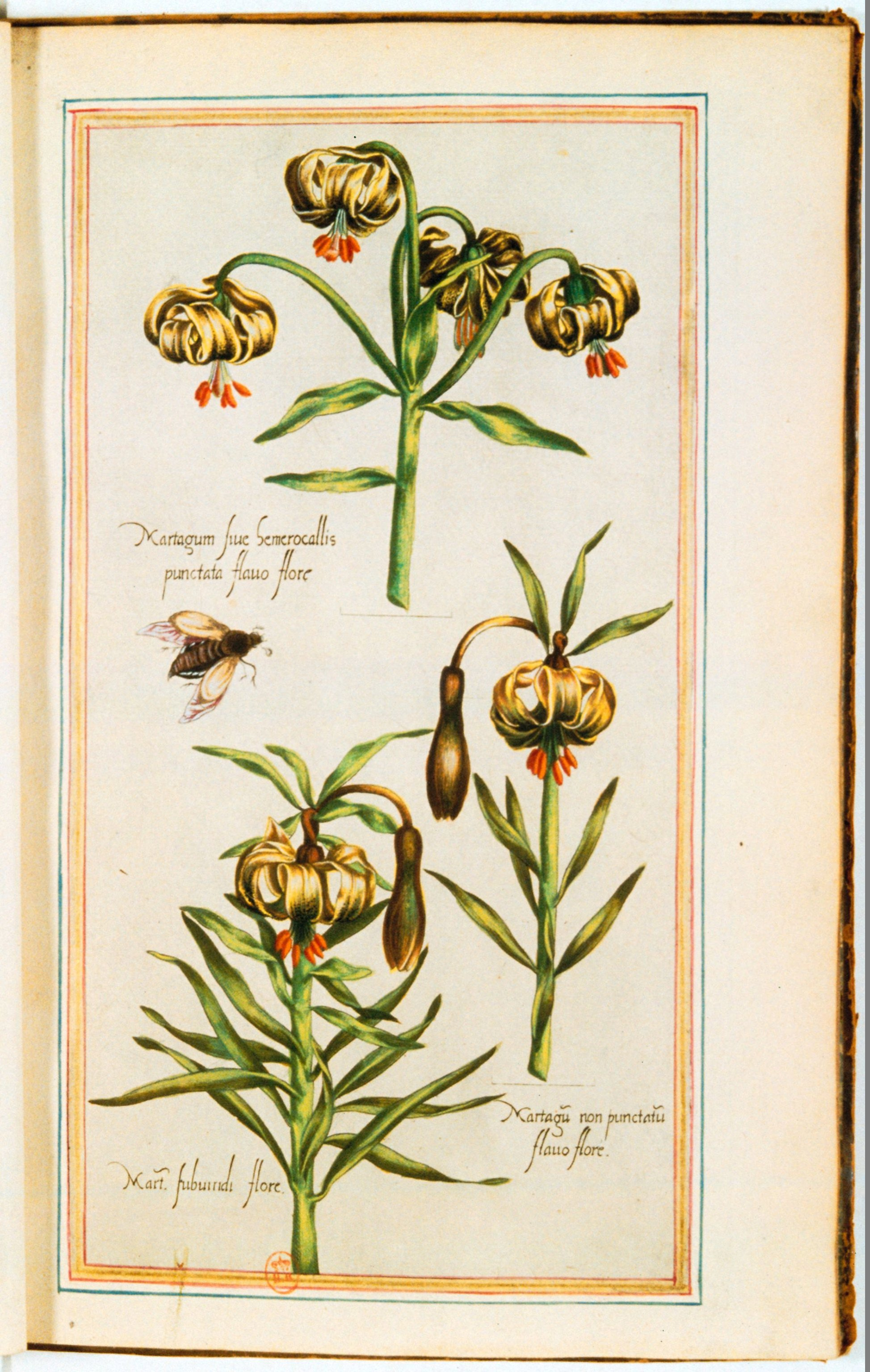
Tafel 7
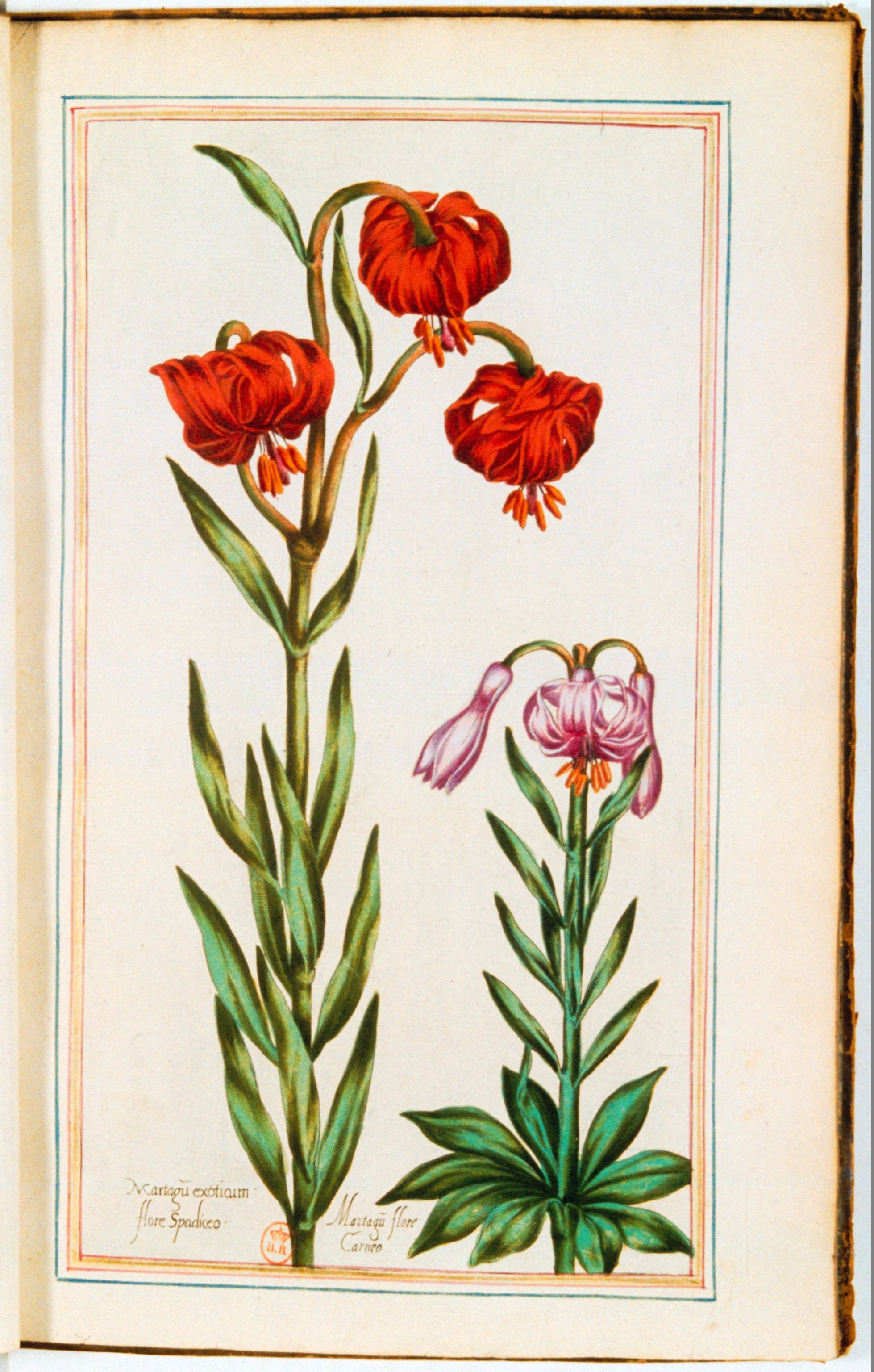
Tafel 8
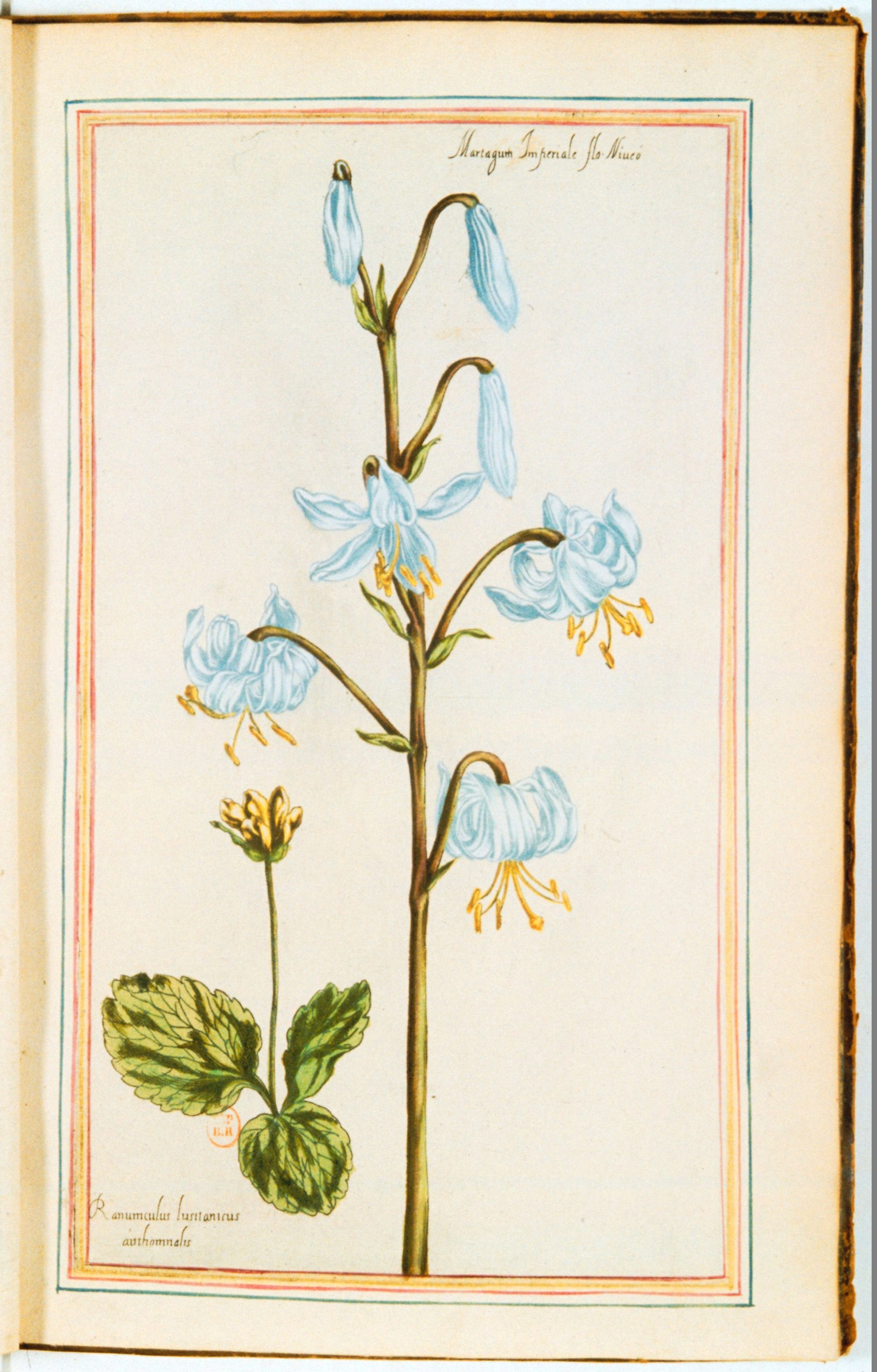
Tafel 9
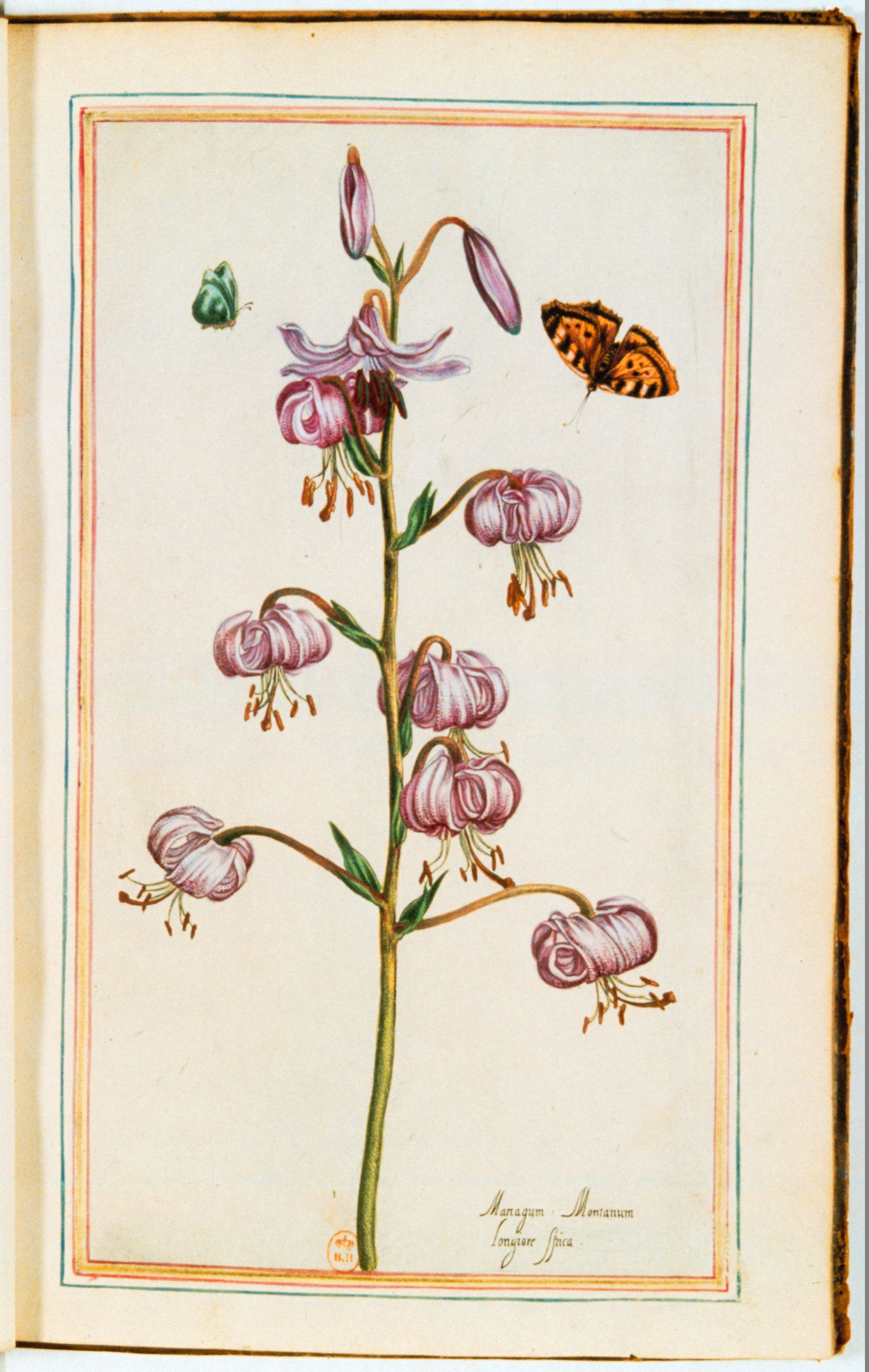
Tafel 10
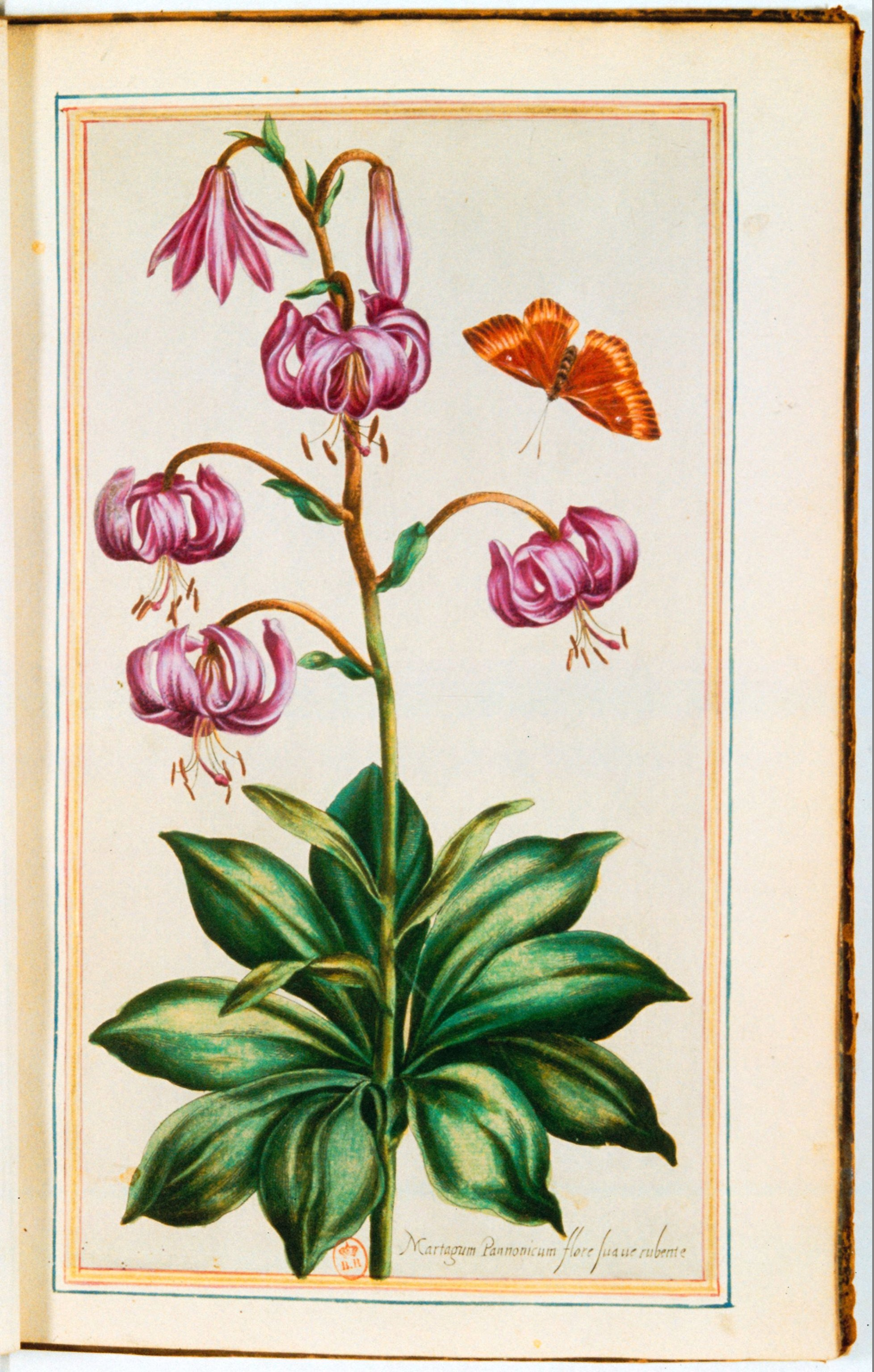
Tafel 11
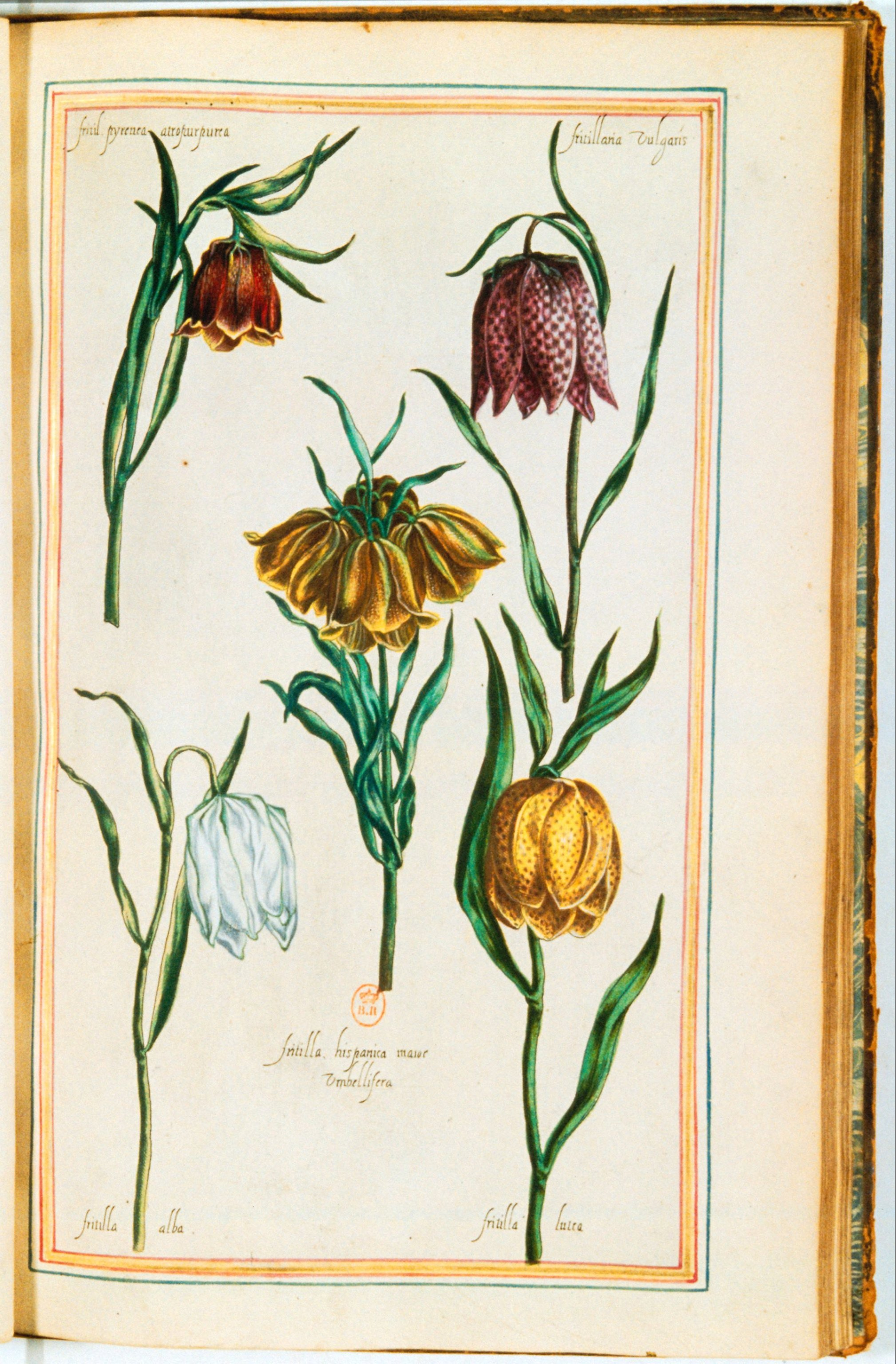
Tafel 12
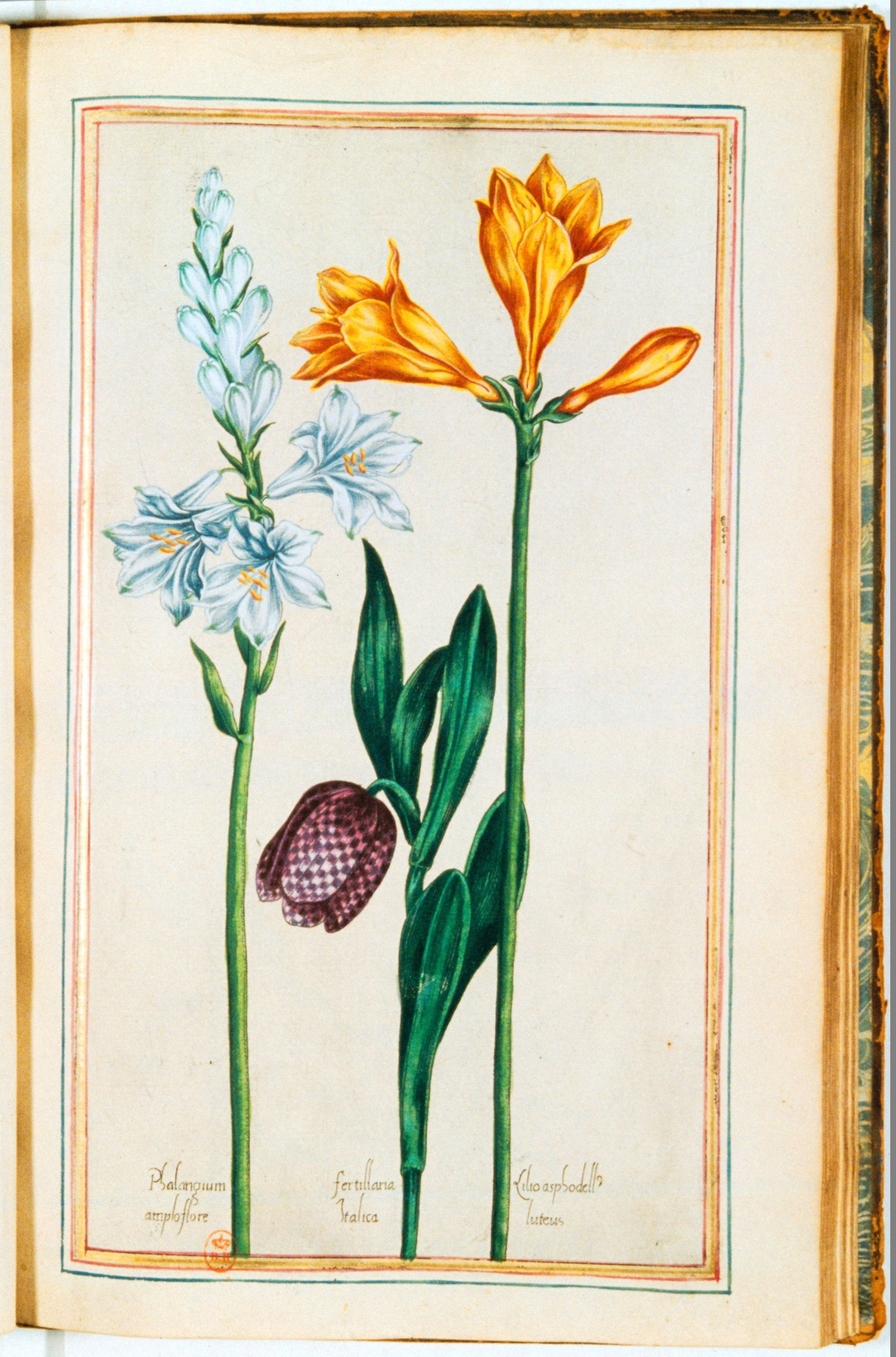
Tafel 13
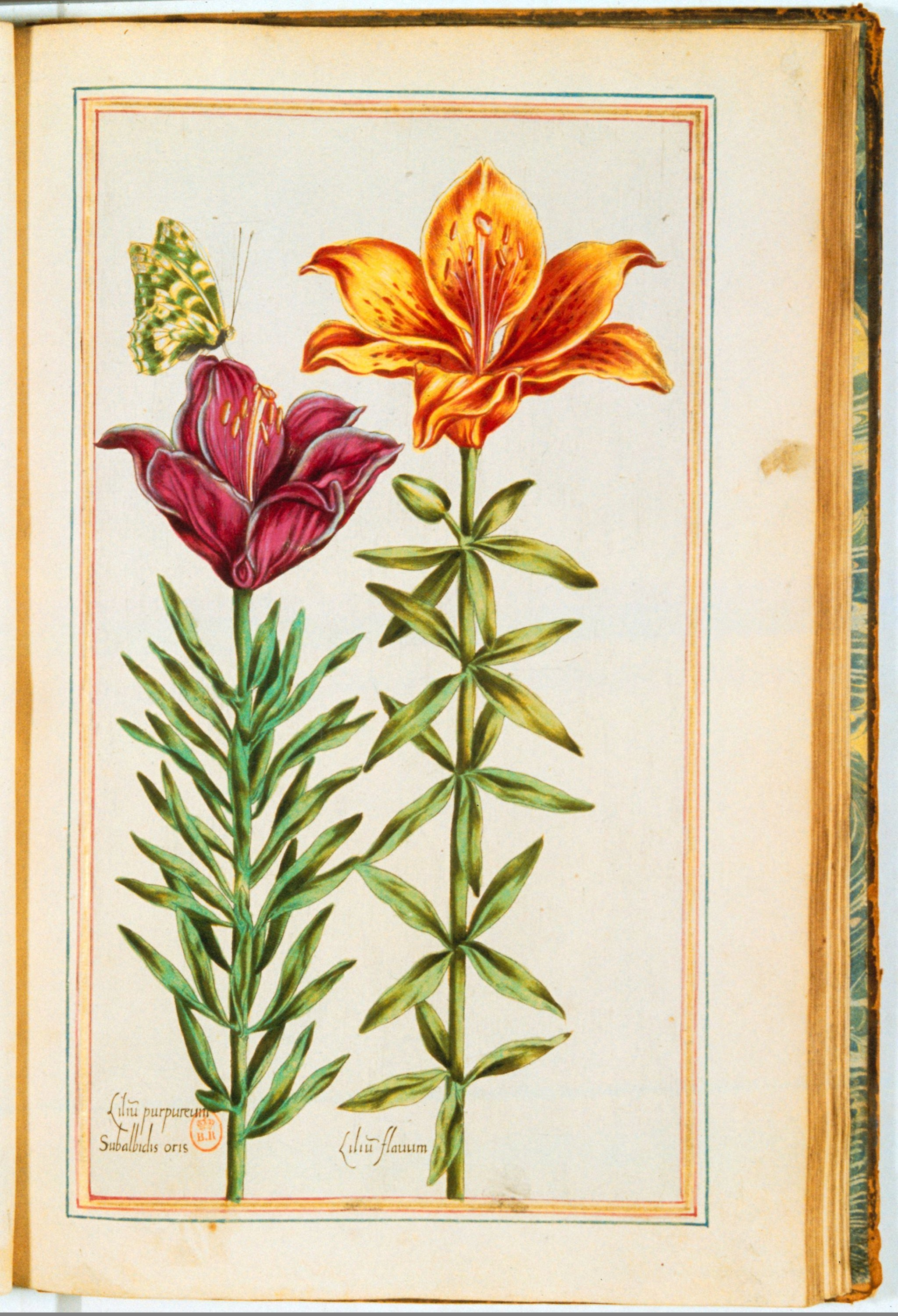
Tafel 14
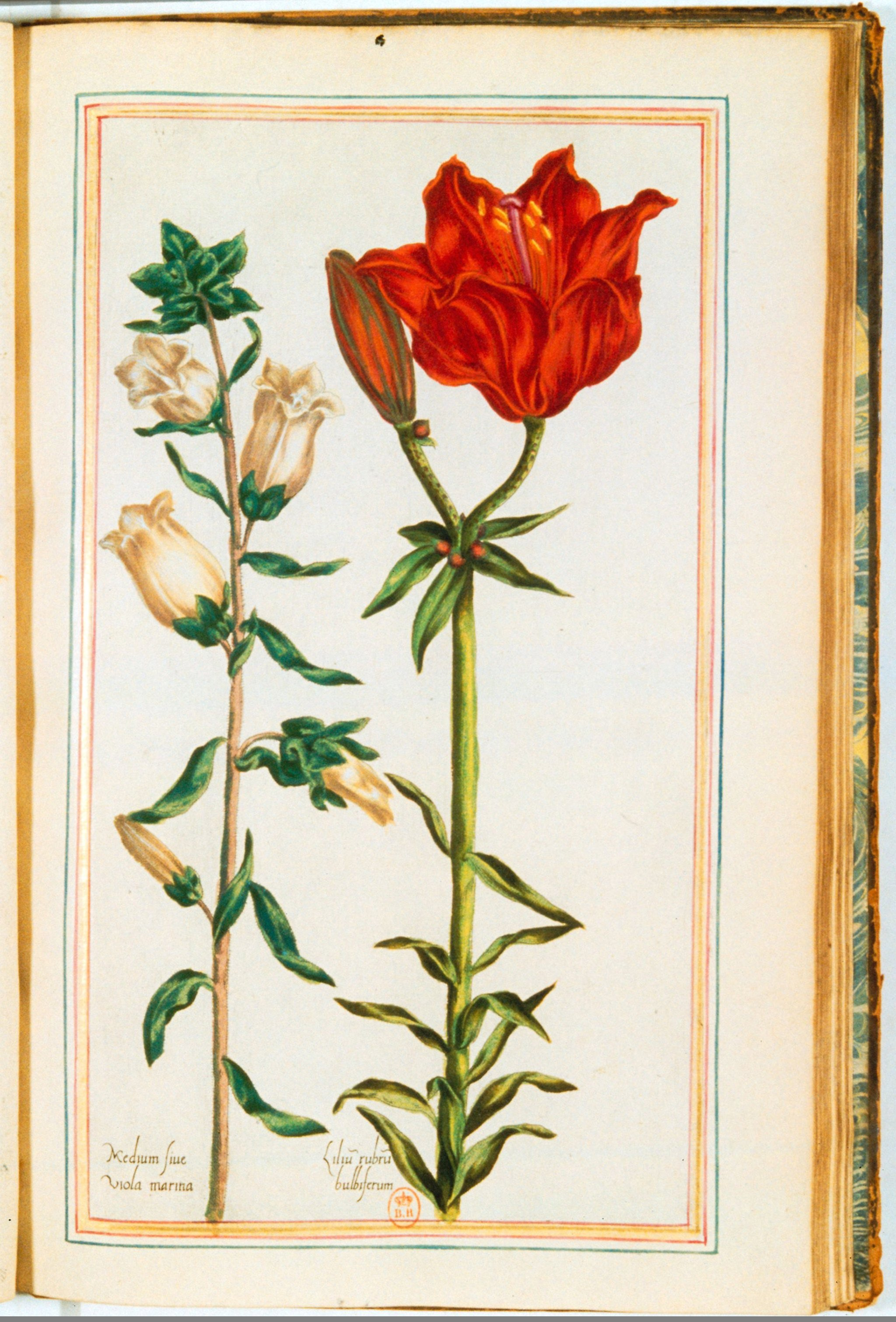
Tafel 15
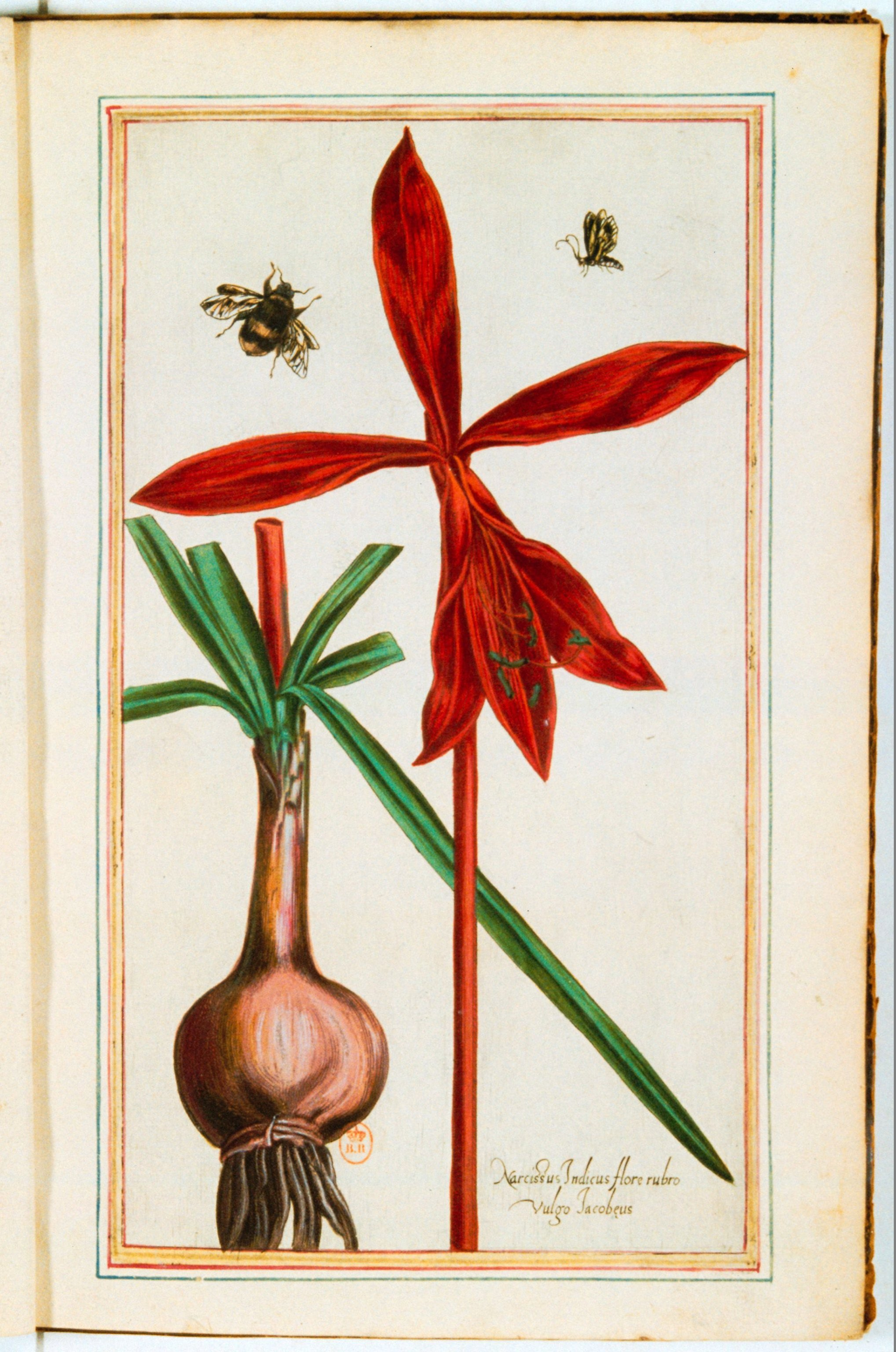
Tafel 16
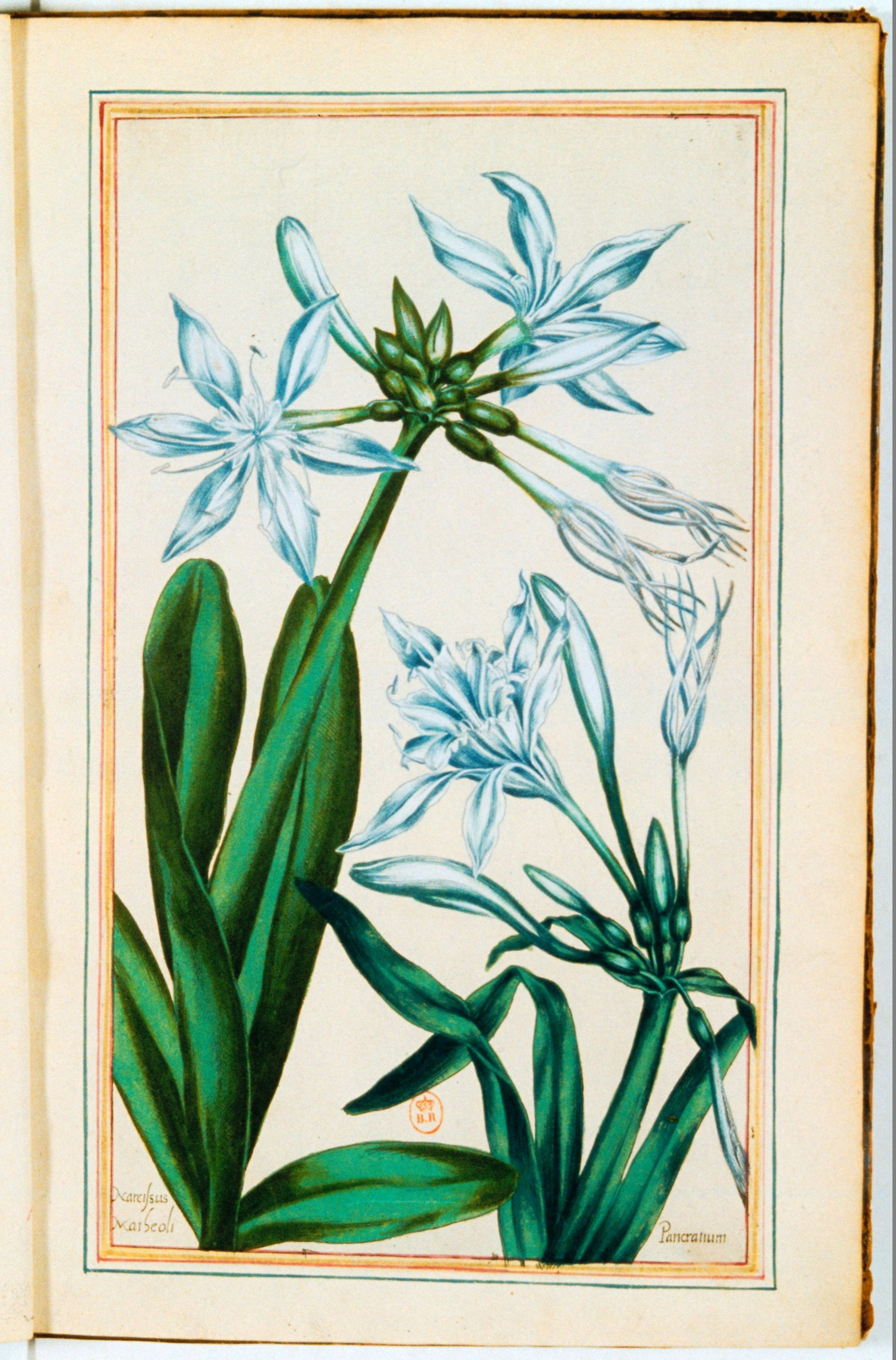
Tafel 17
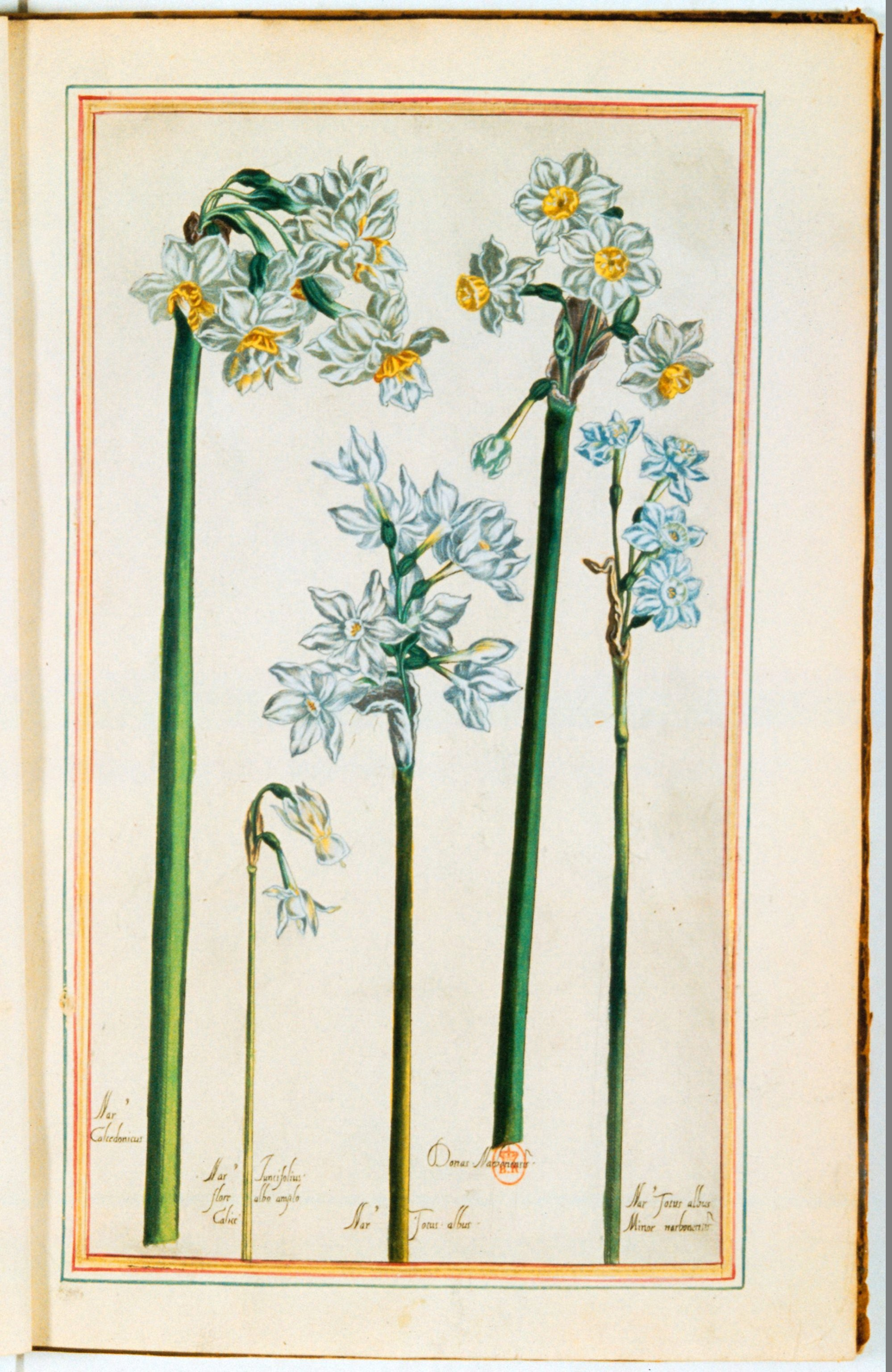
Tafel 18
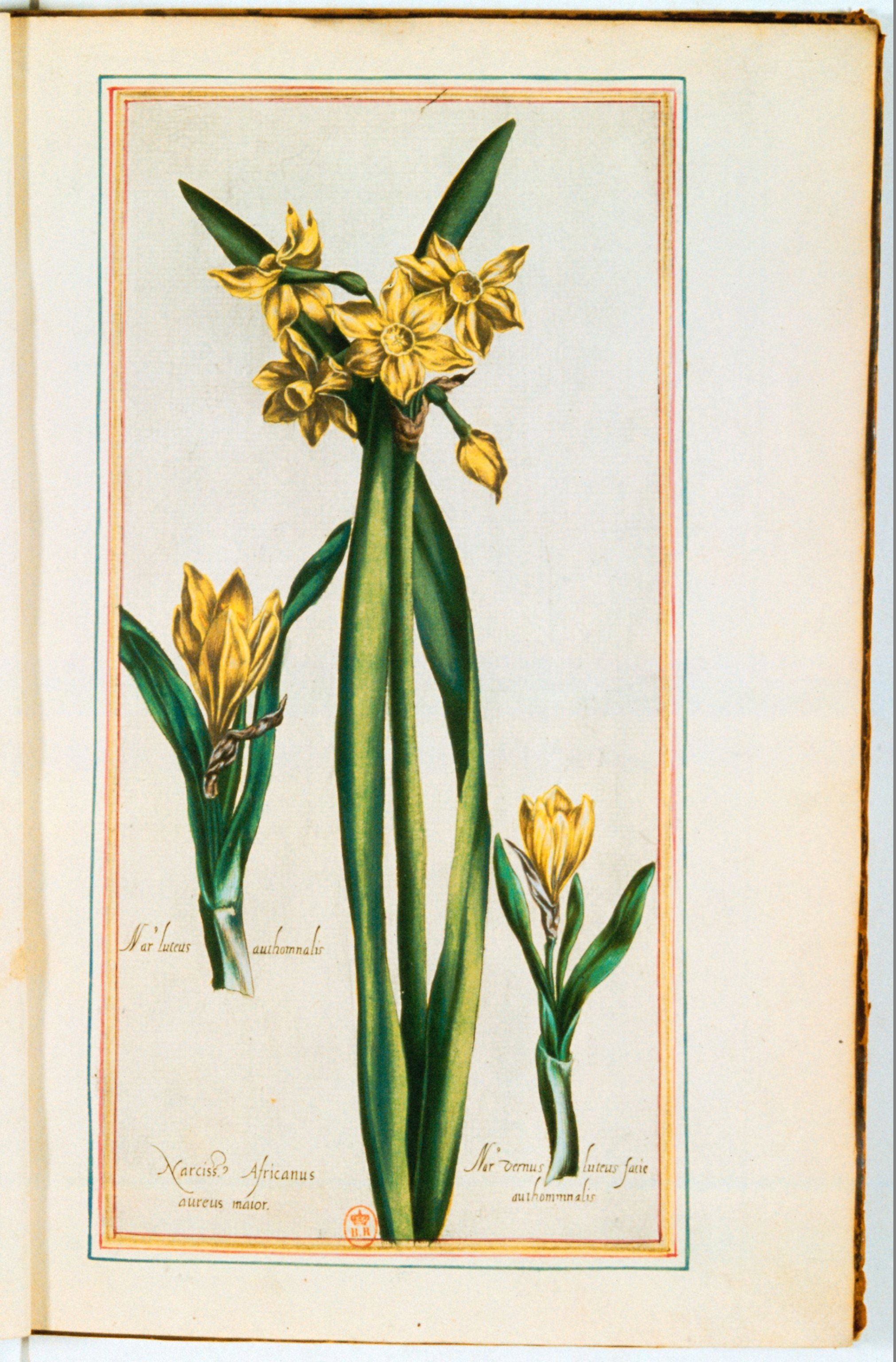
Tafel 19
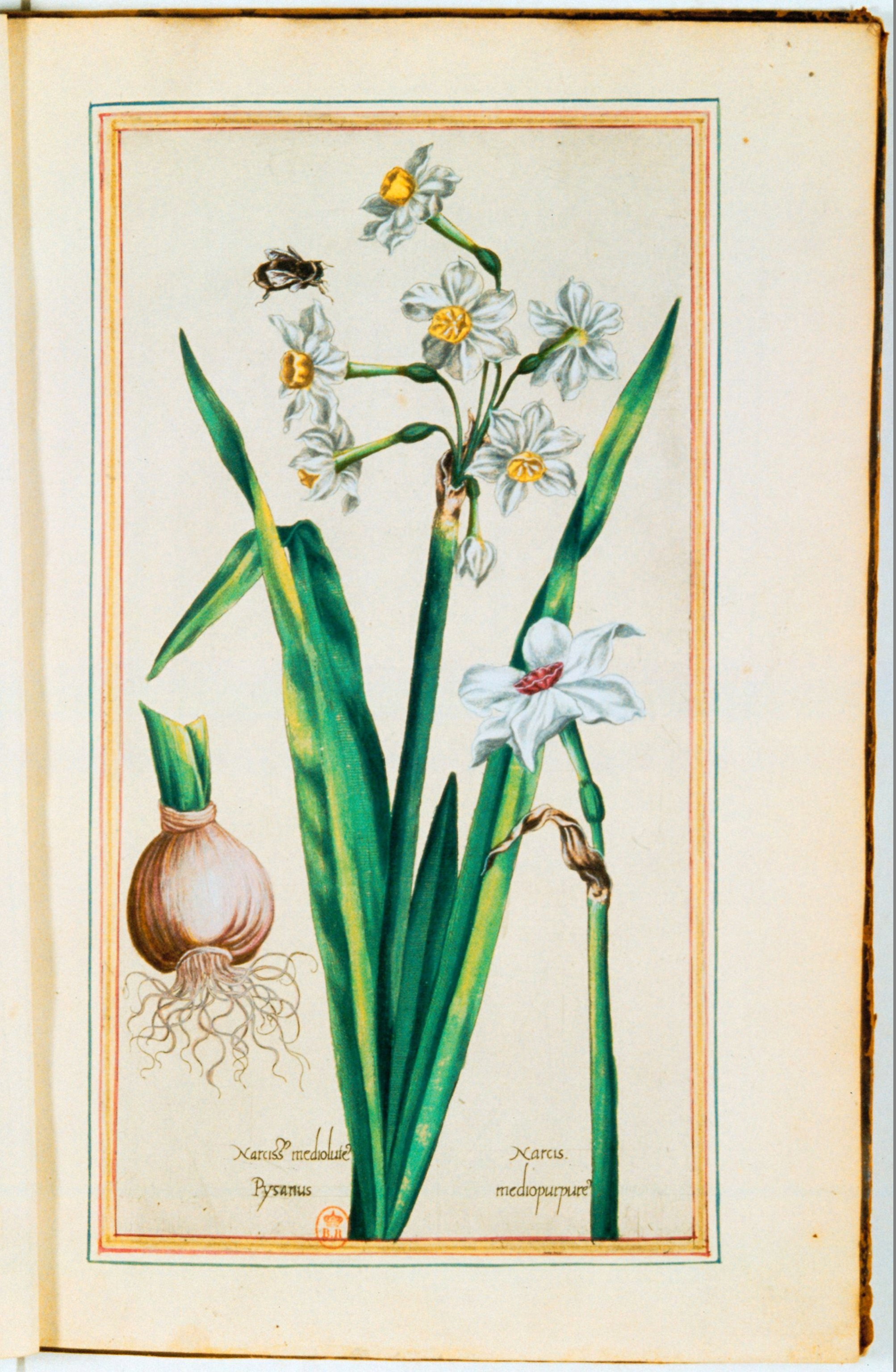
Tafel 20
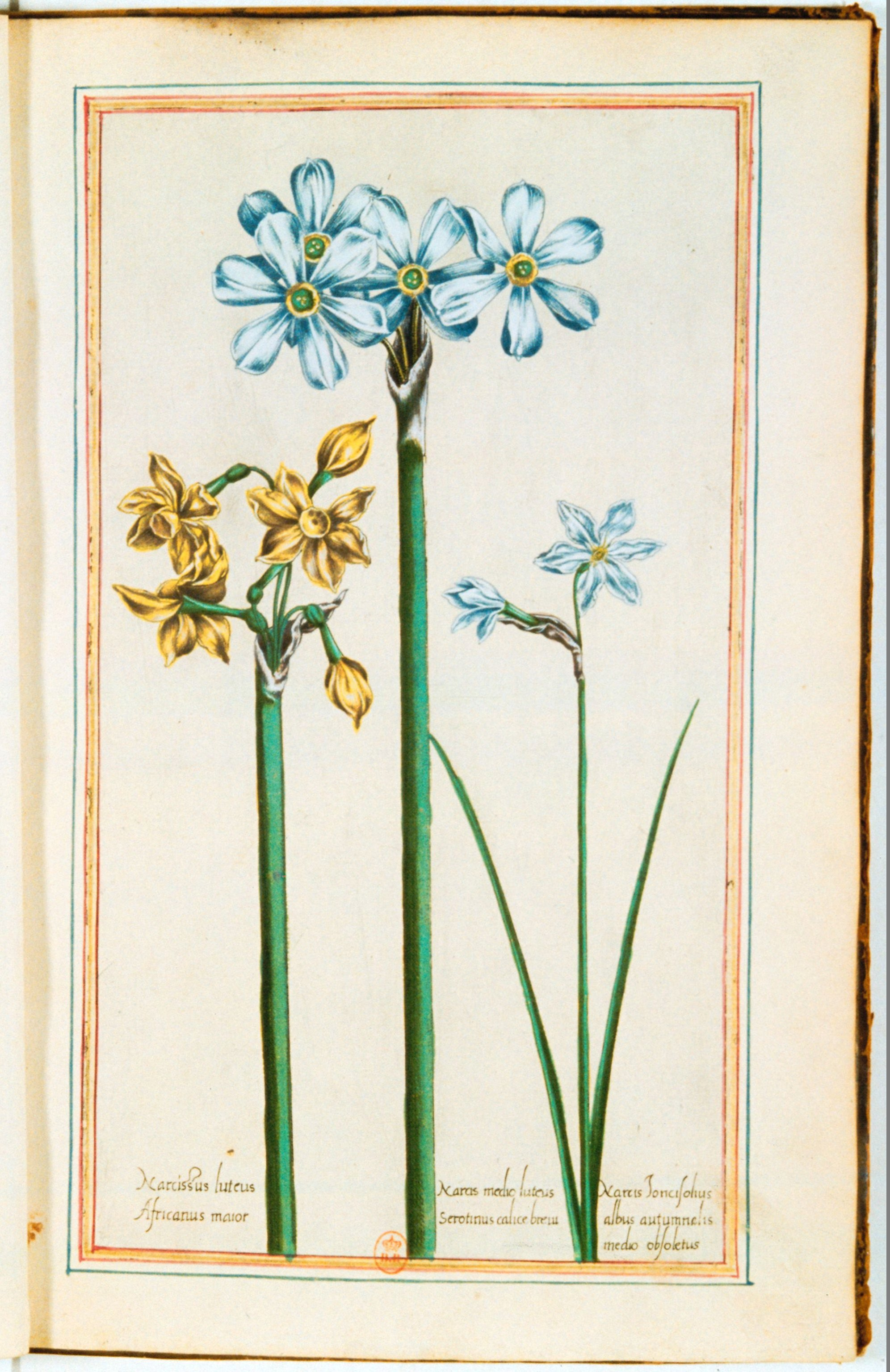
Tafel 21
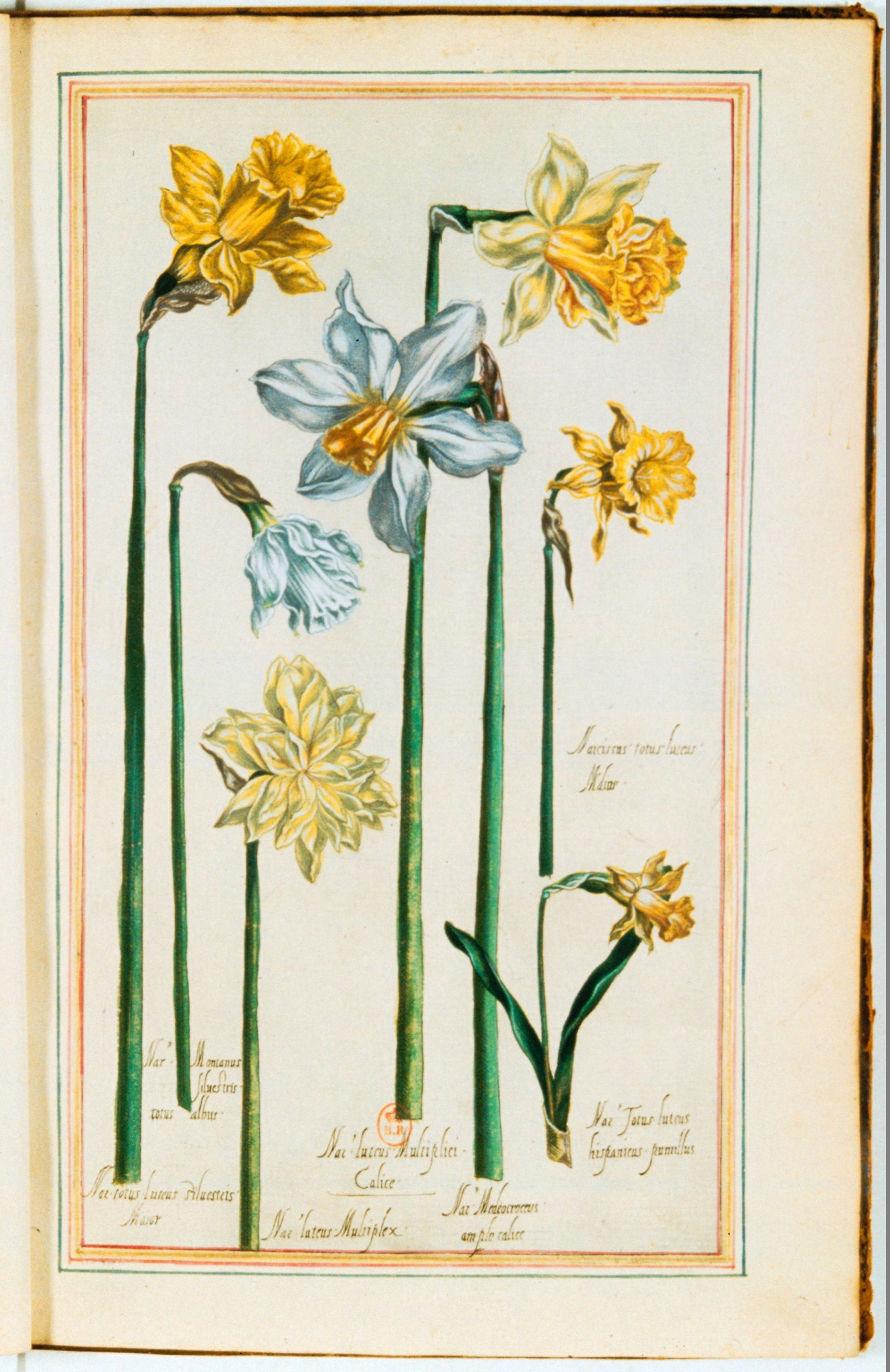
Tafel 22
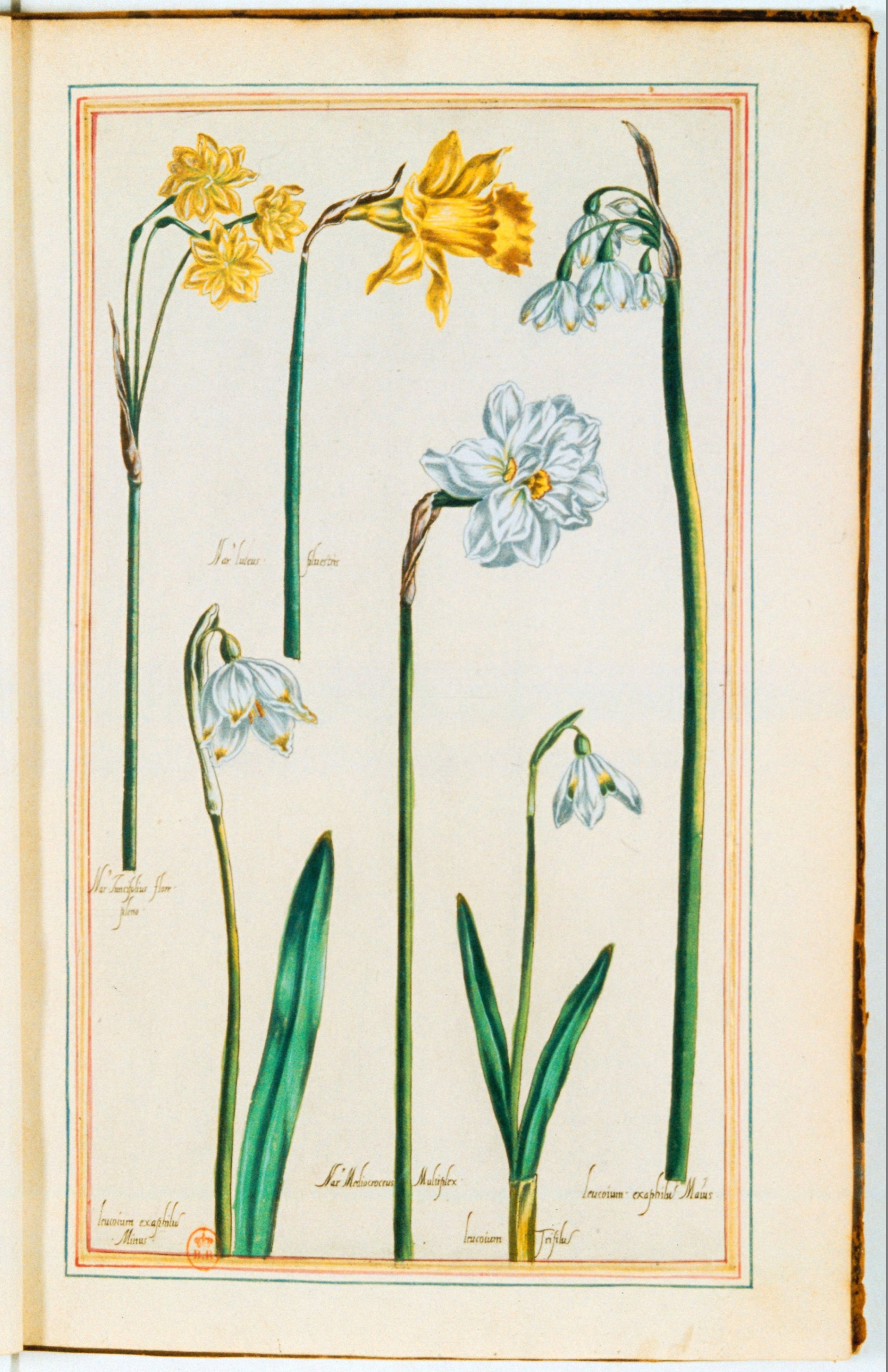
Tafel 23
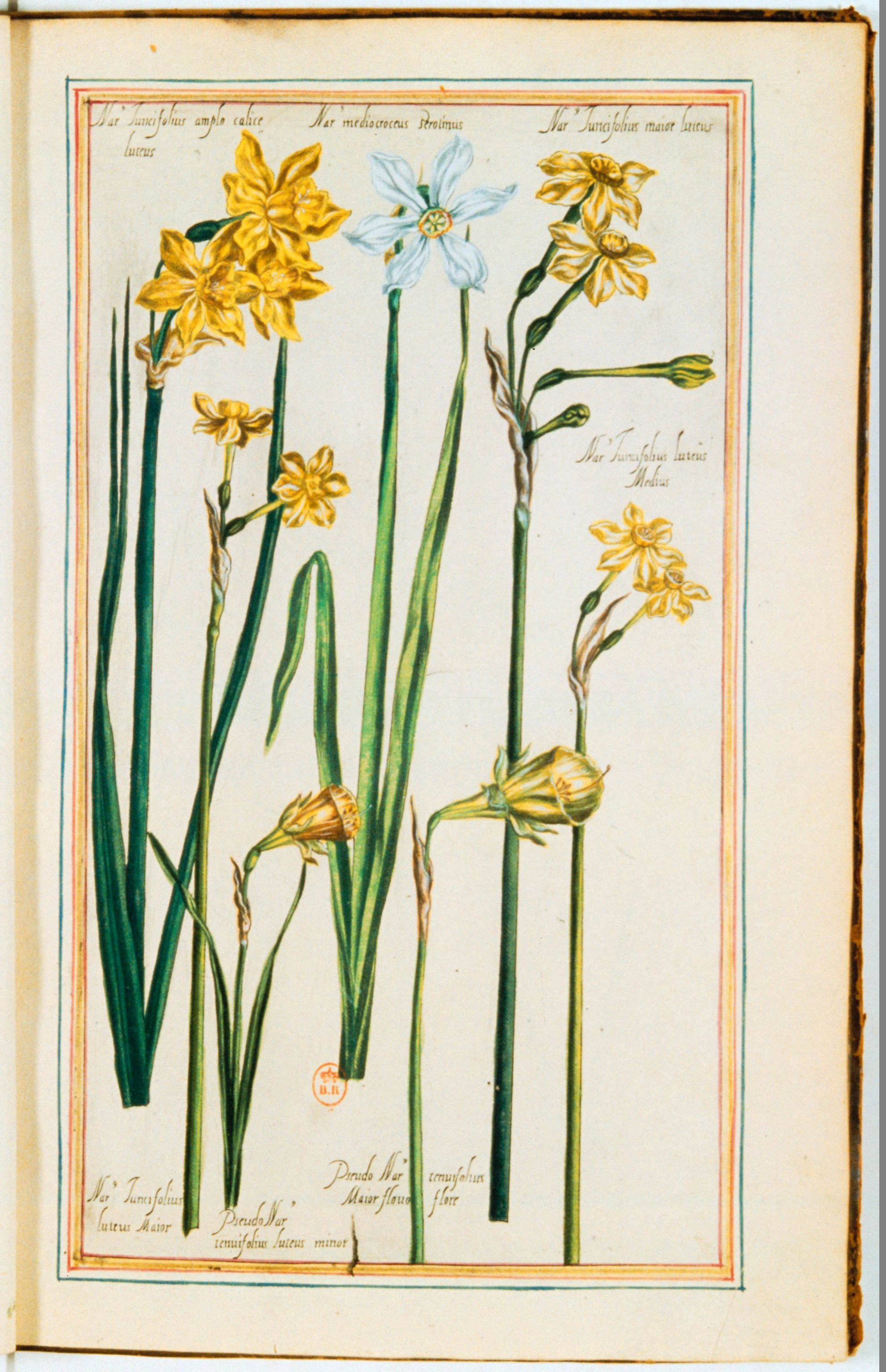
Tafel 24
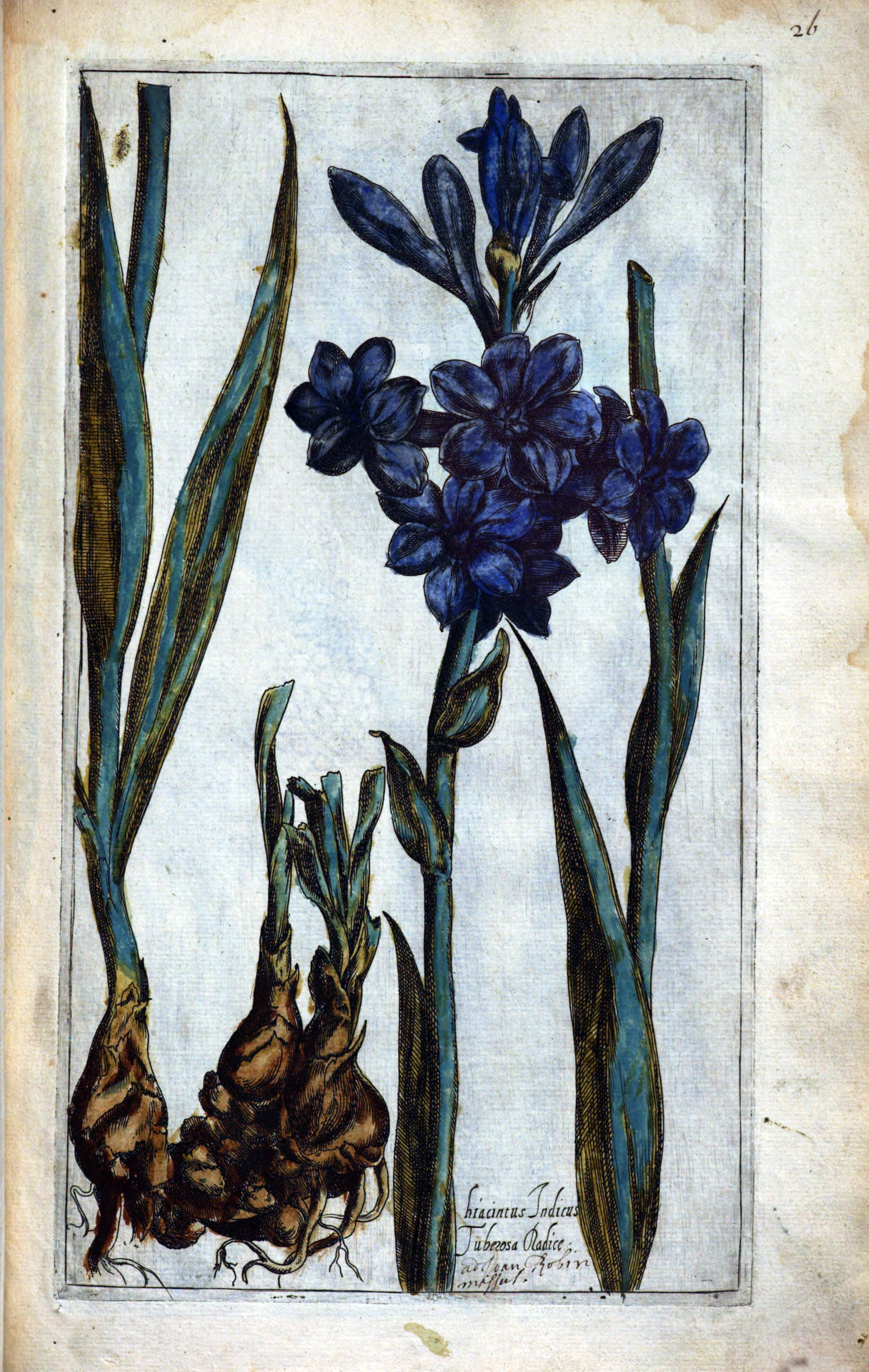
Tafel 25
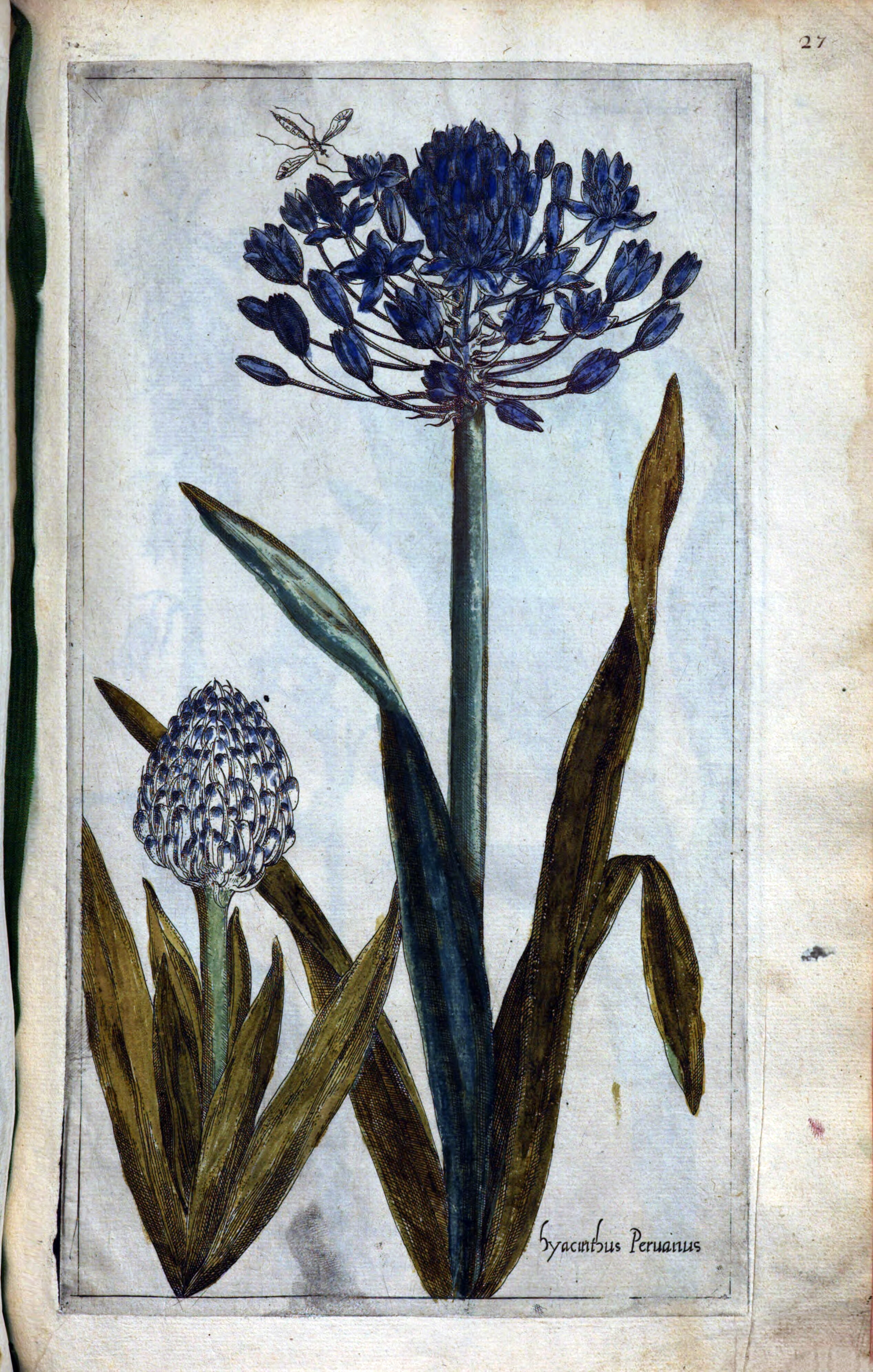
Tafel 26
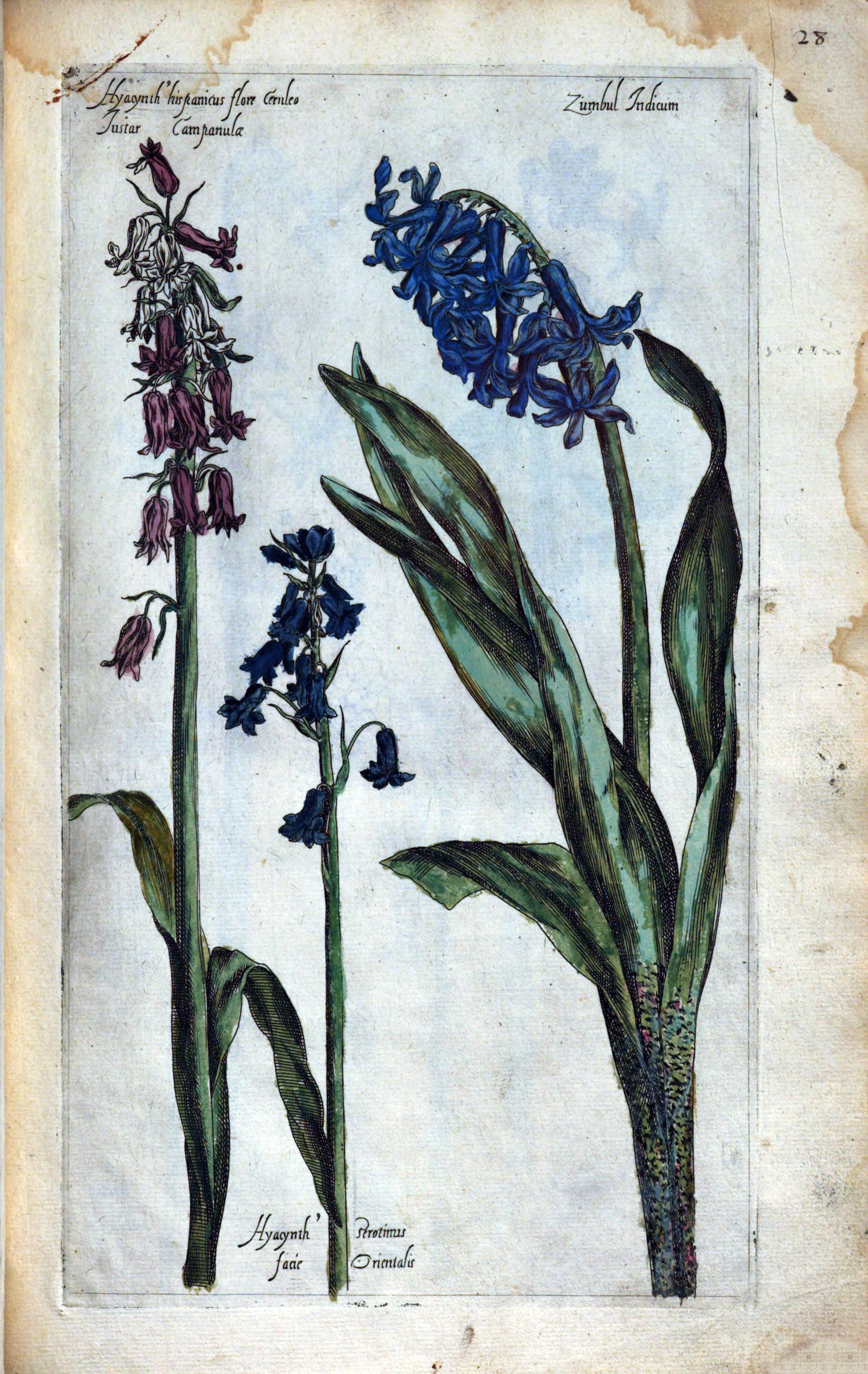
Tafel 27
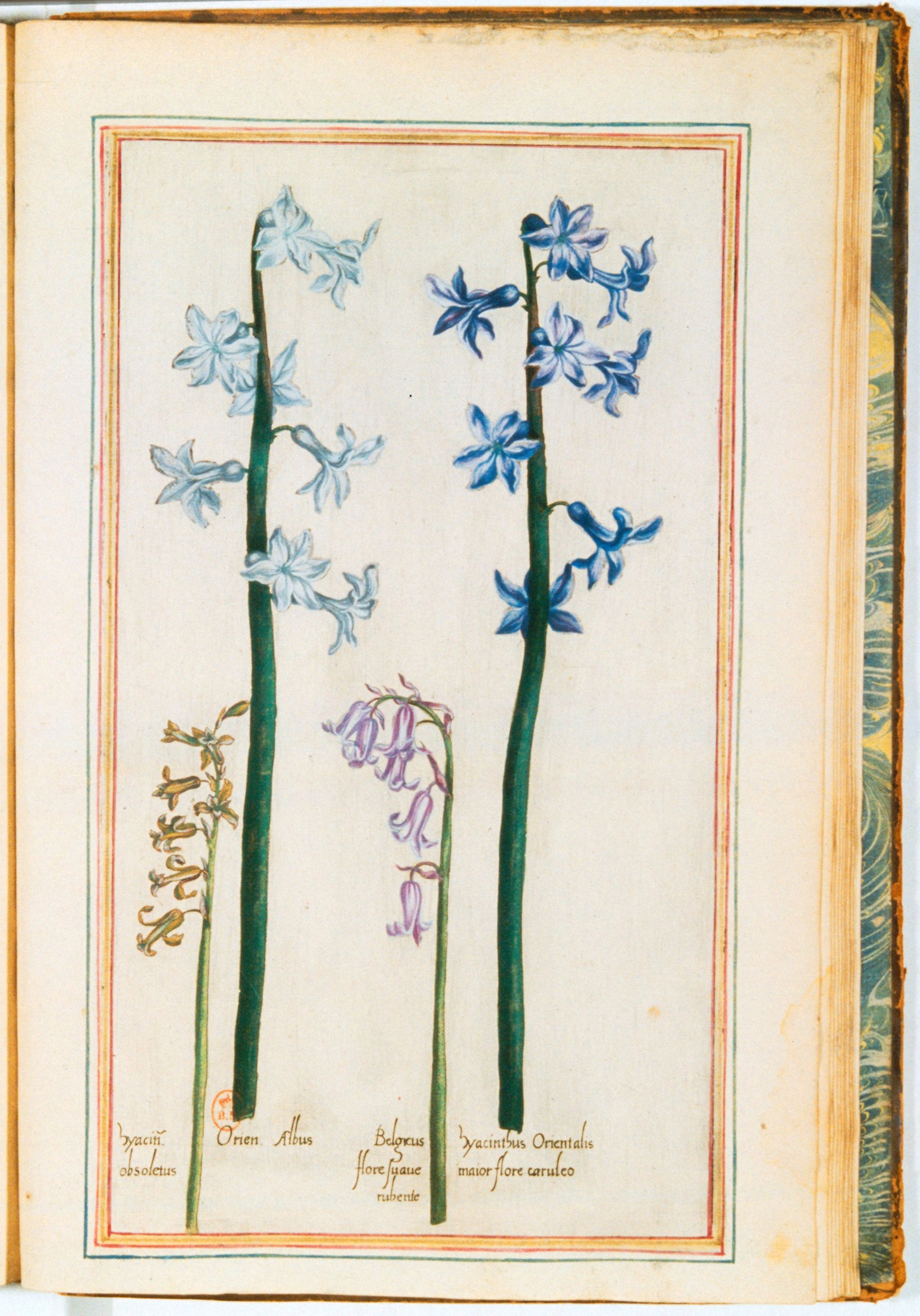
Tafel 28
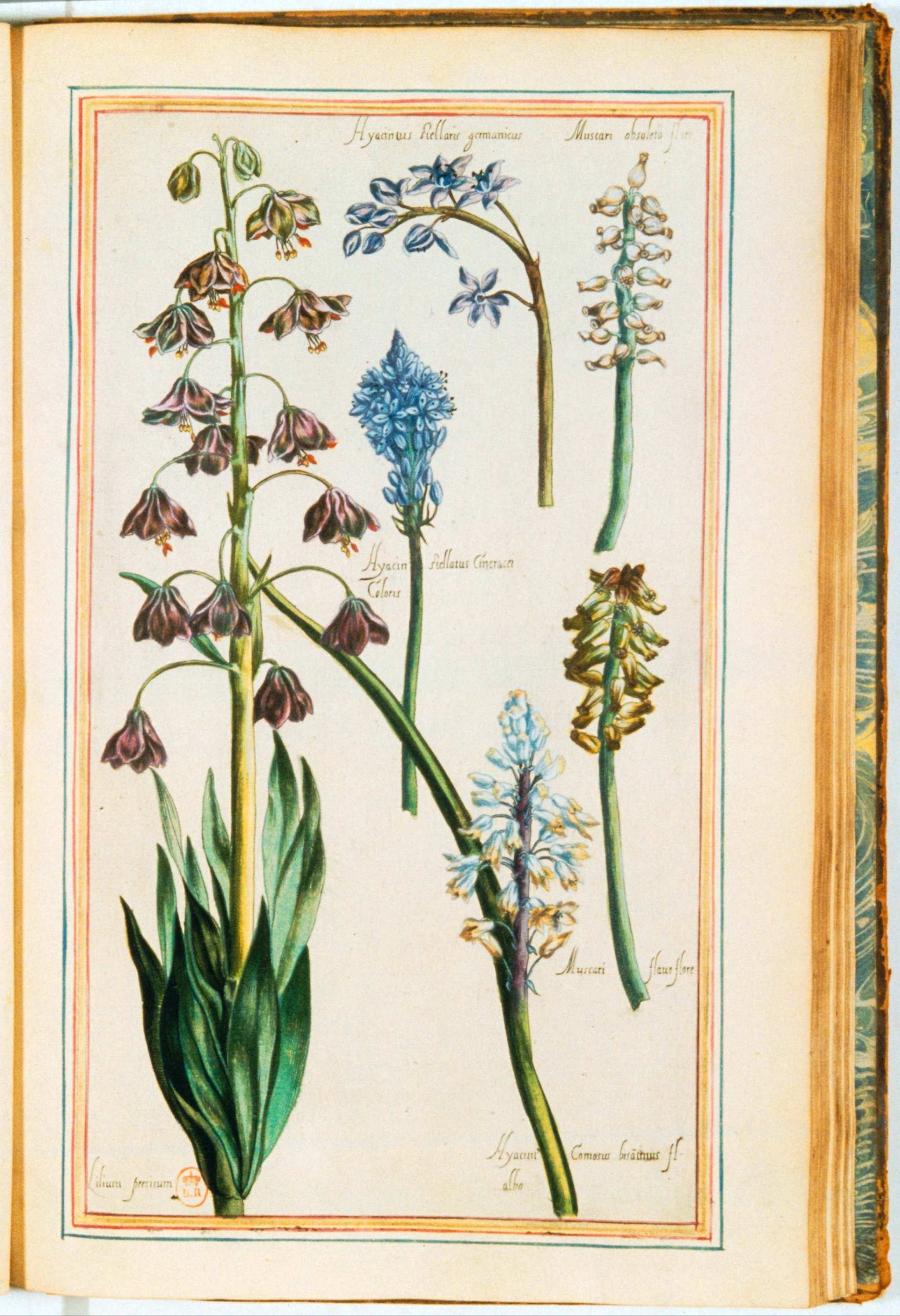
Tafel 29
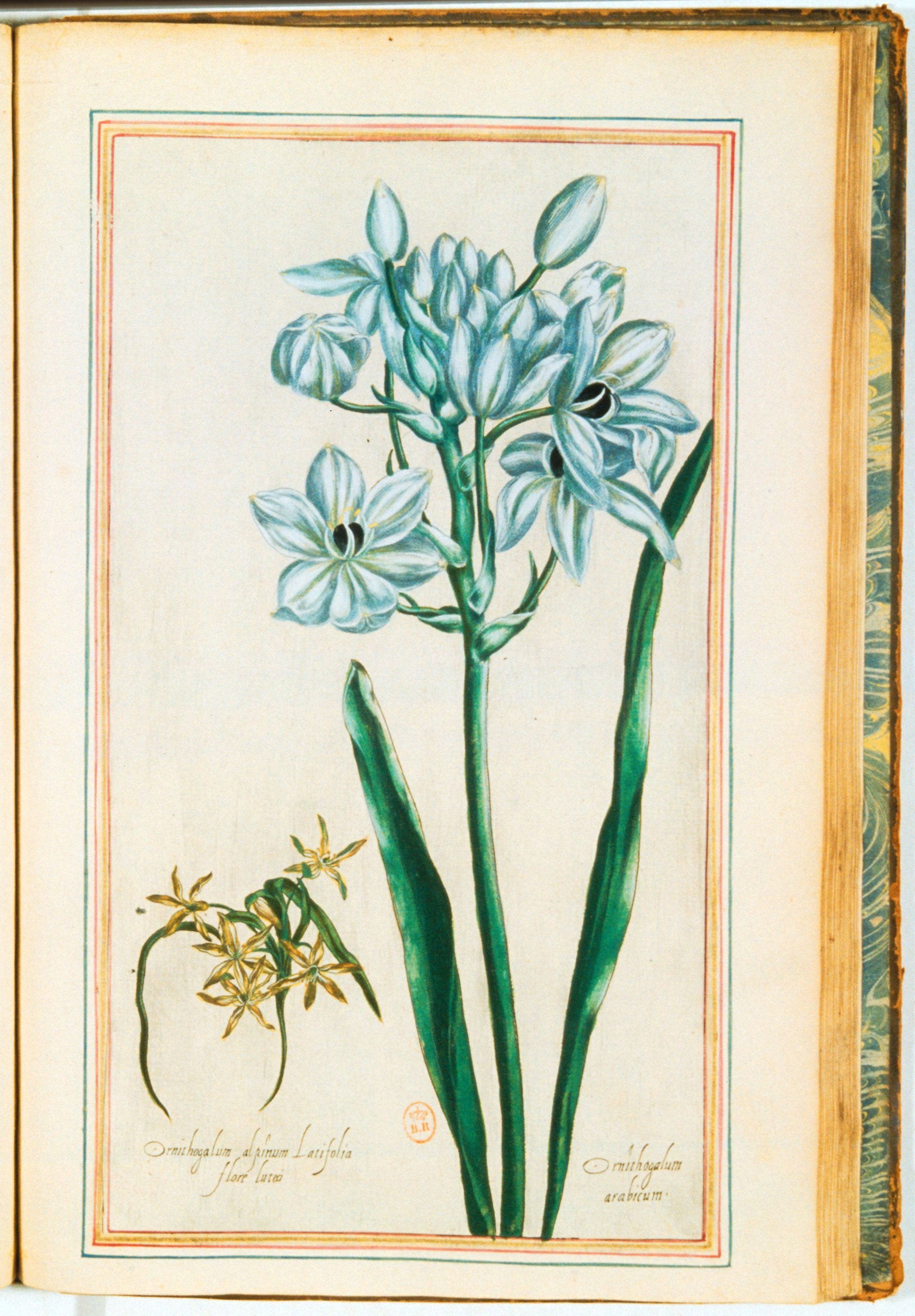
Tafel 30
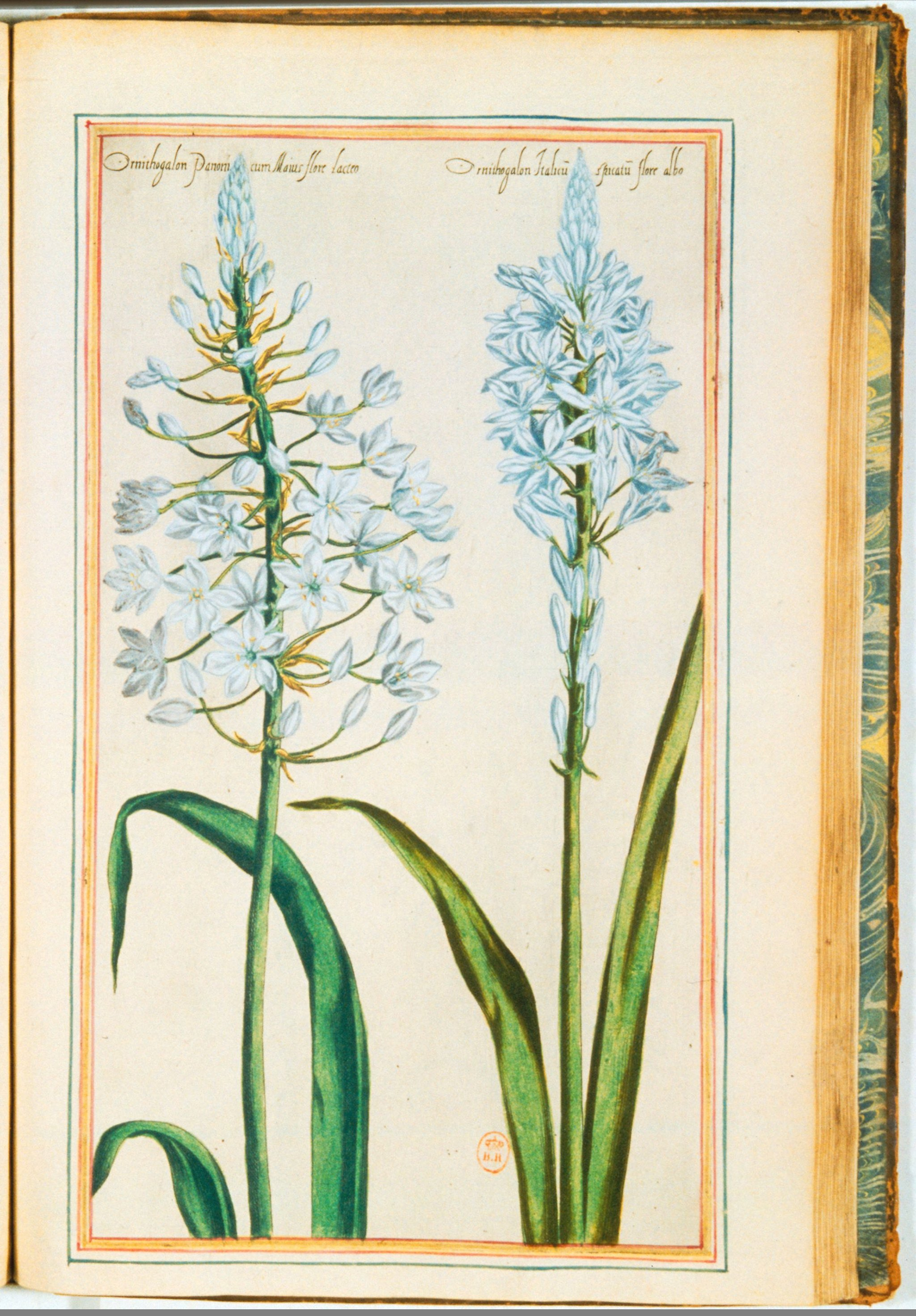
Tafel 31
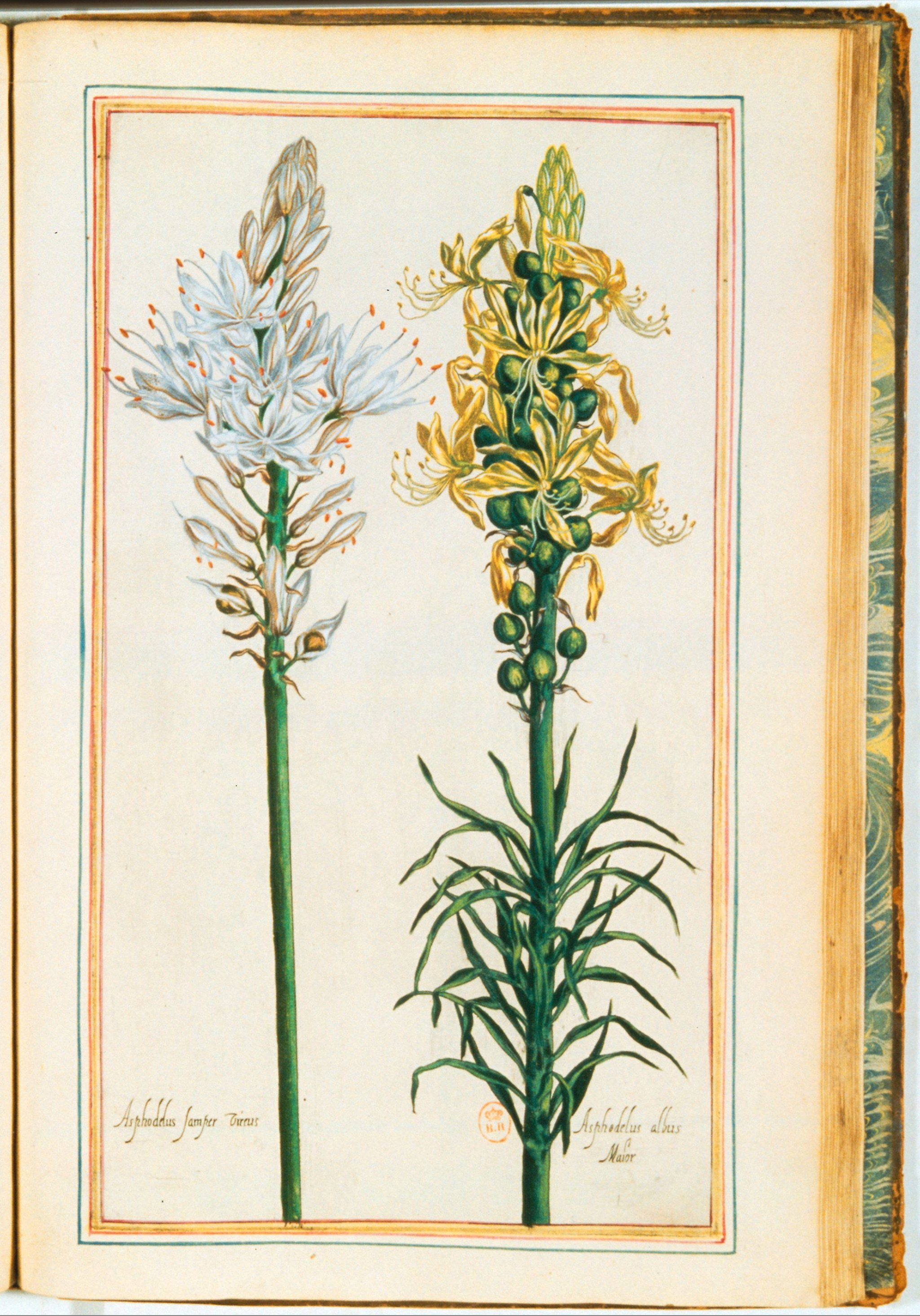
Tafel 32
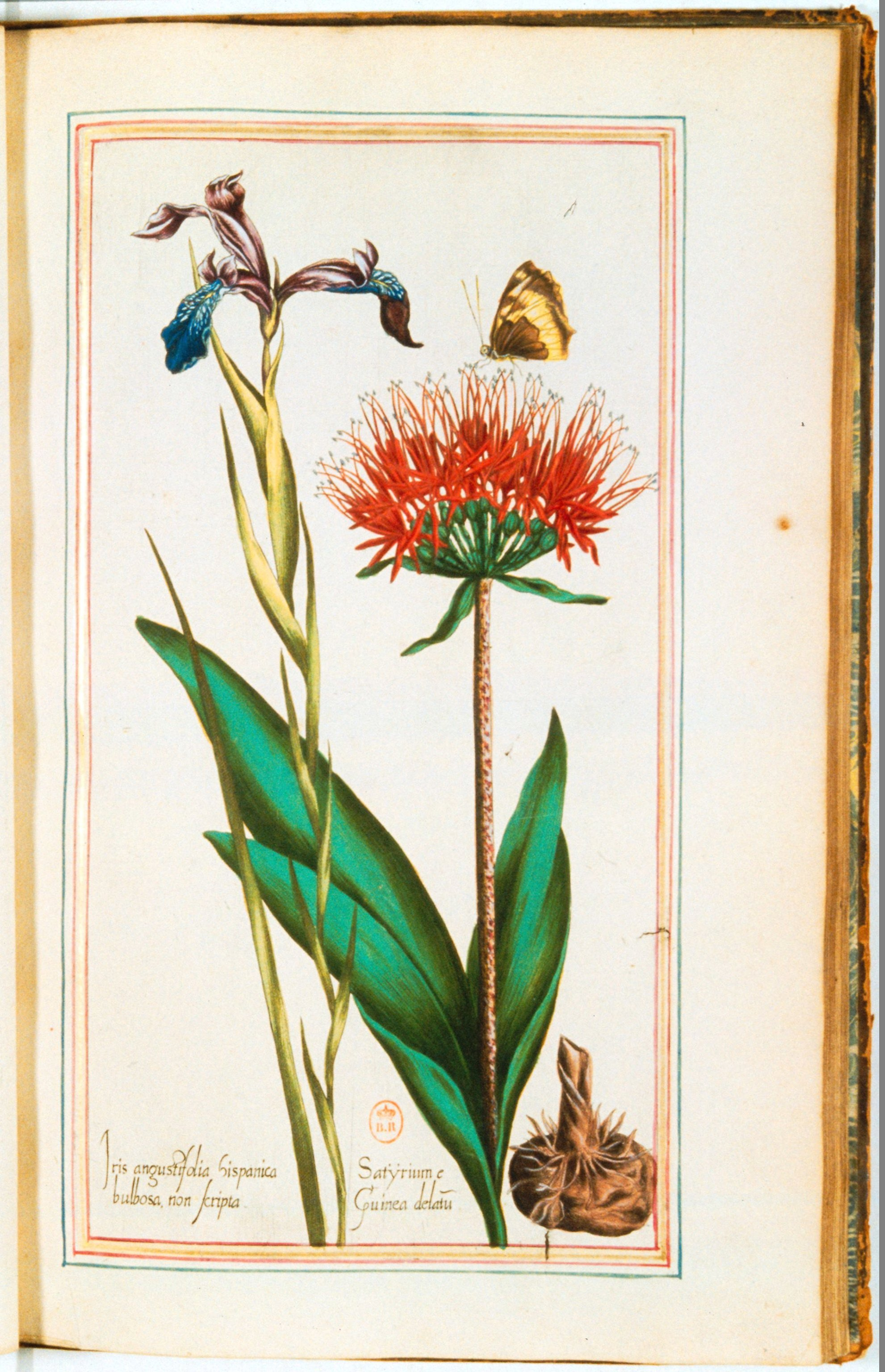
Tafel 33
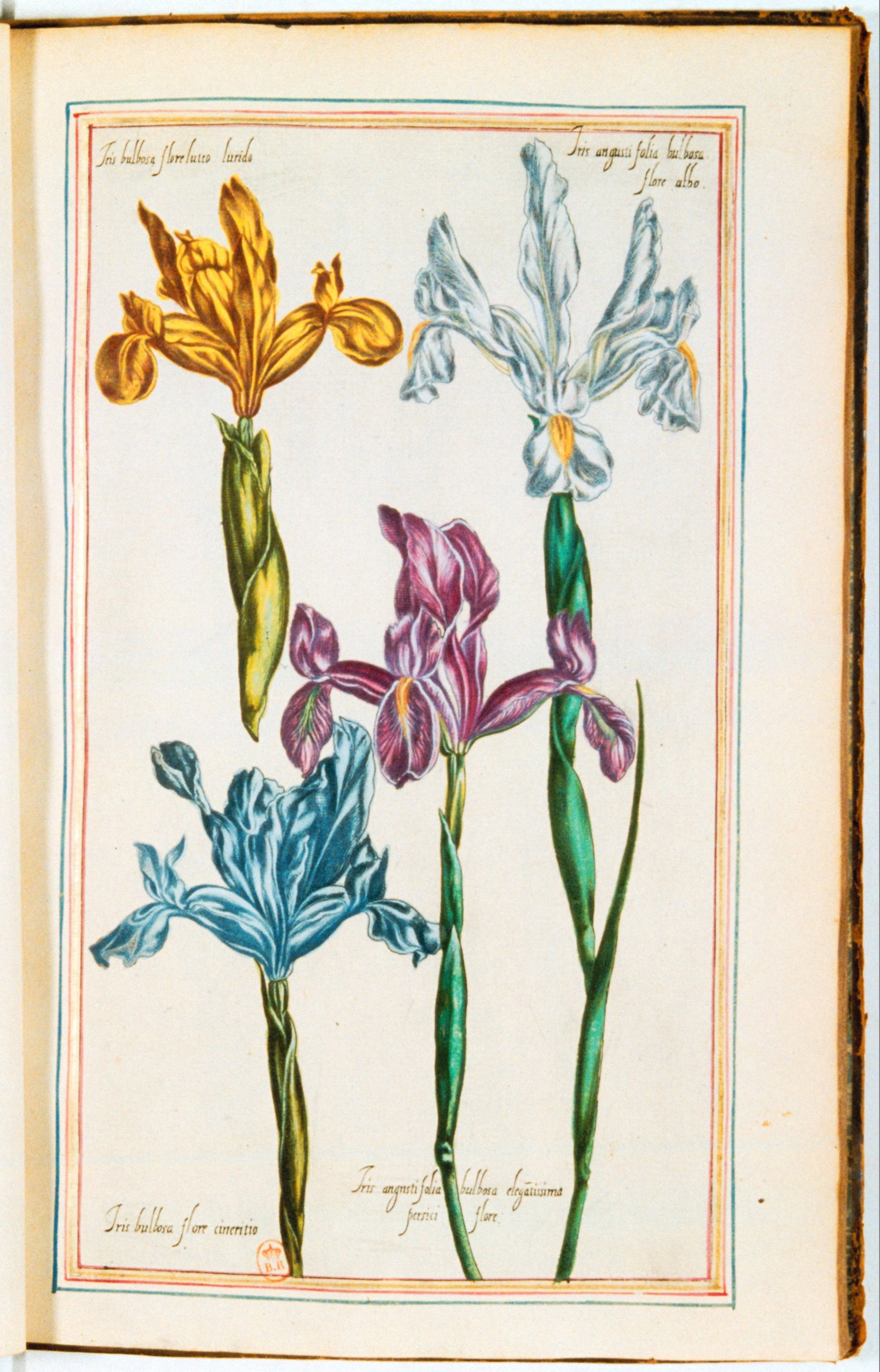
Tafel 34
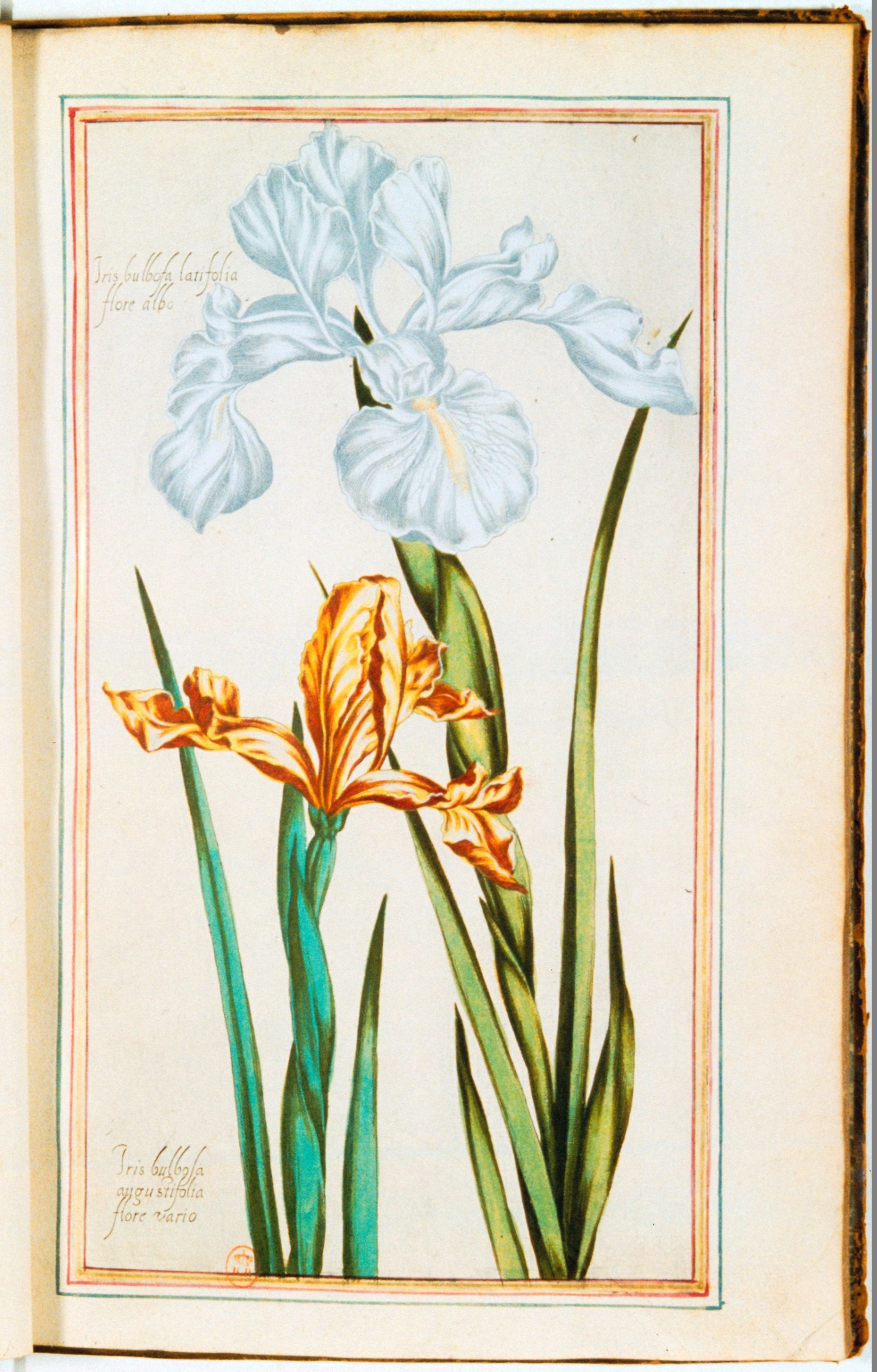
Tafel 35
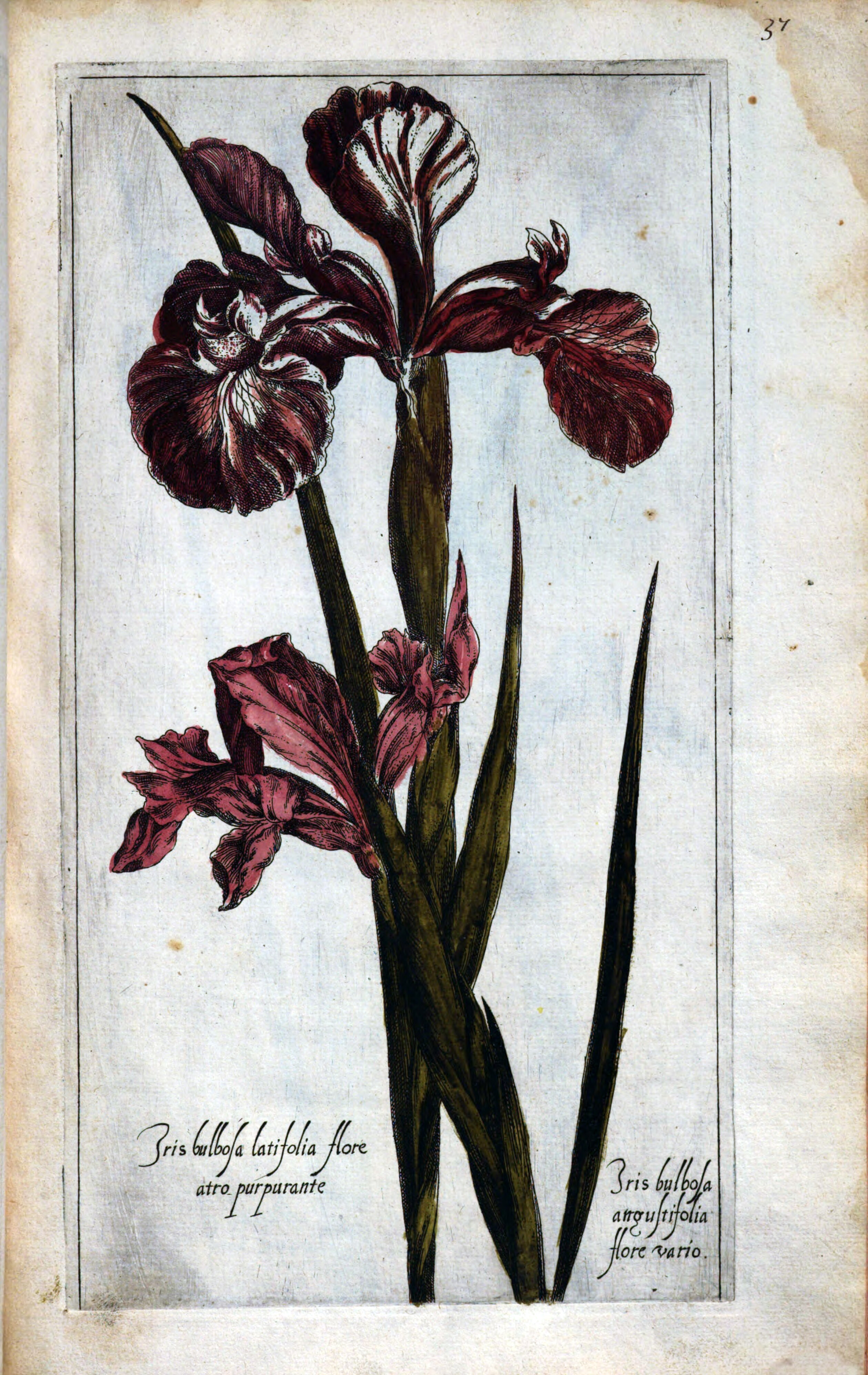
Tafel 36
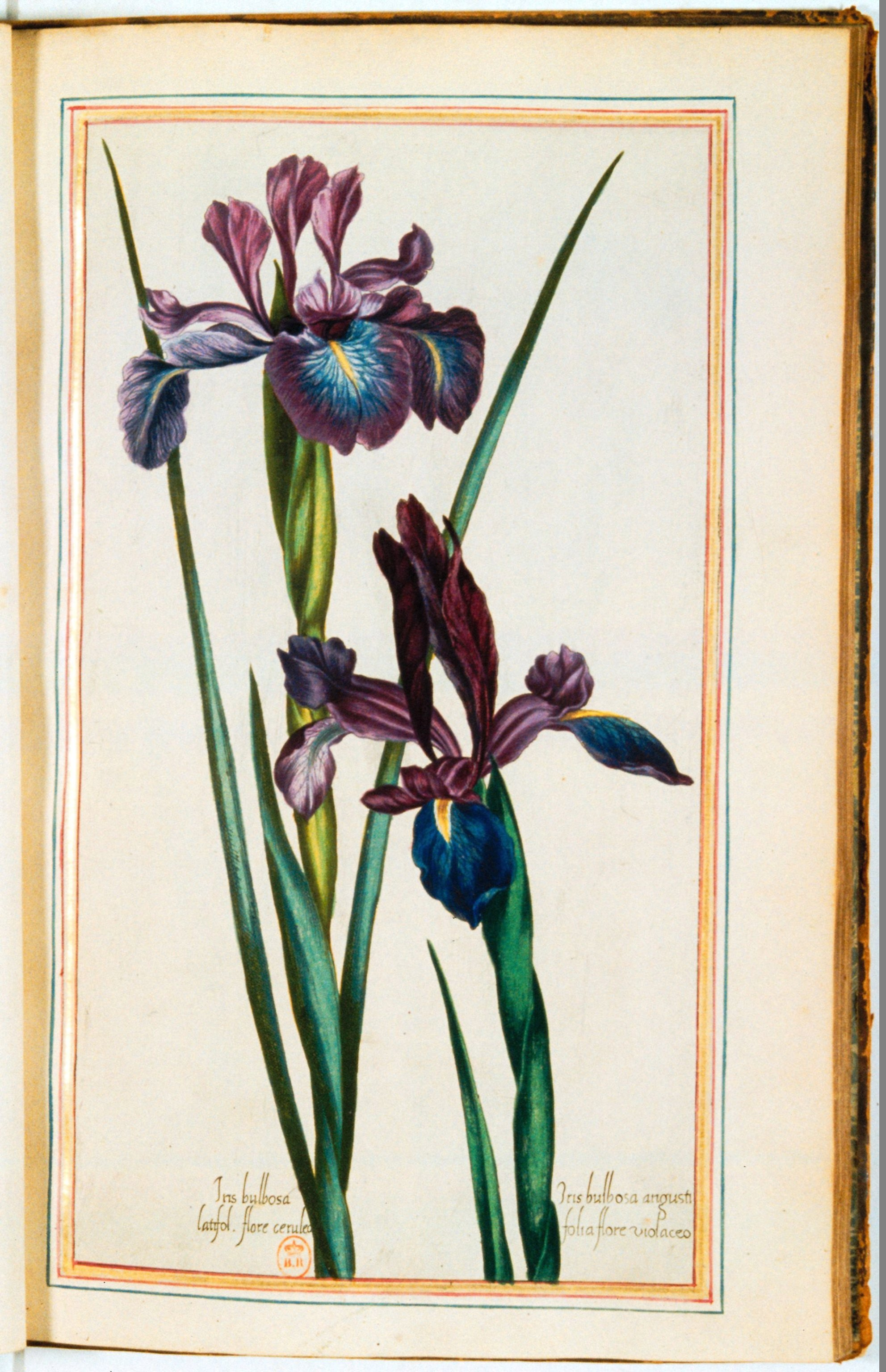
Tafel 37
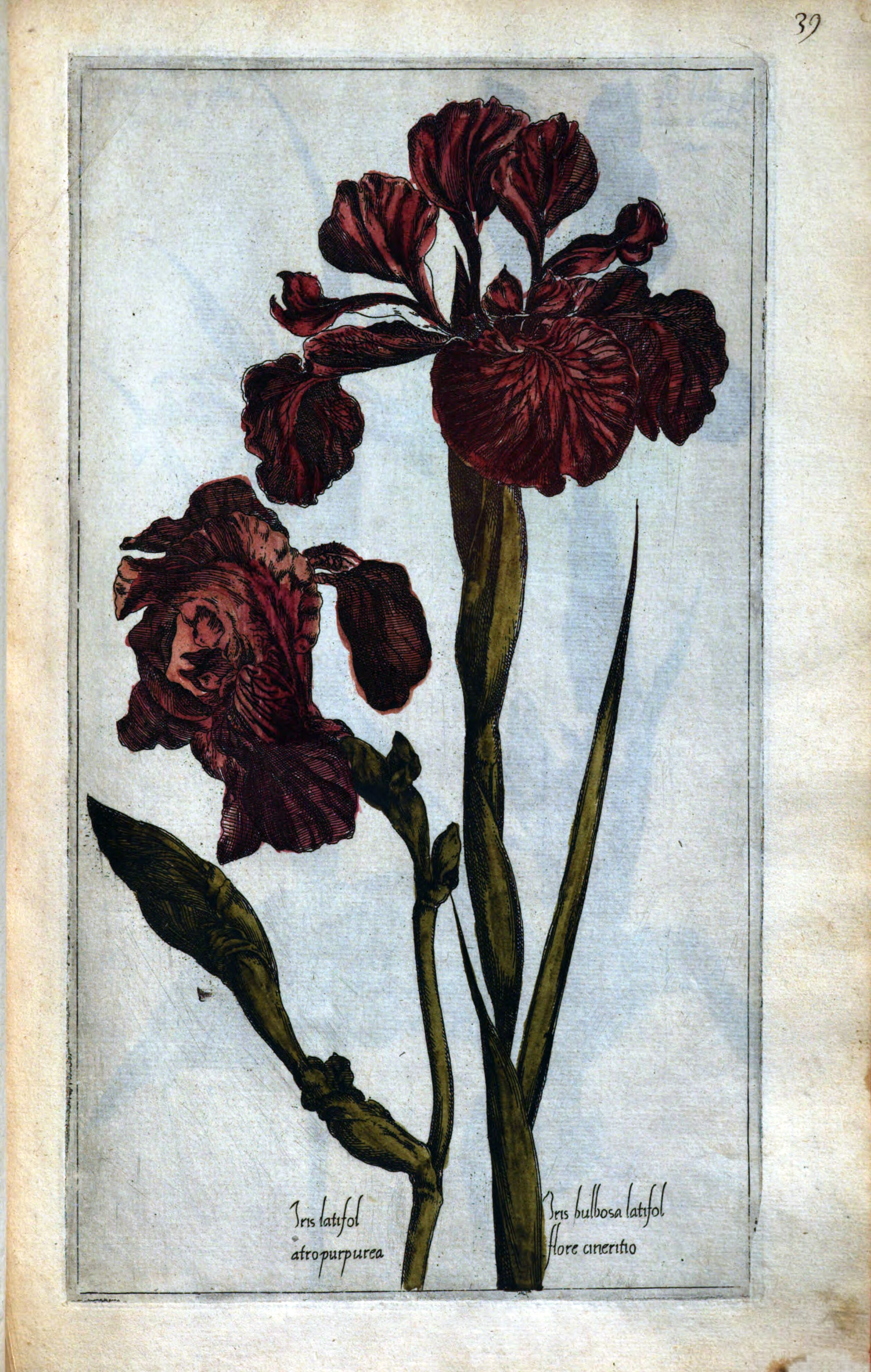
Tafel 38
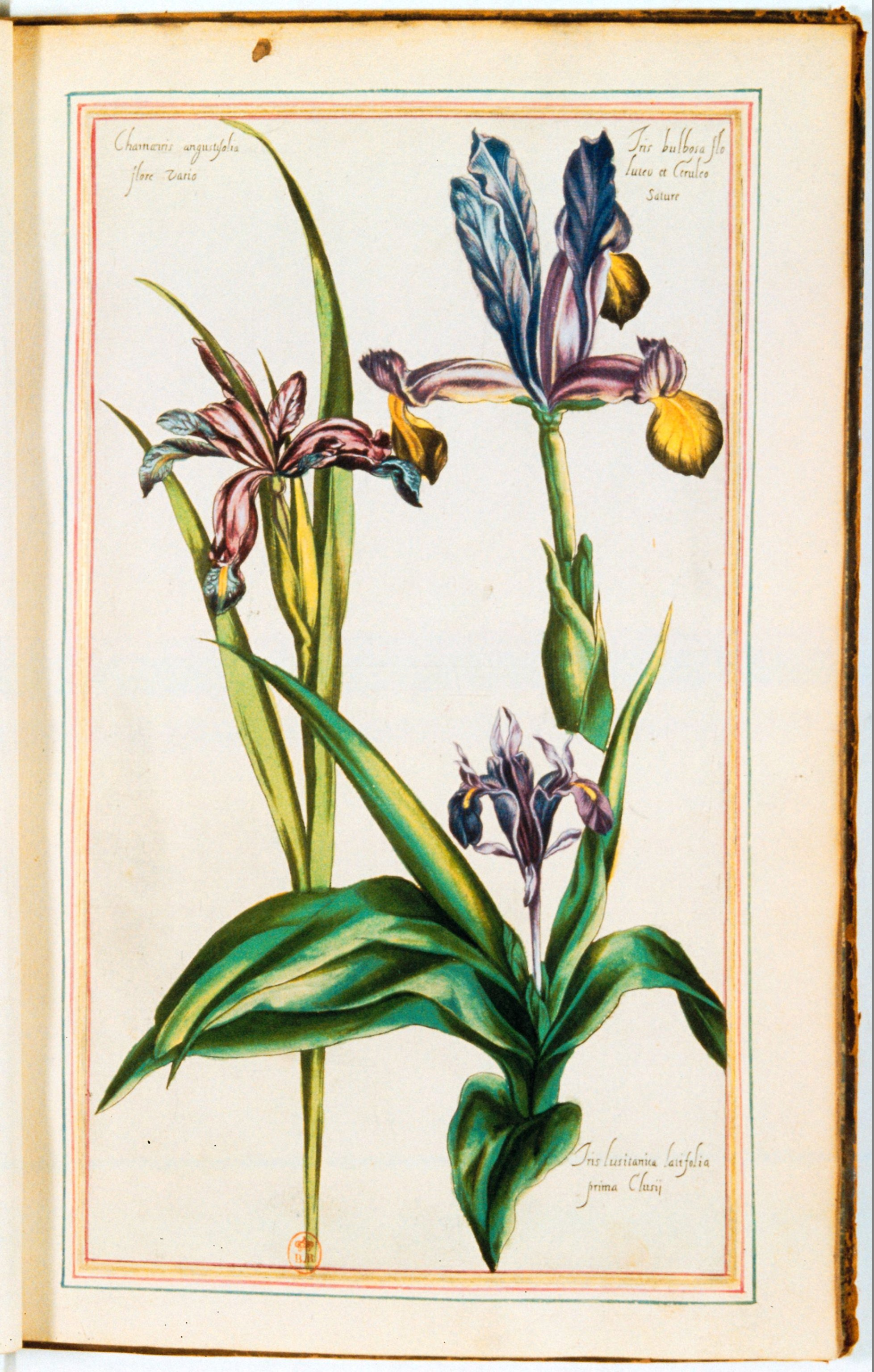
Tafel 39
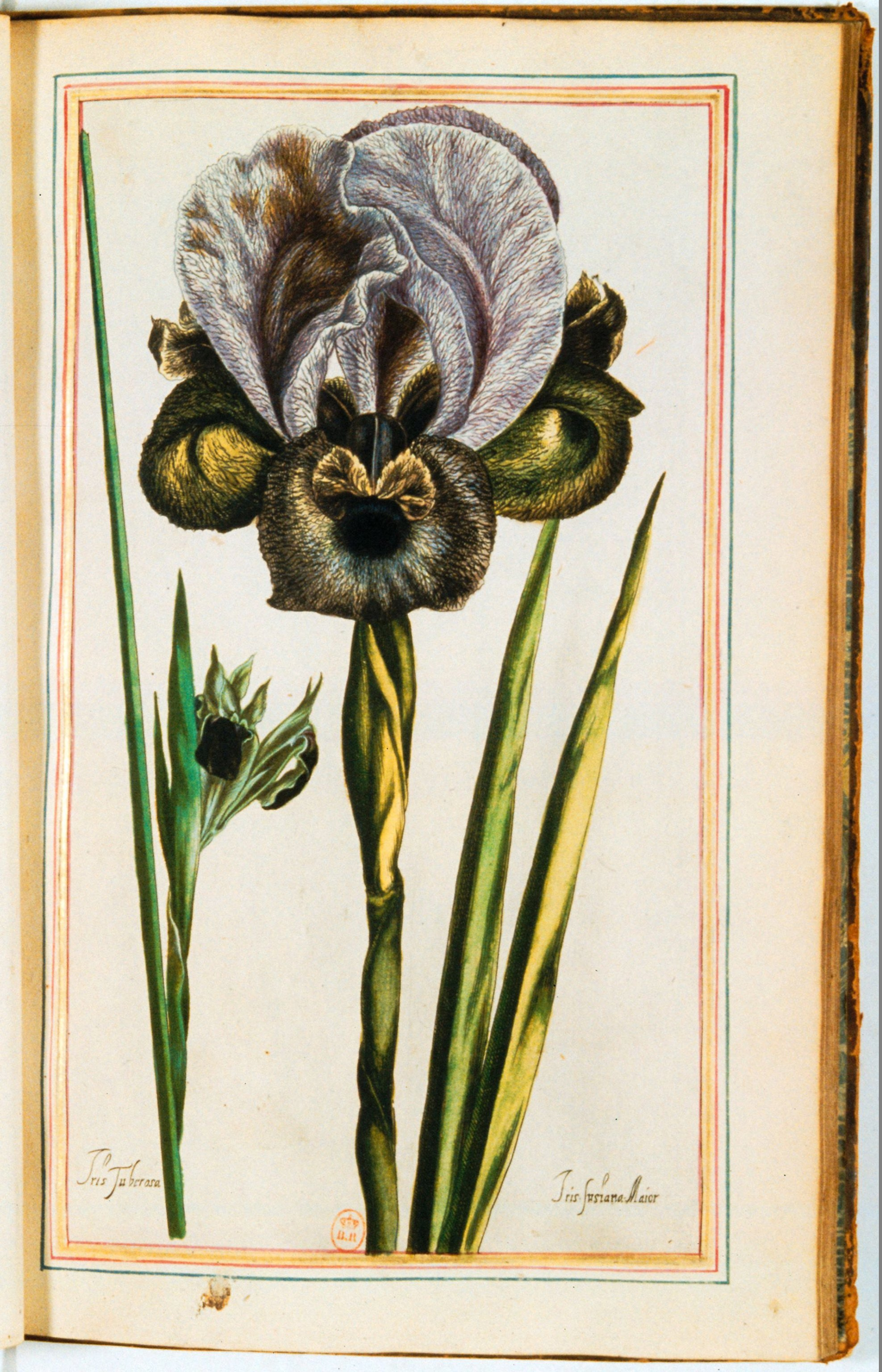
Tafel 40
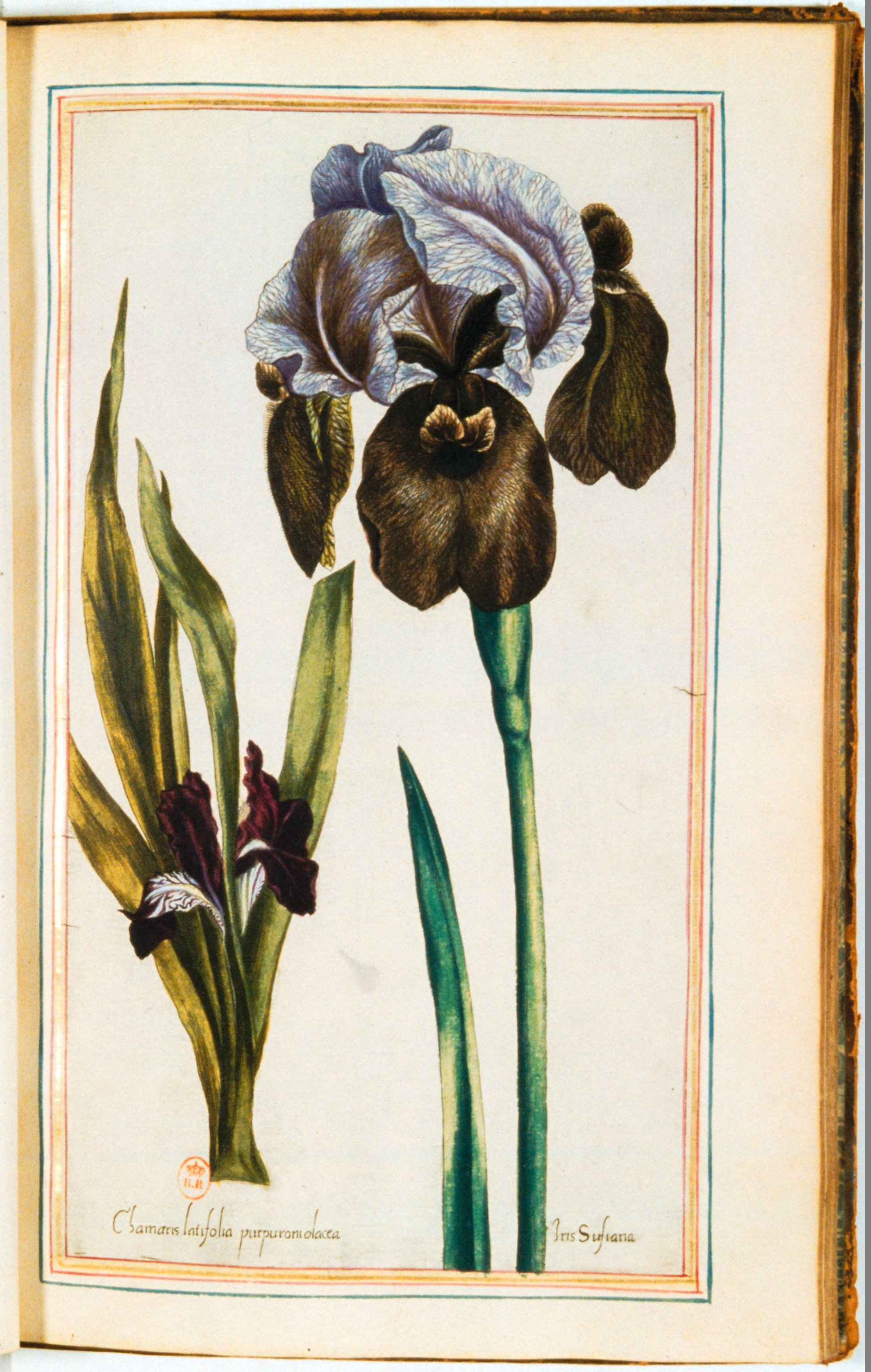
Tafel 41
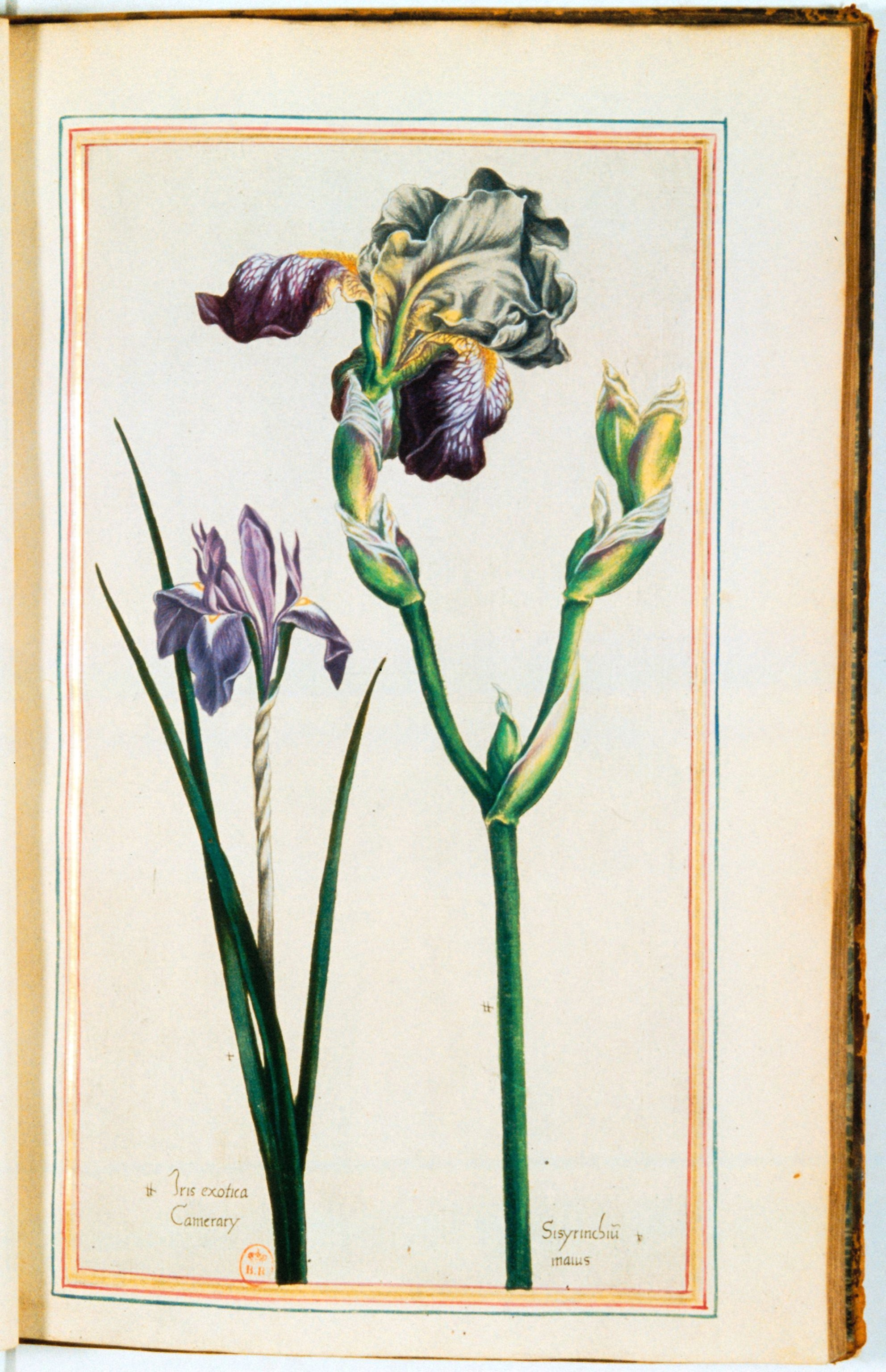
Tafel 42
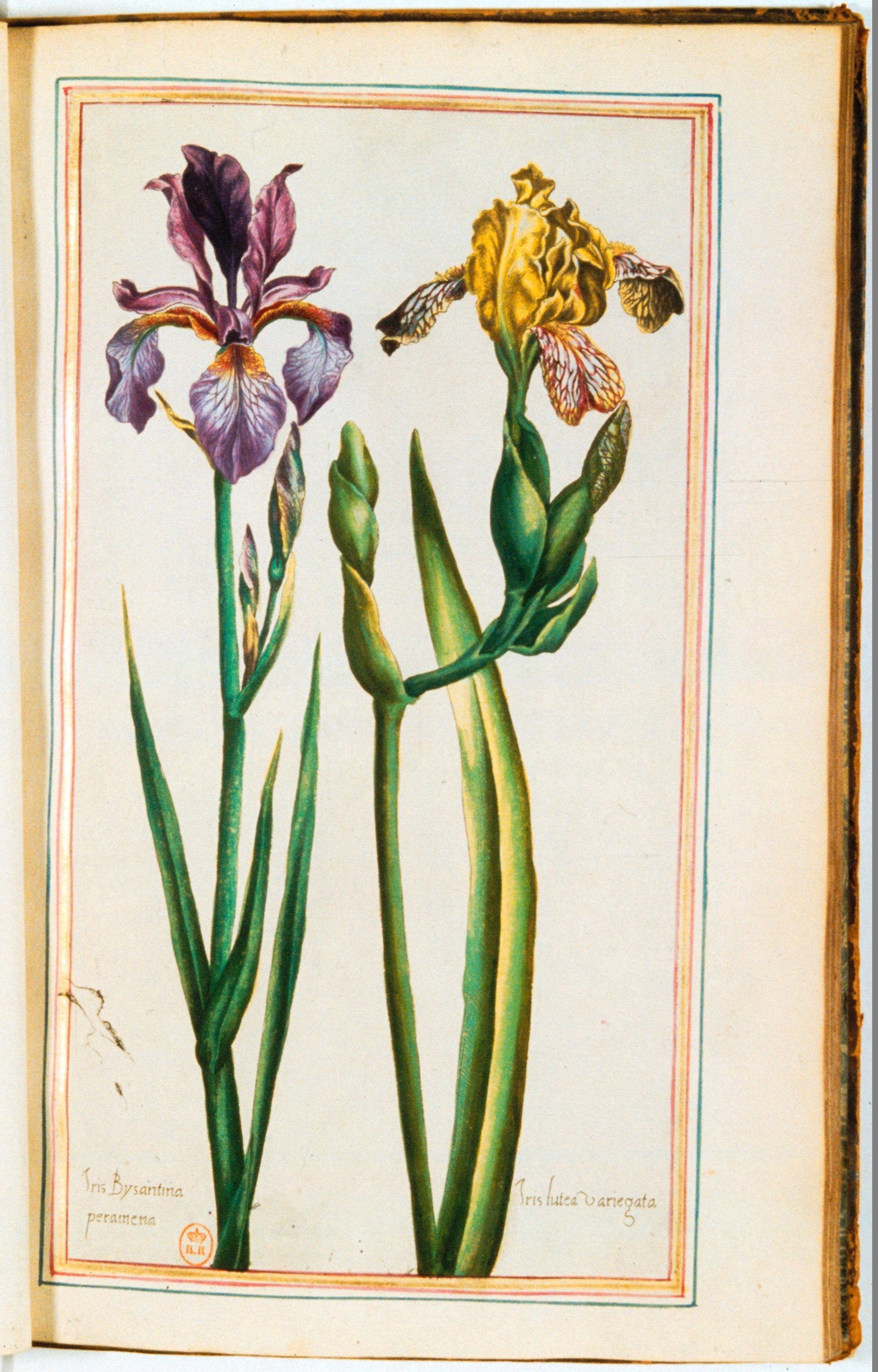
Tafel 43
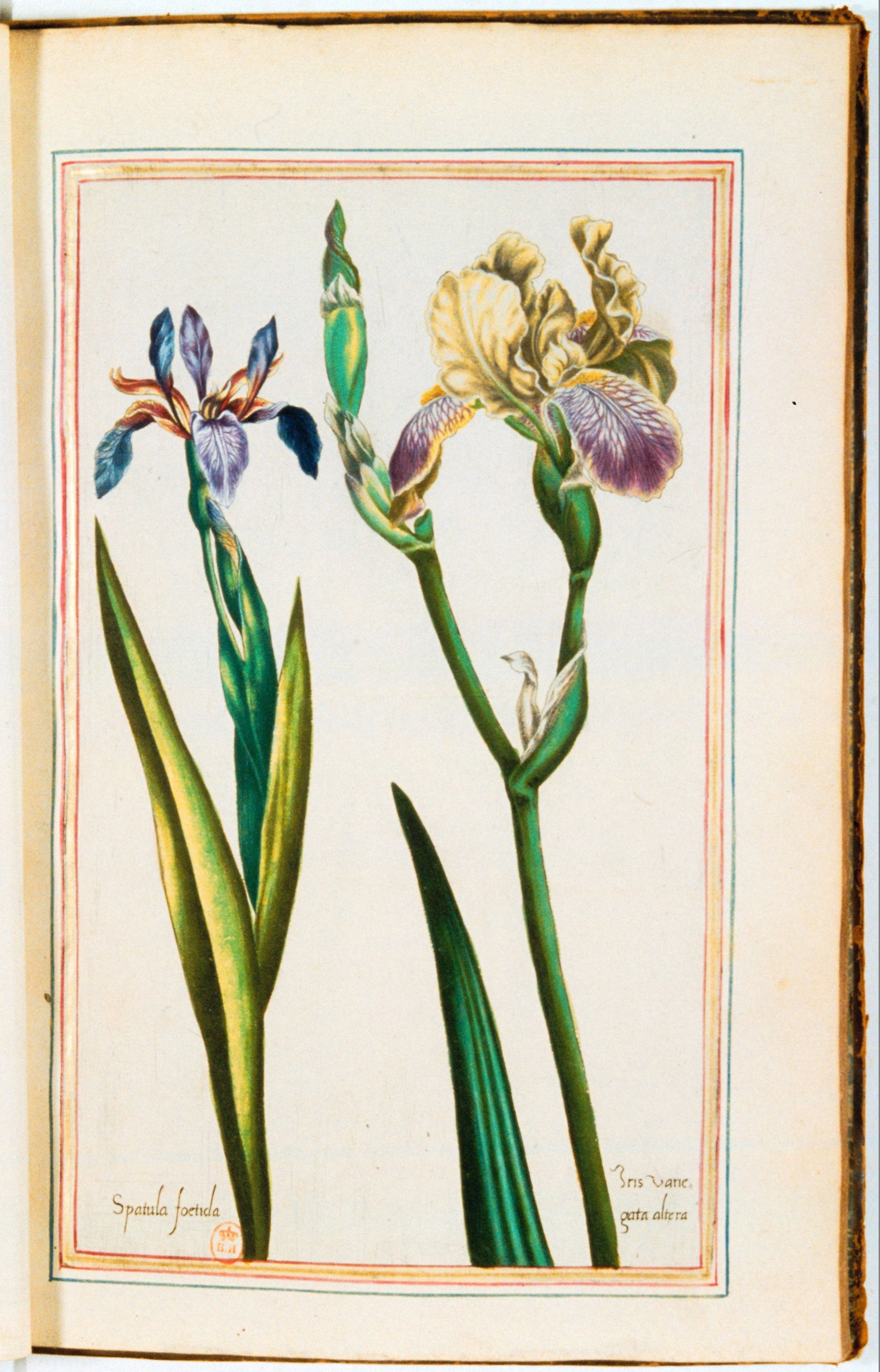
Tafel 44
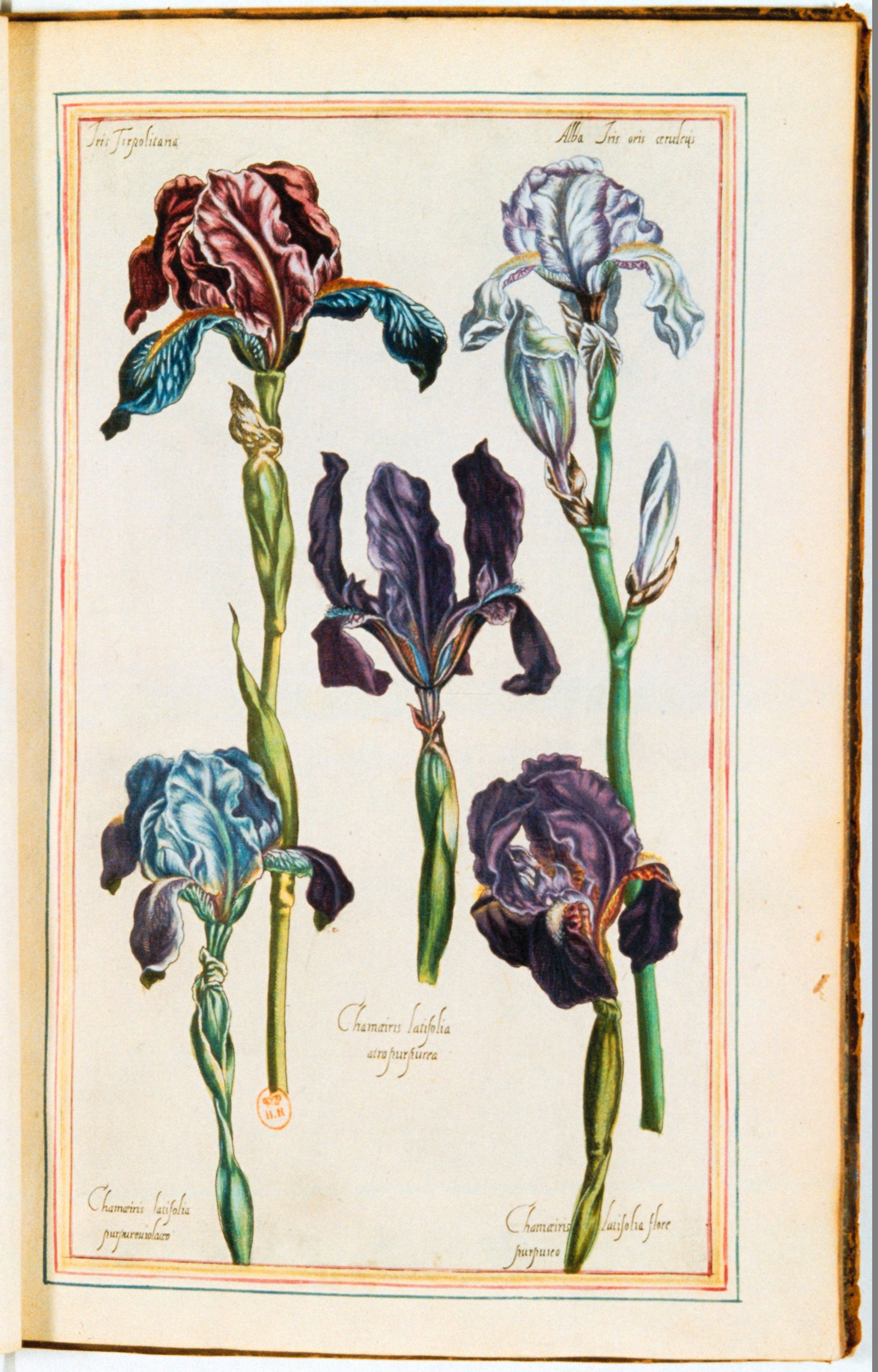
Tafel 45
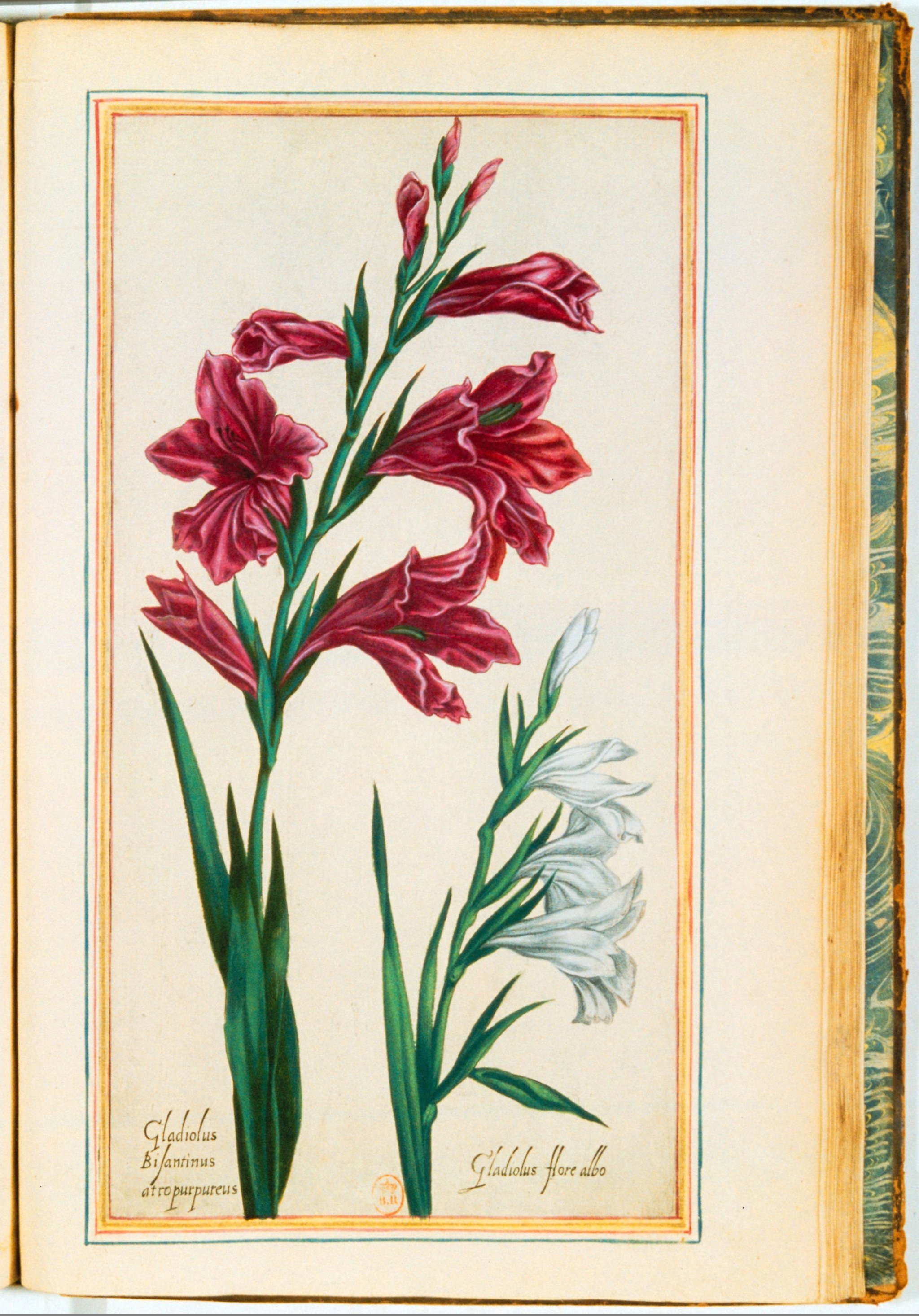
Tafel 46
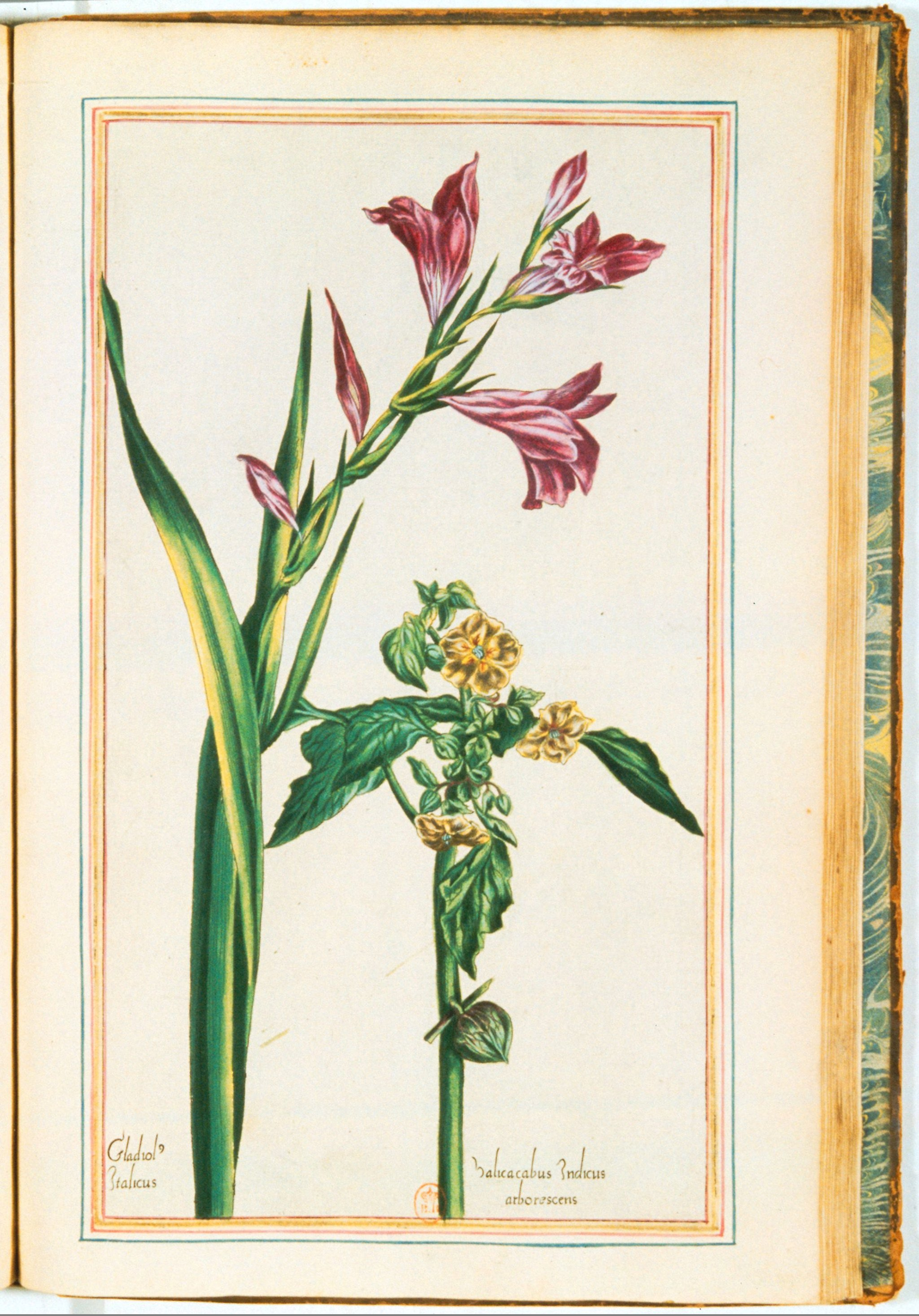
Tafel 47
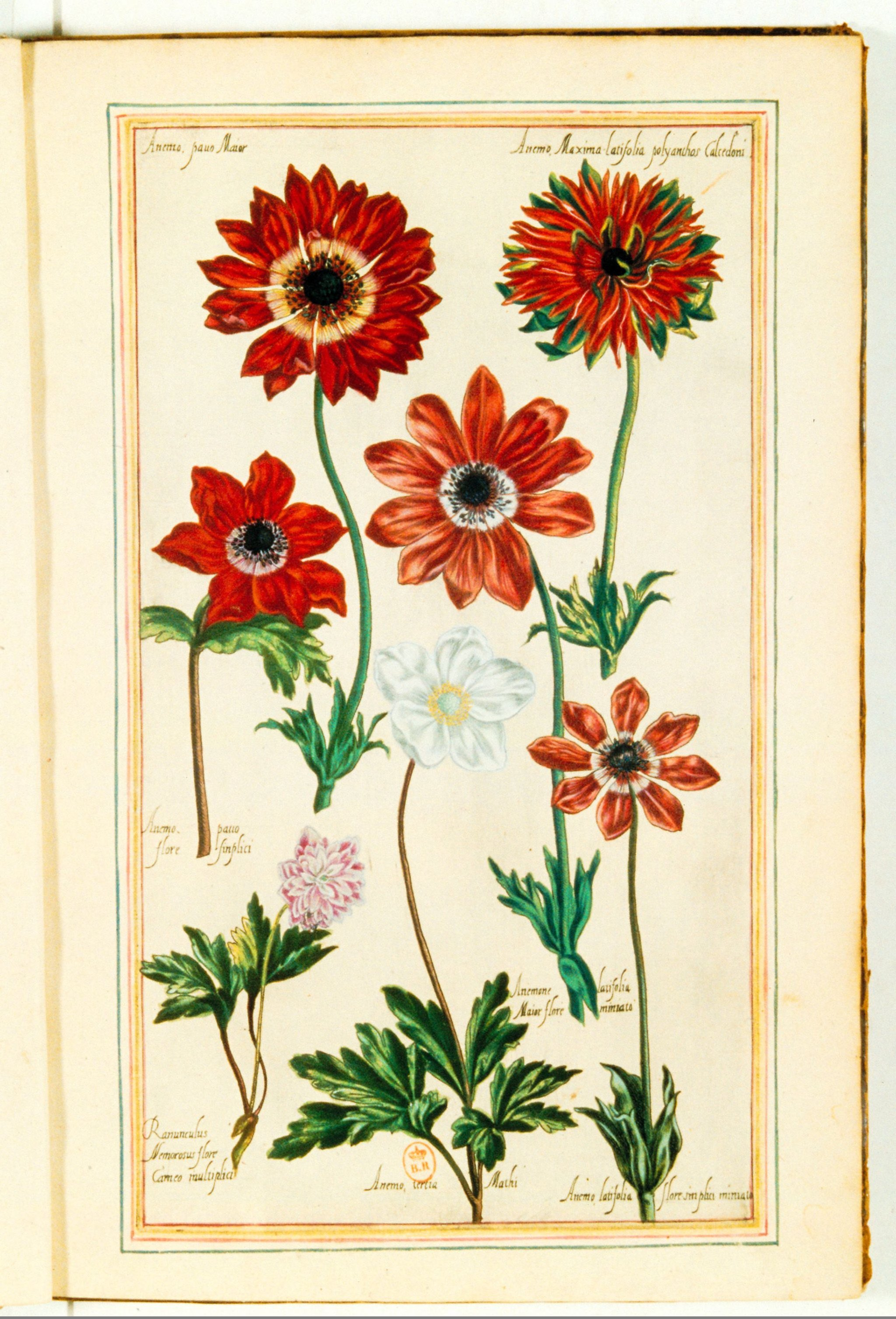
Tafel 48
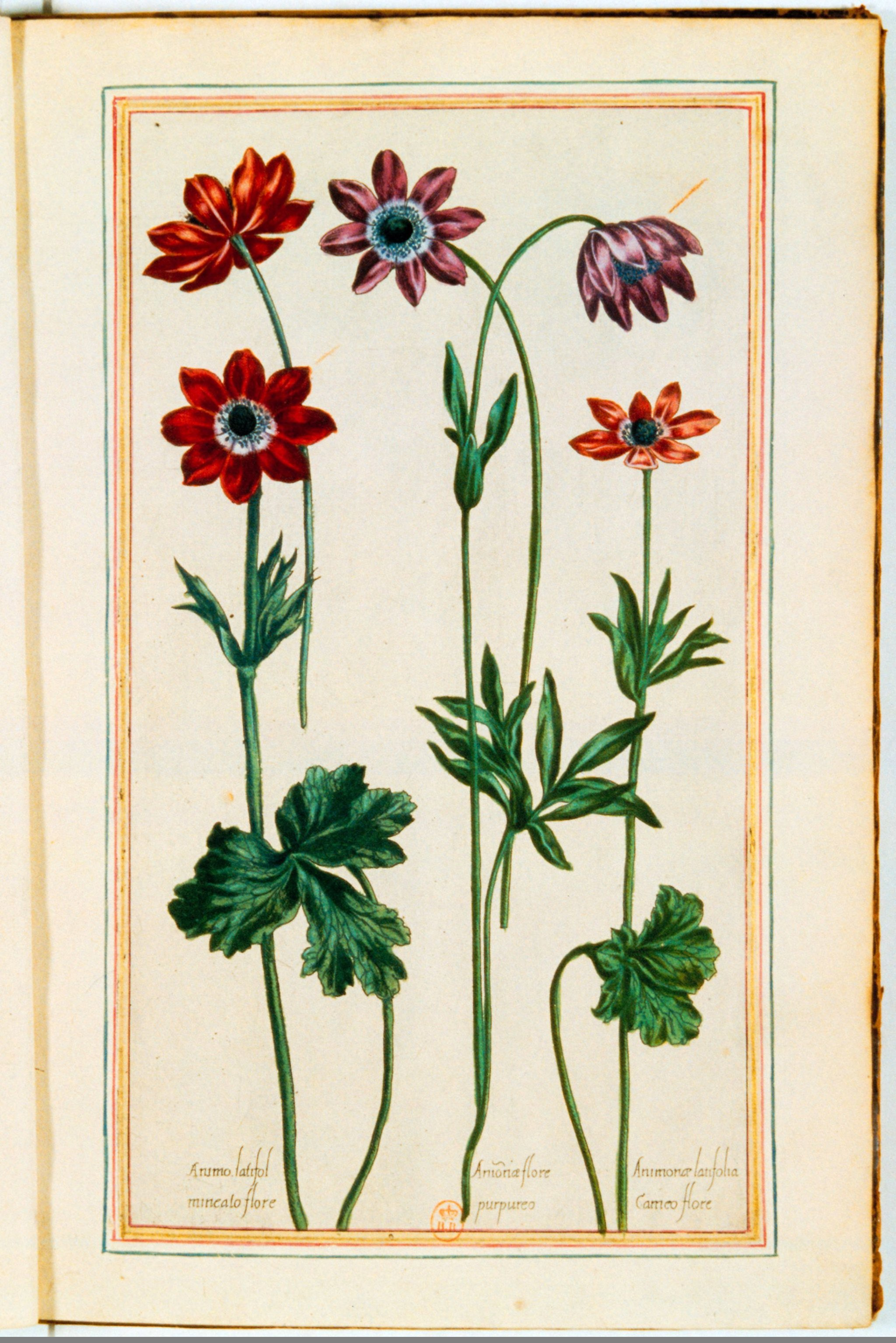
Tafel 49
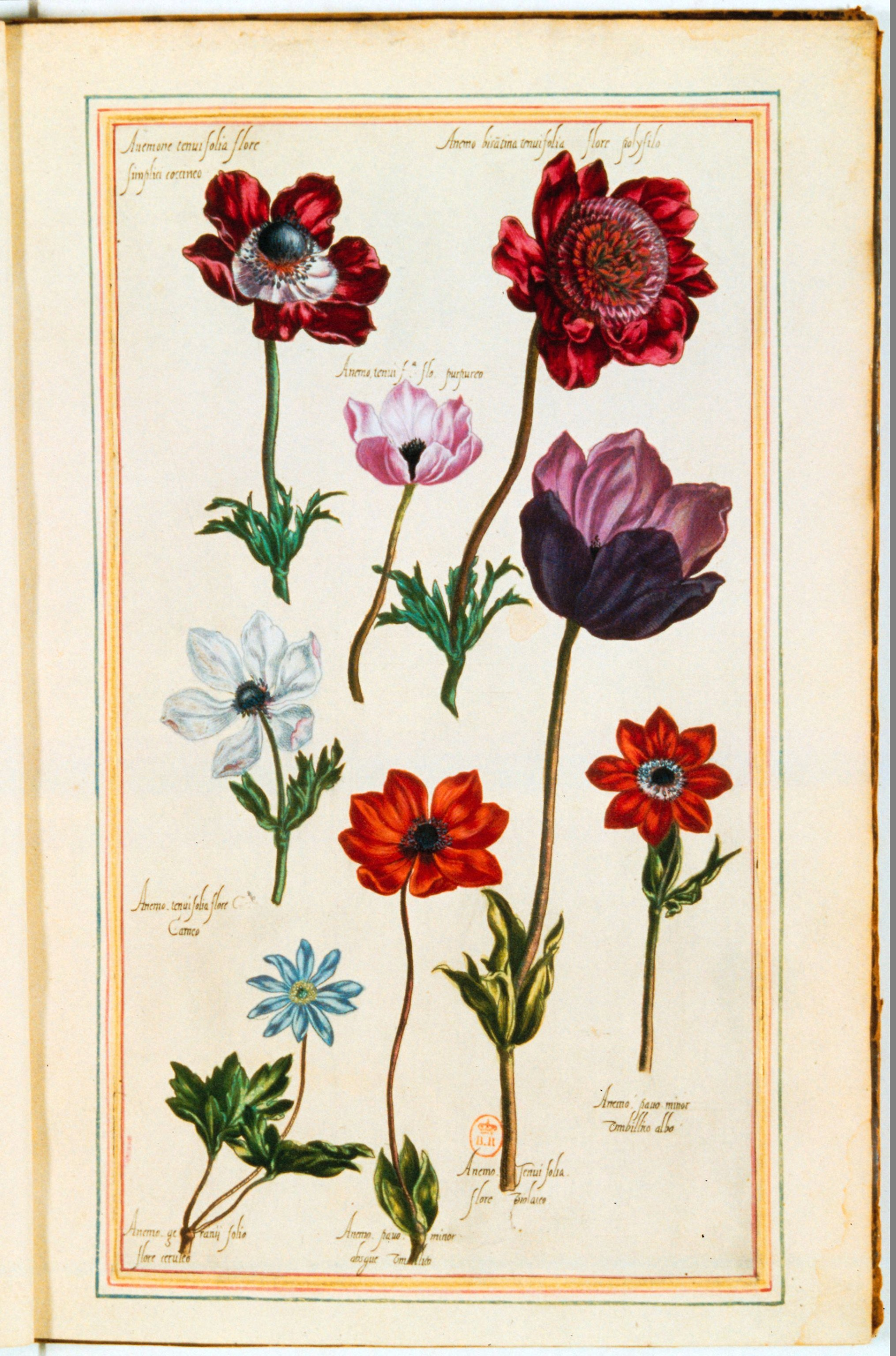
Tafel 50
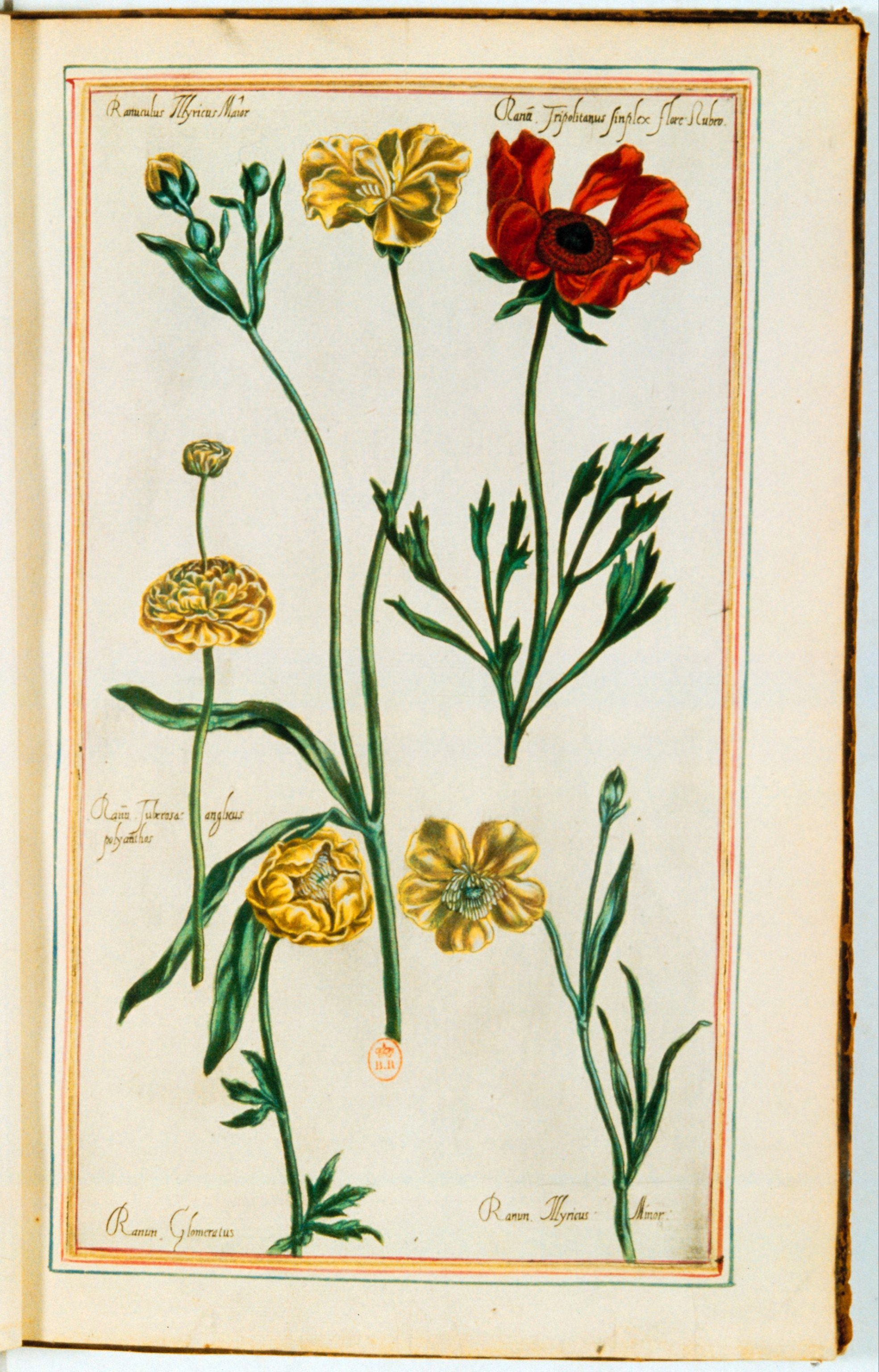
Tafel 51
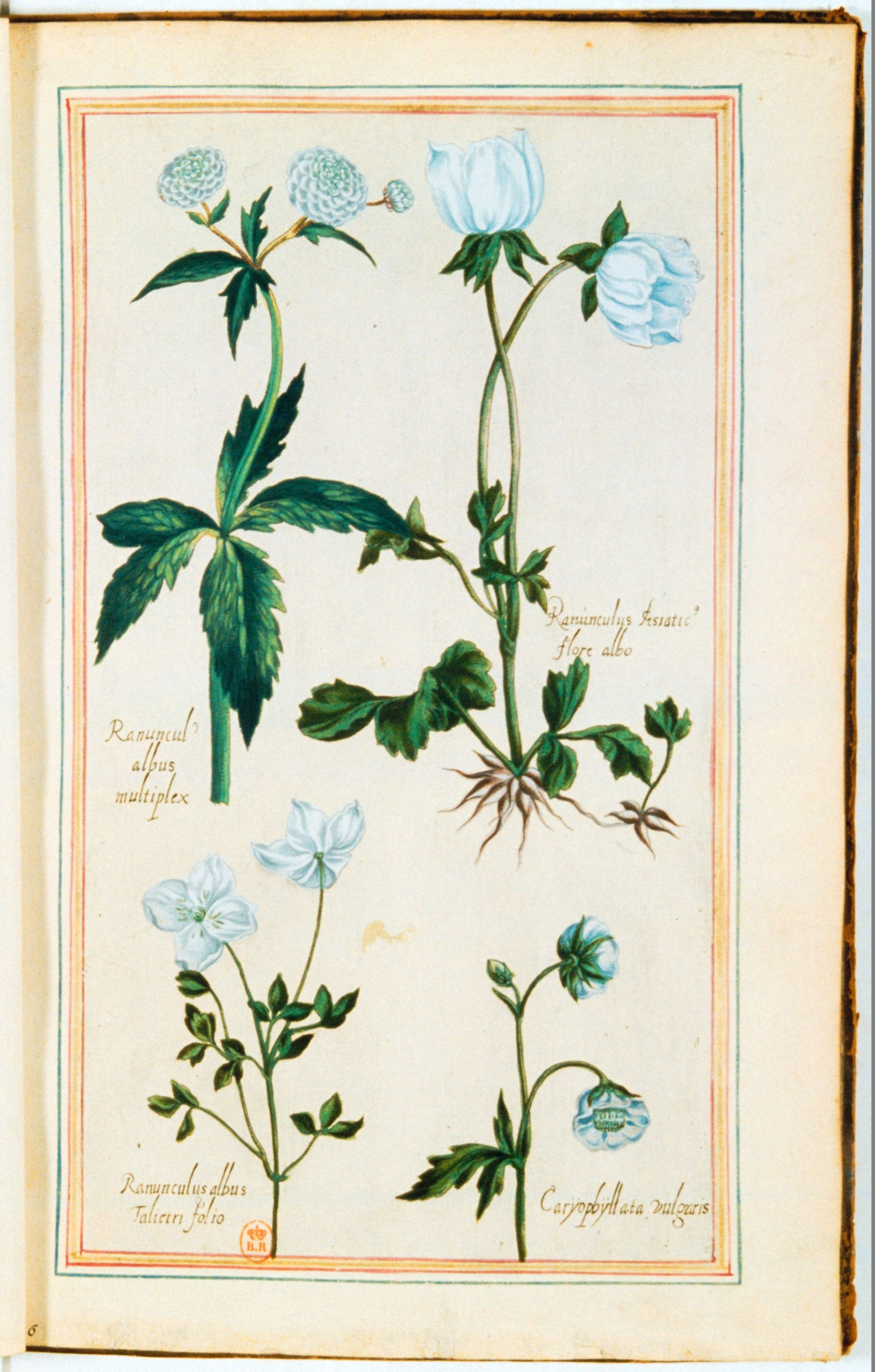
Tafel 52
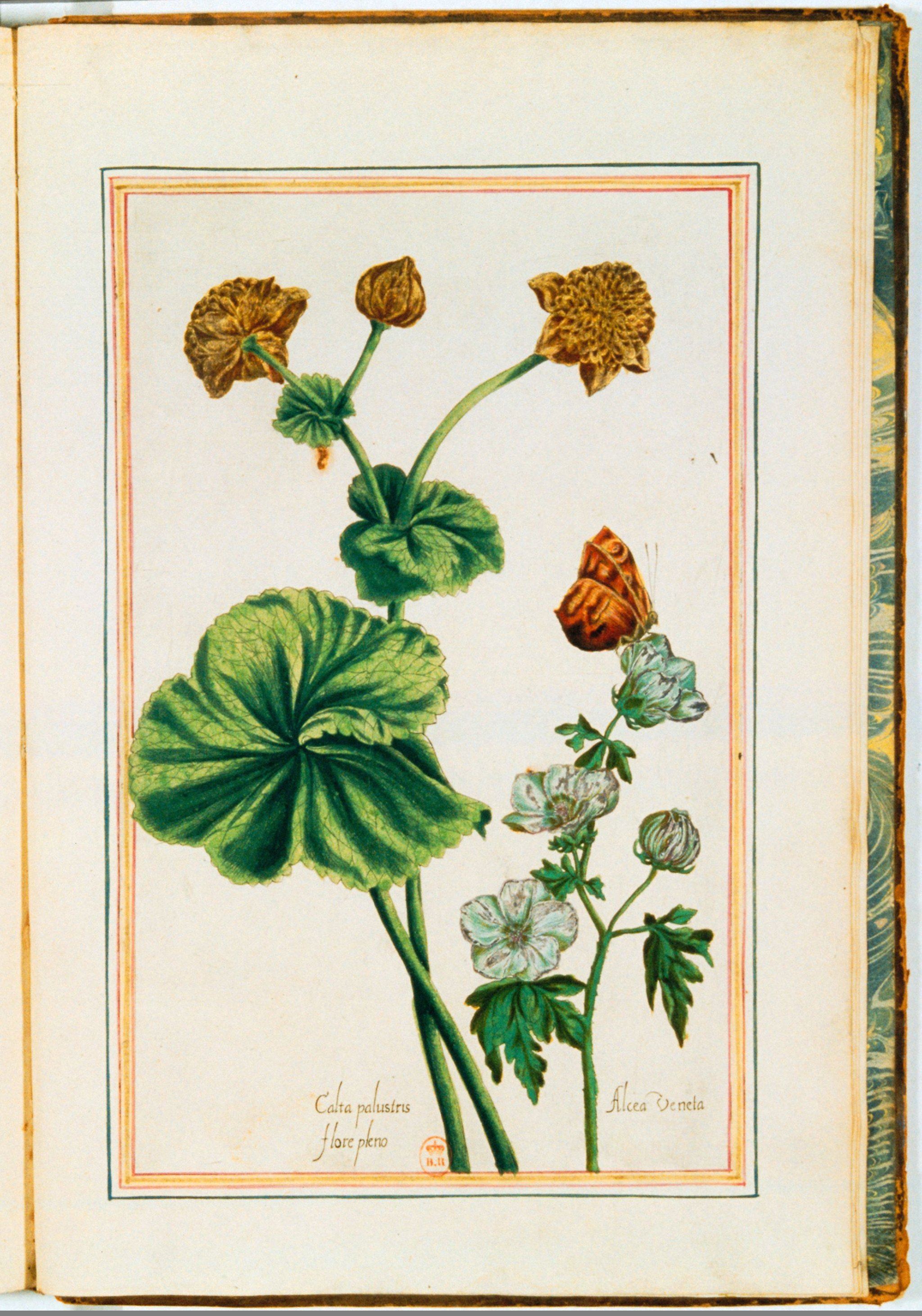
Tafel 53
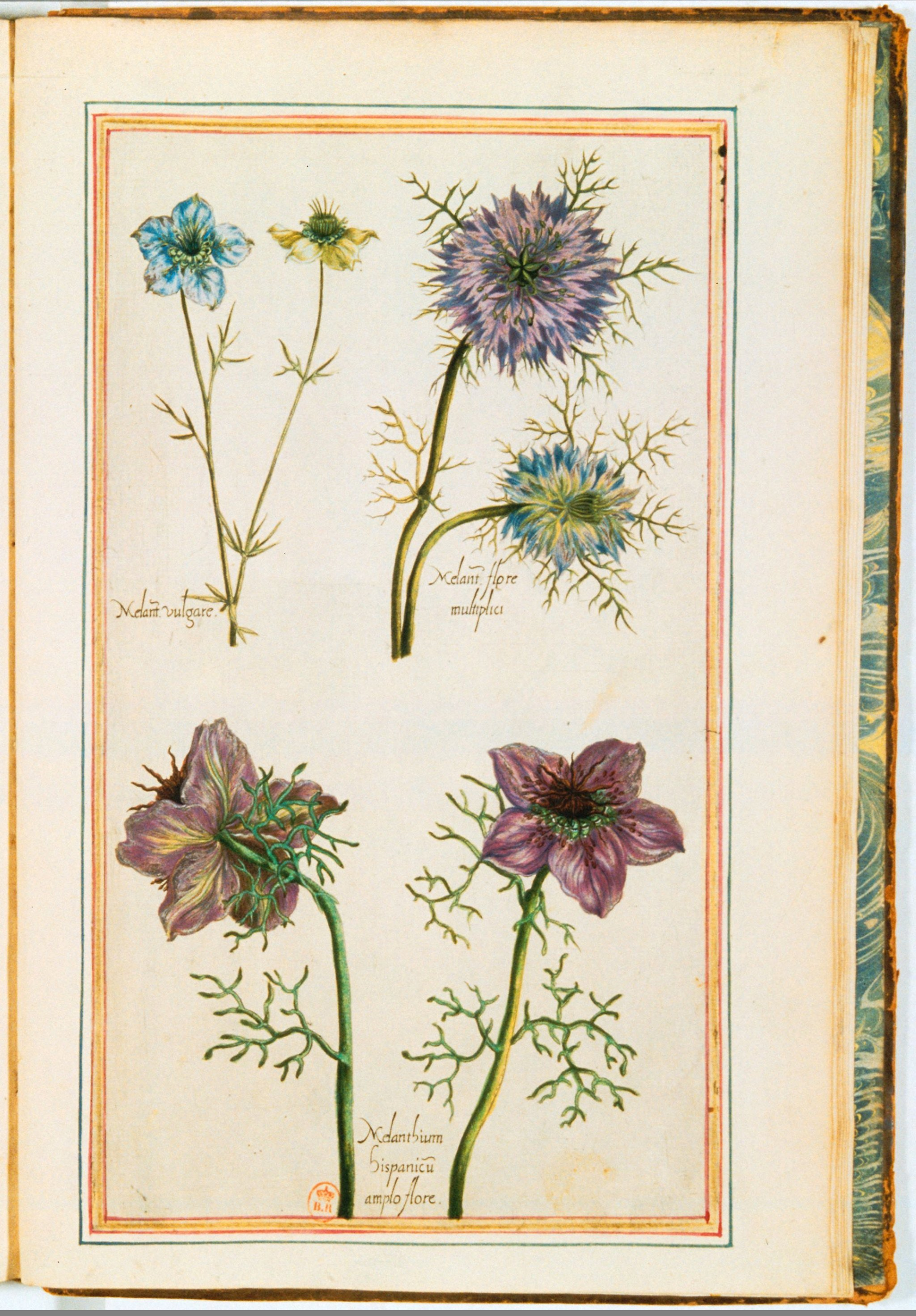
Tafel 54
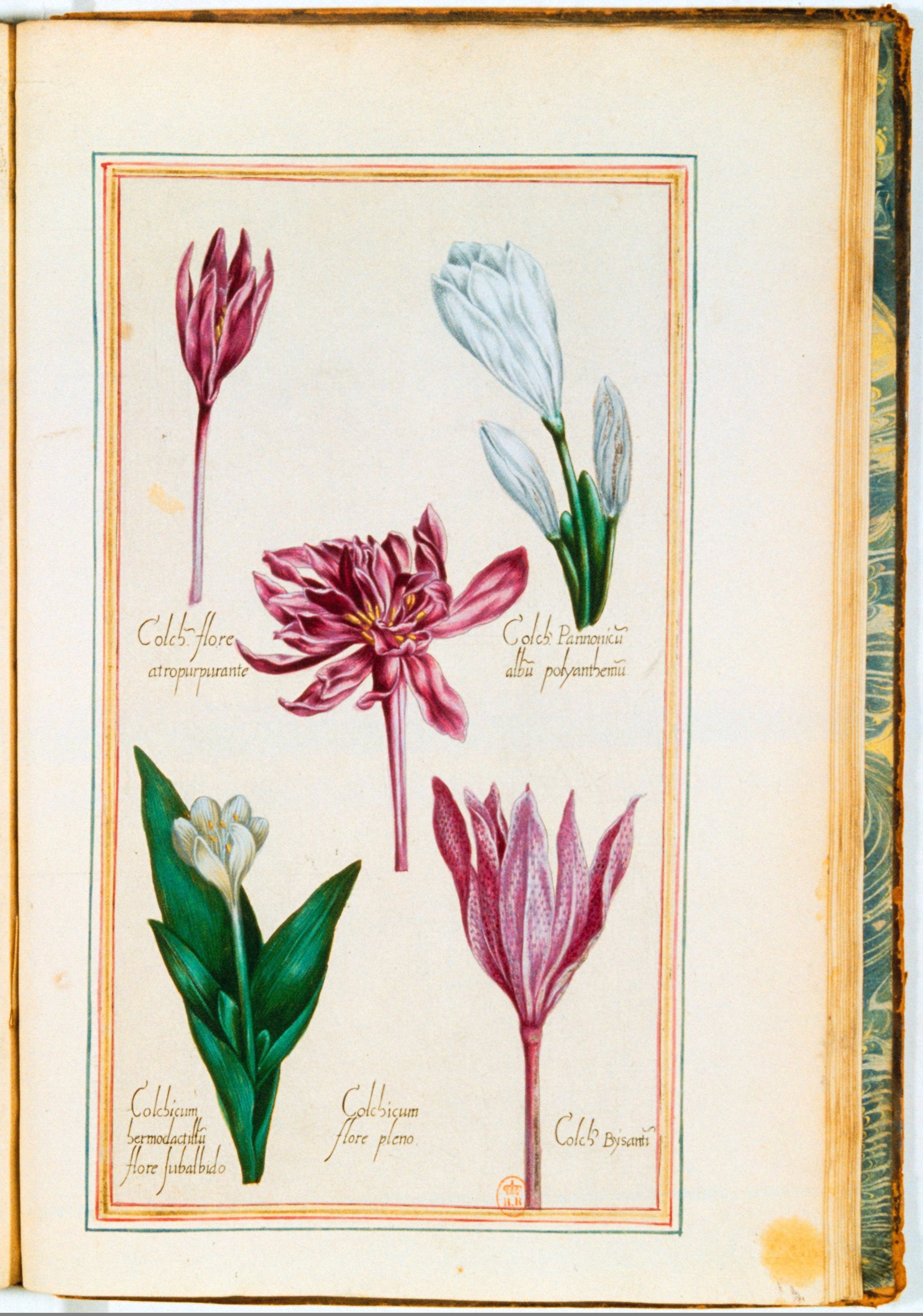
Tafel 55
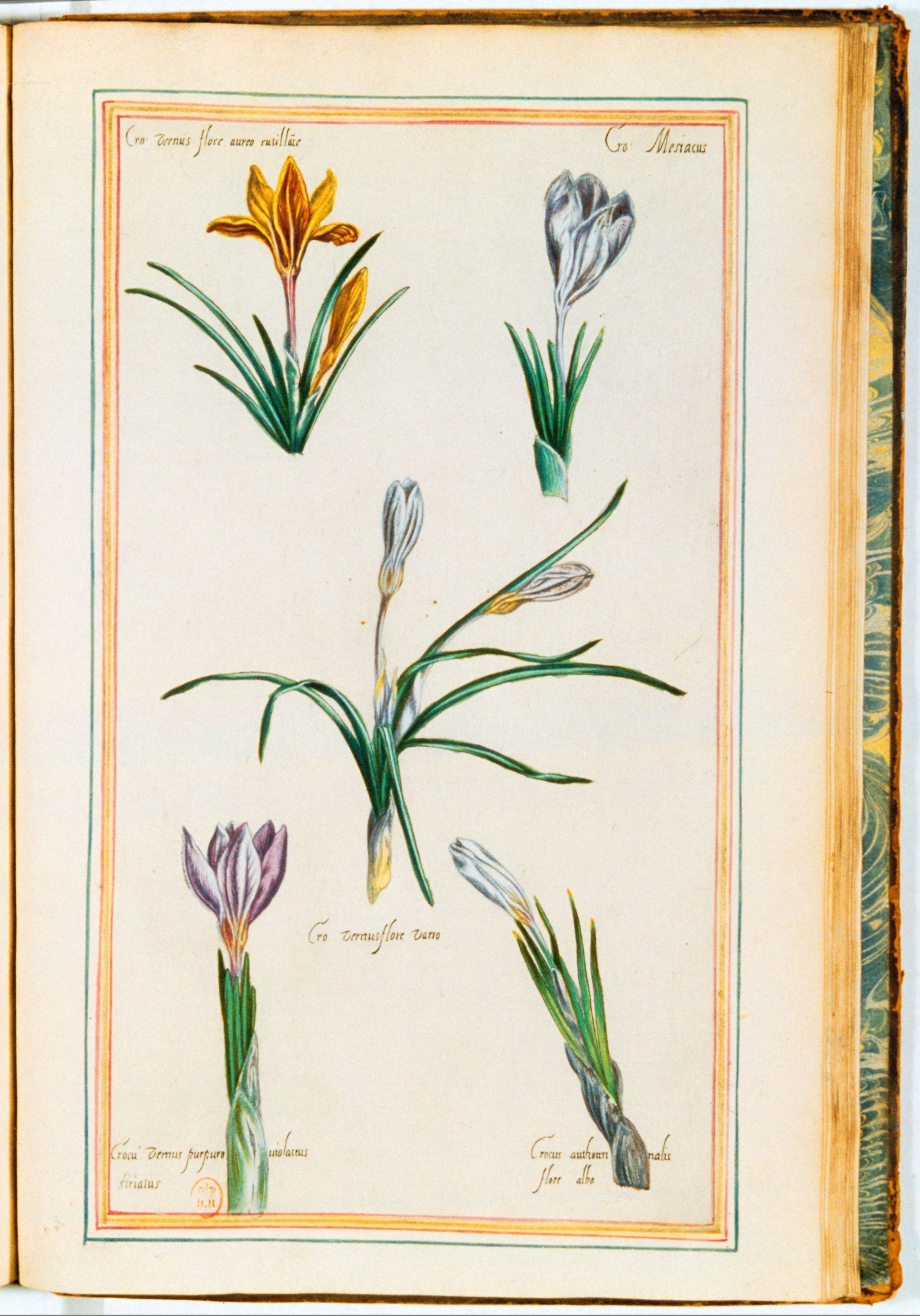
Tafel 56
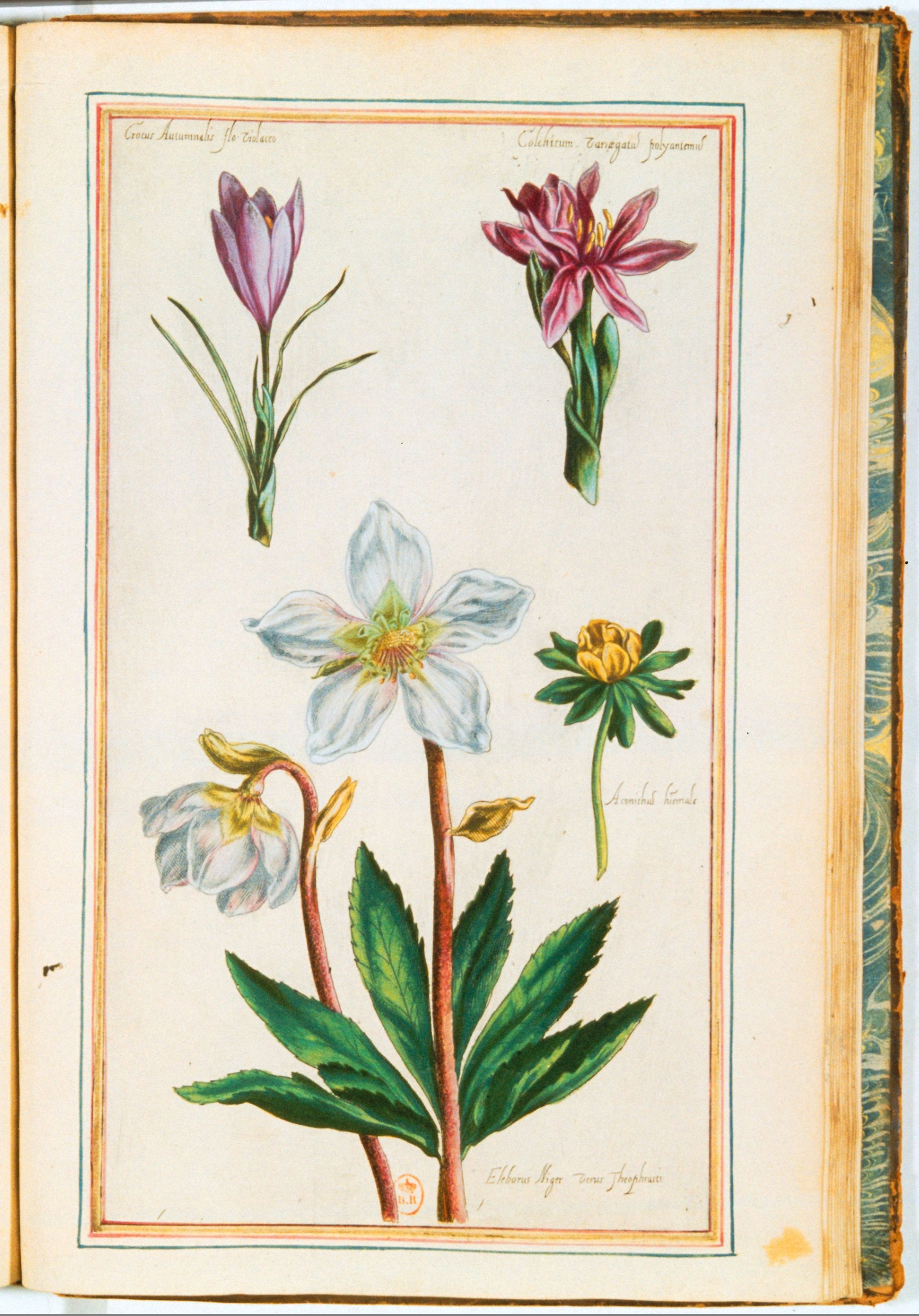
Tafel 57
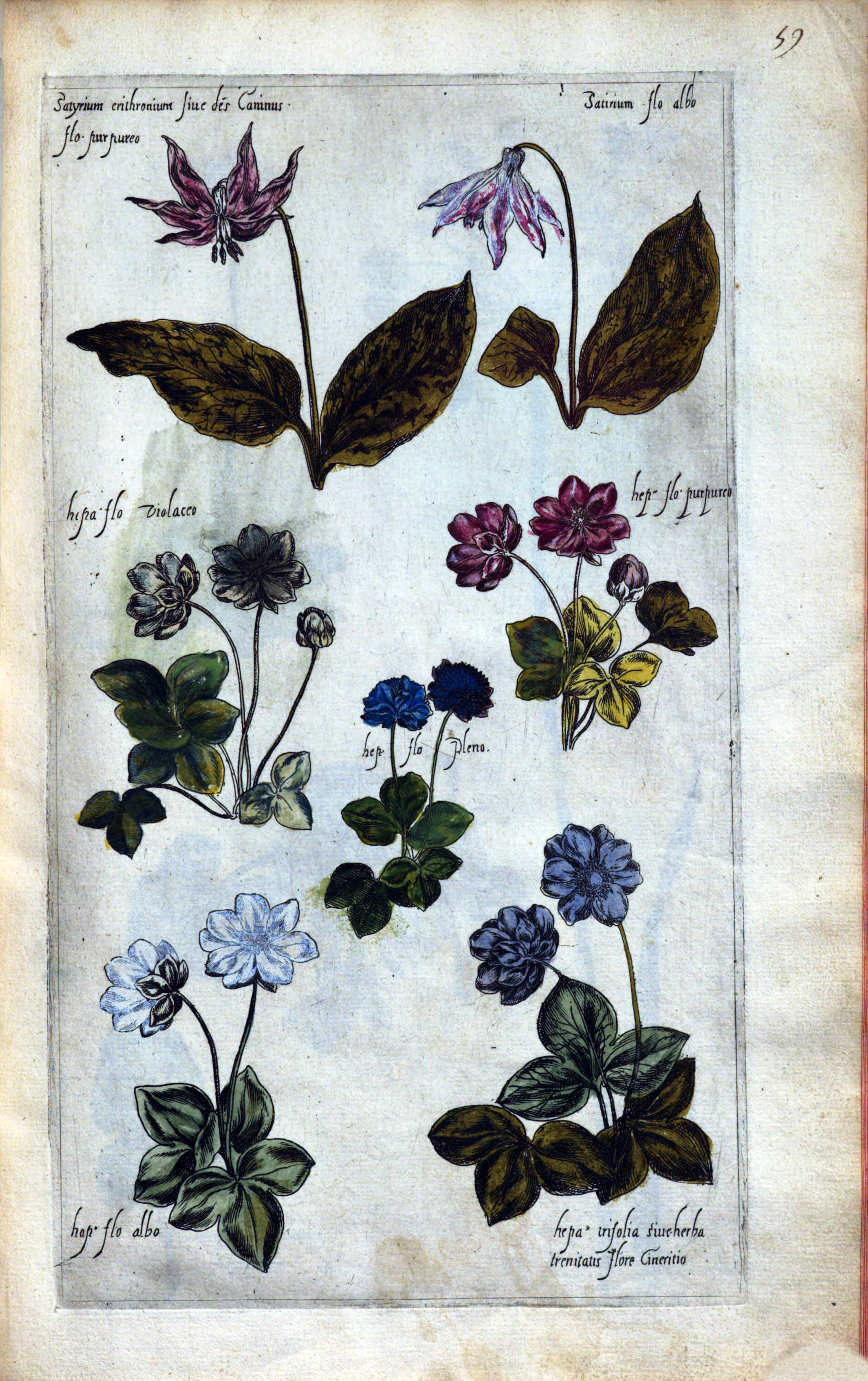
Tafel 58
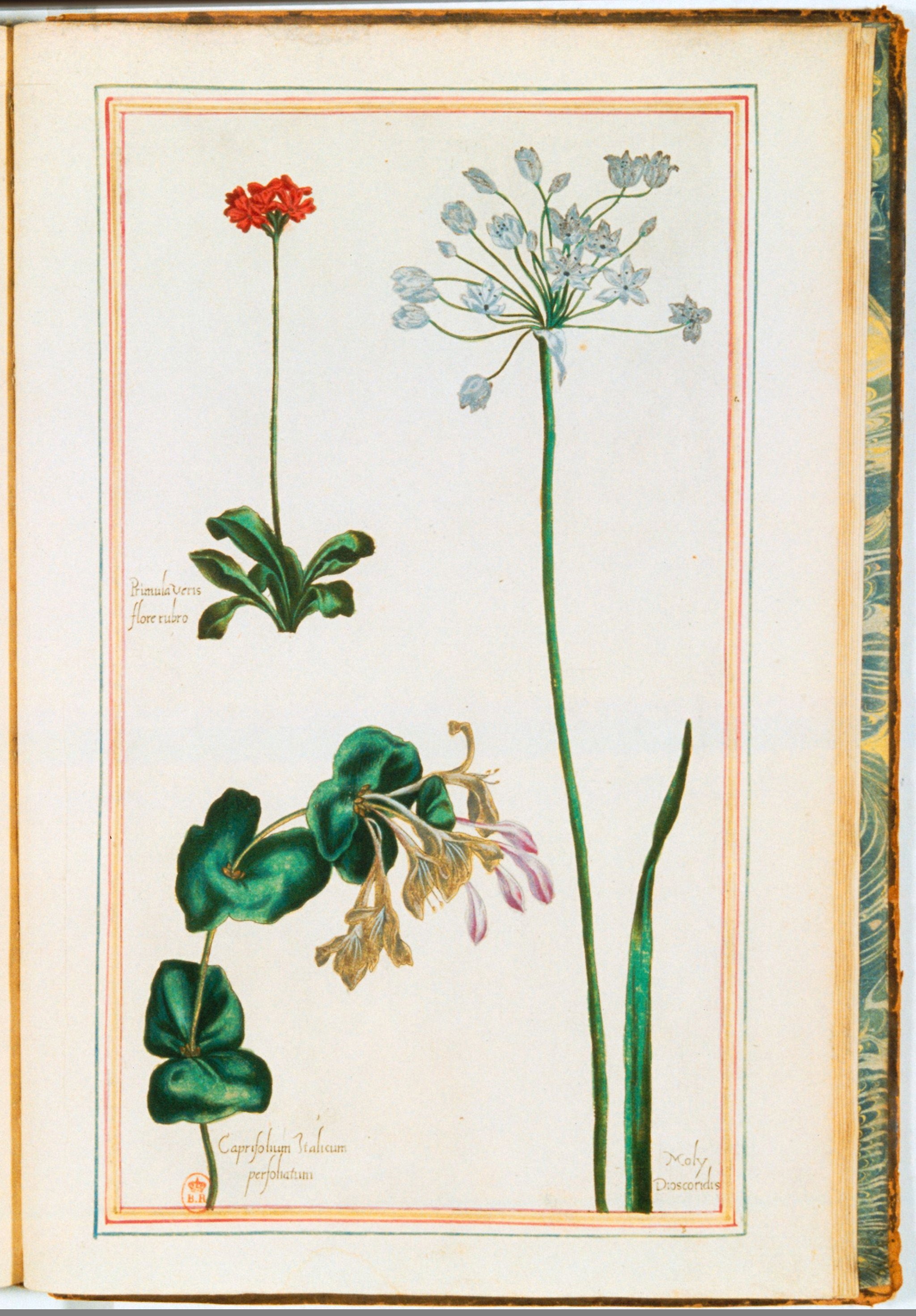
Tafel 59
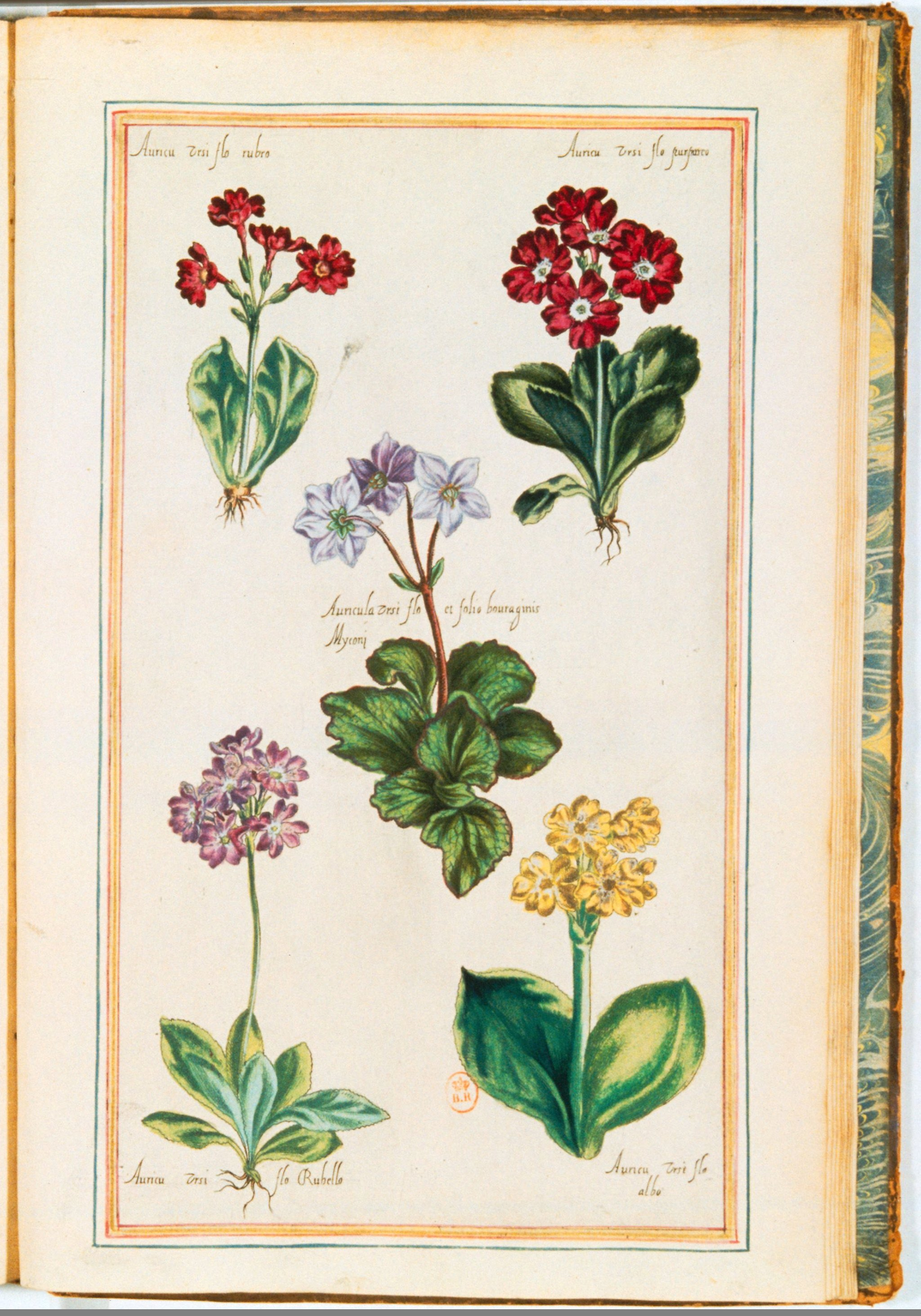
Tafel 60
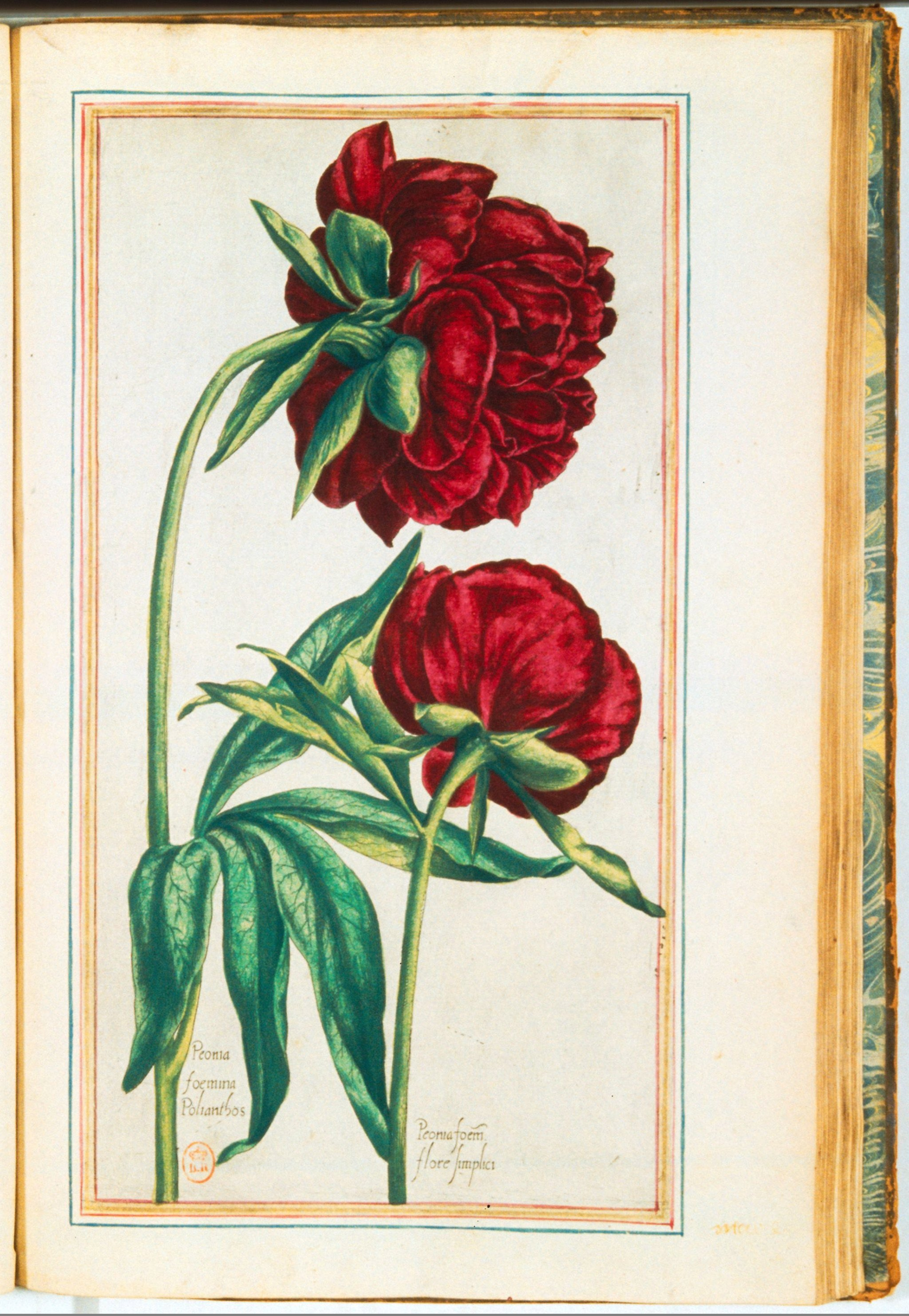
Tafel 61
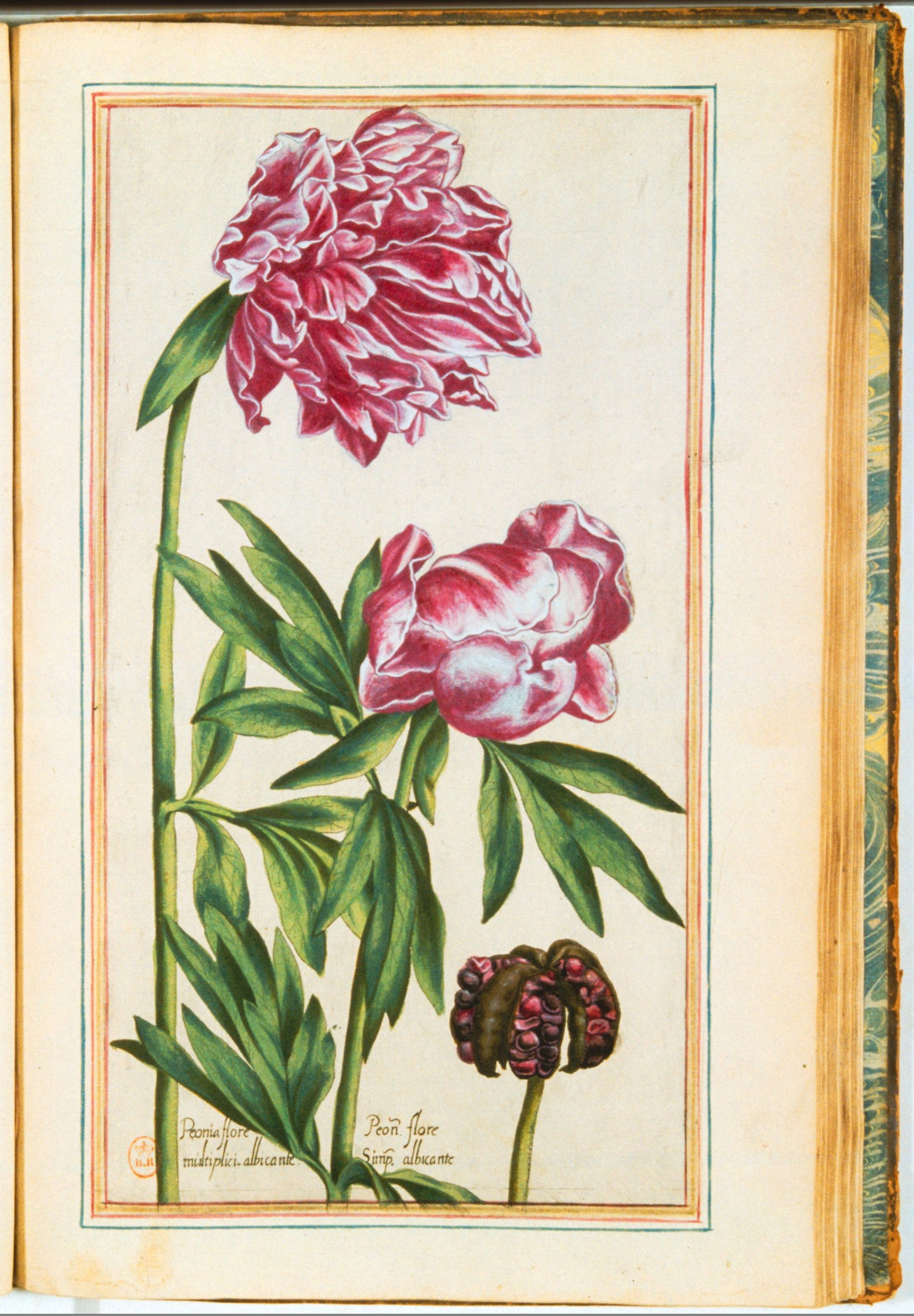
Tafel 62
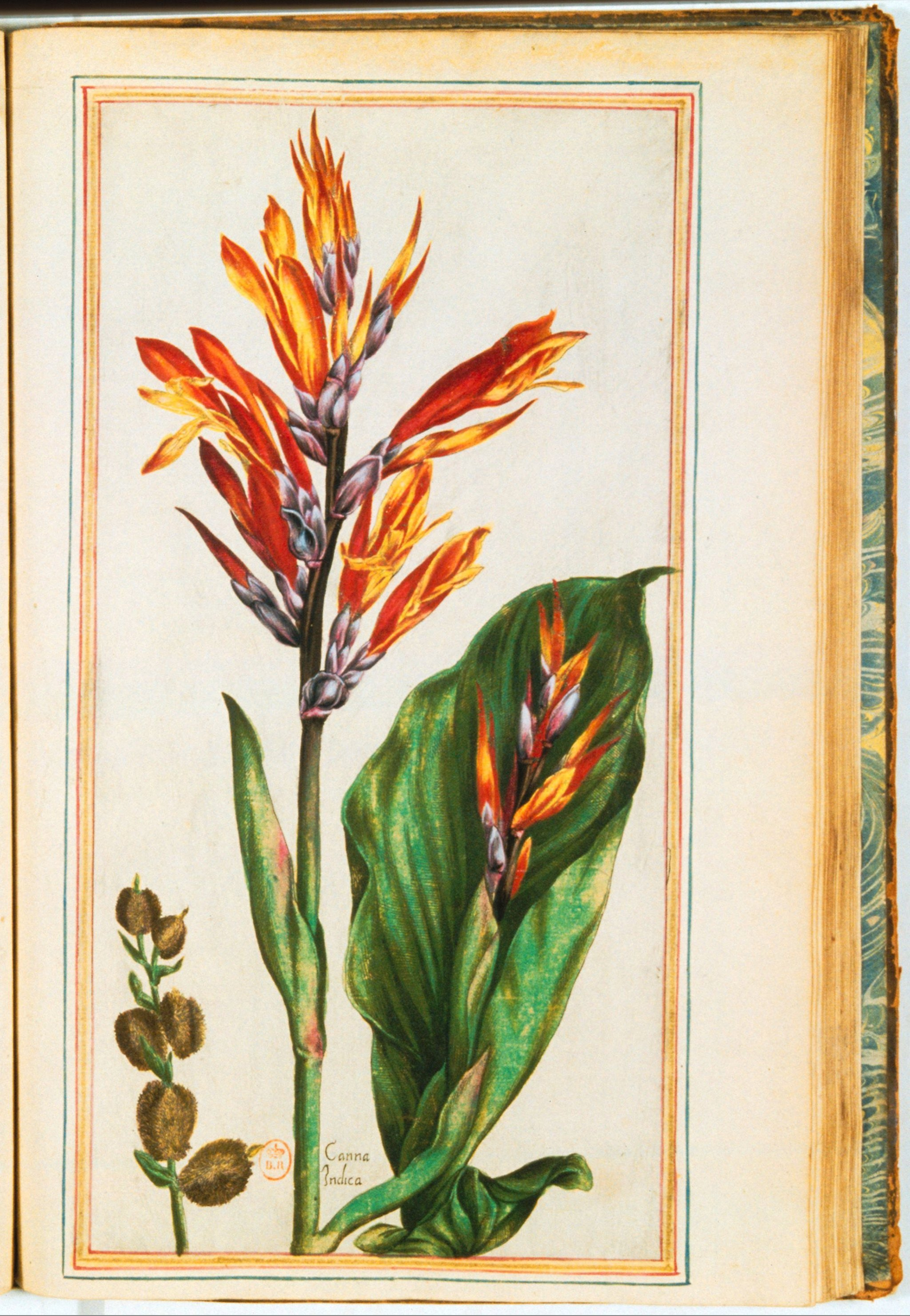
Tafel 63: Canna indica
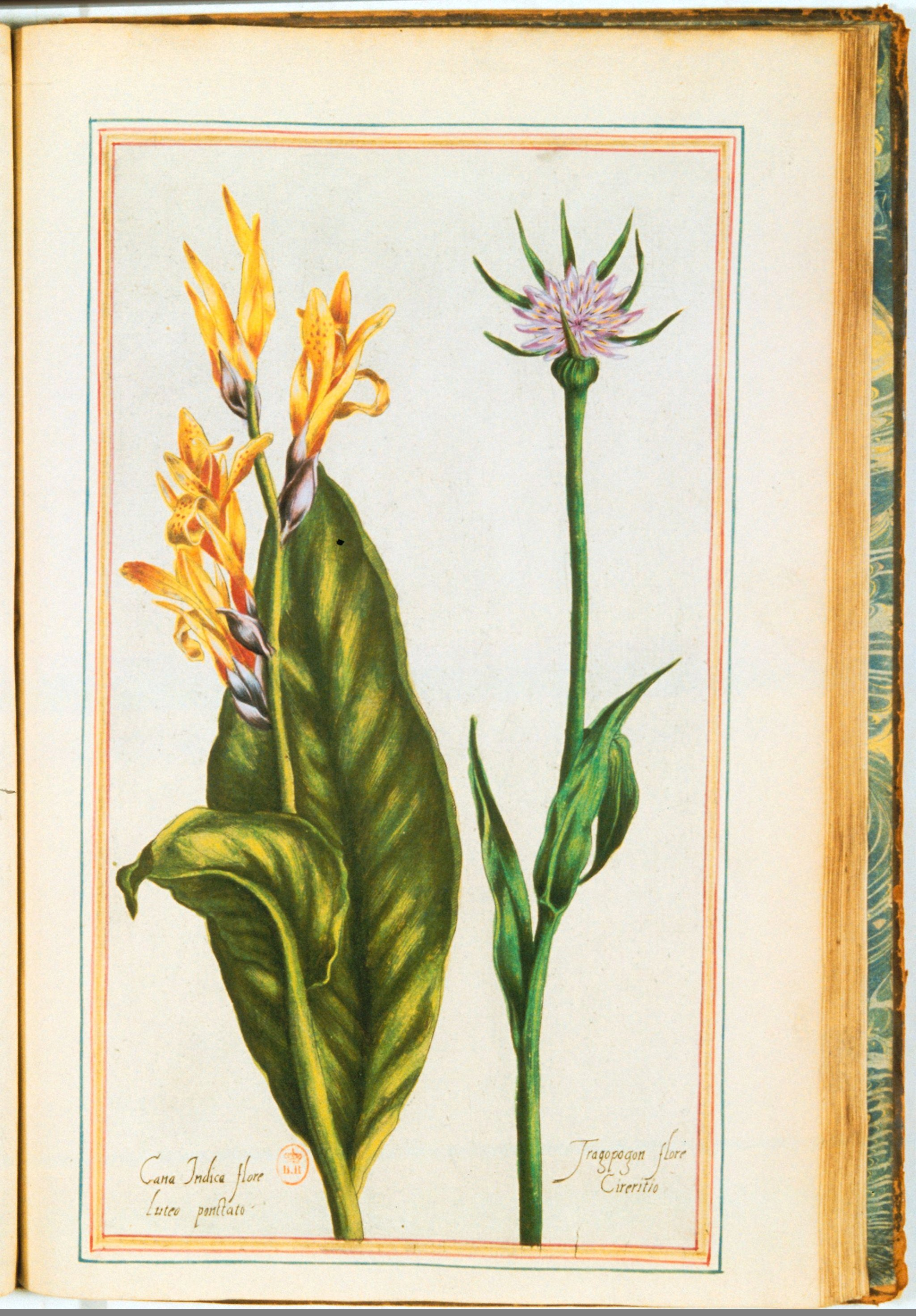
Tafel 64
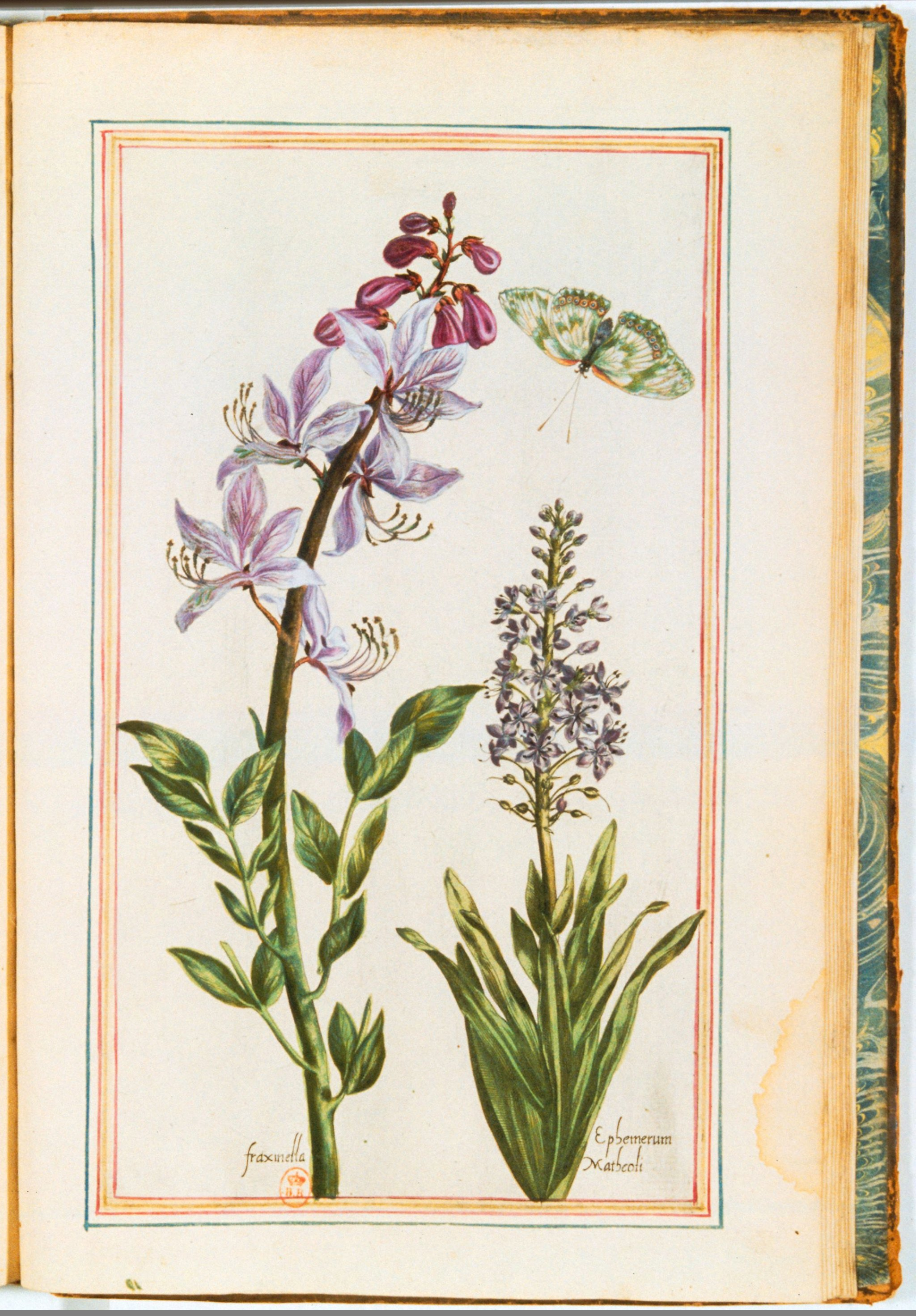
Tafel 65
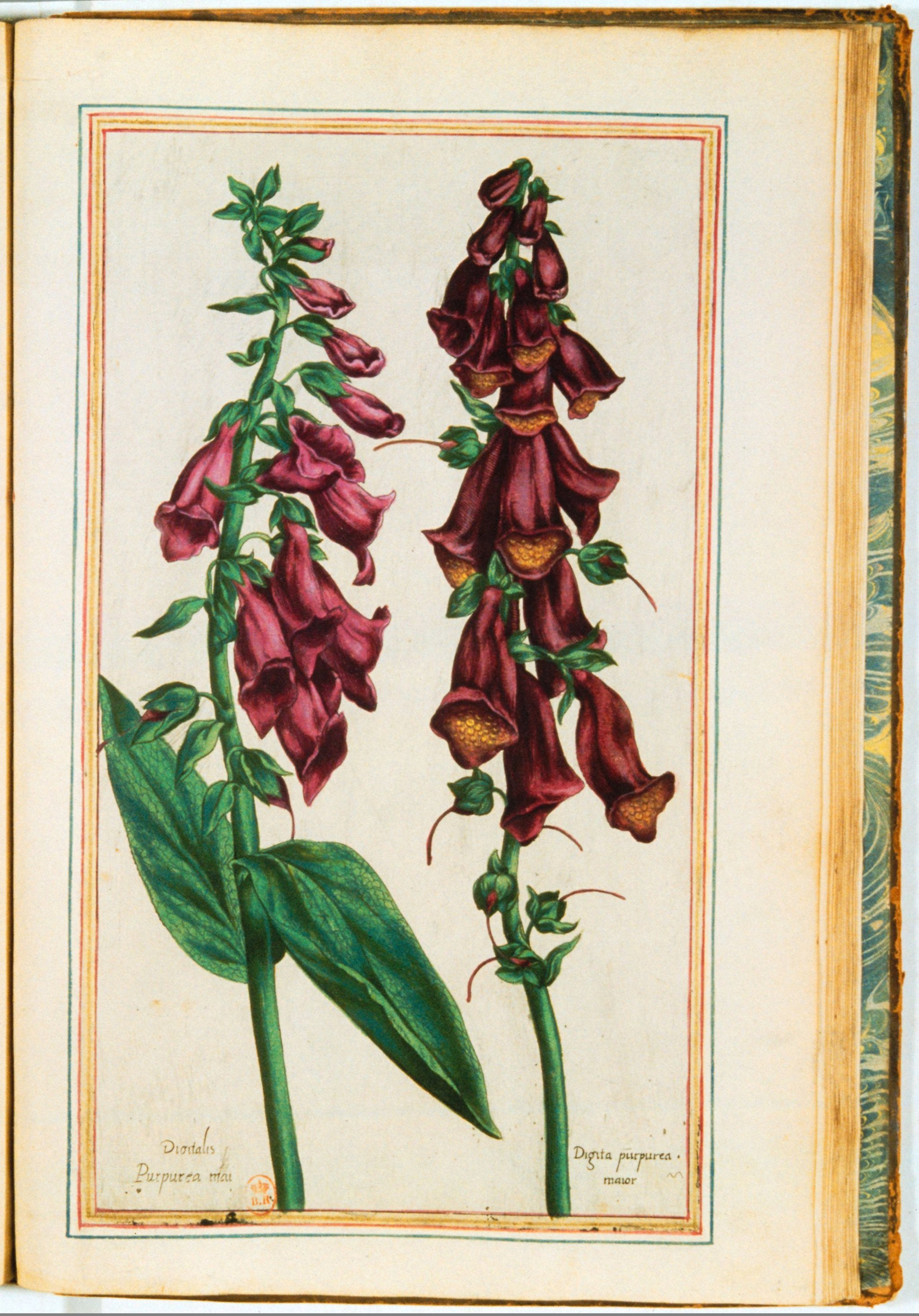
Tafel 66
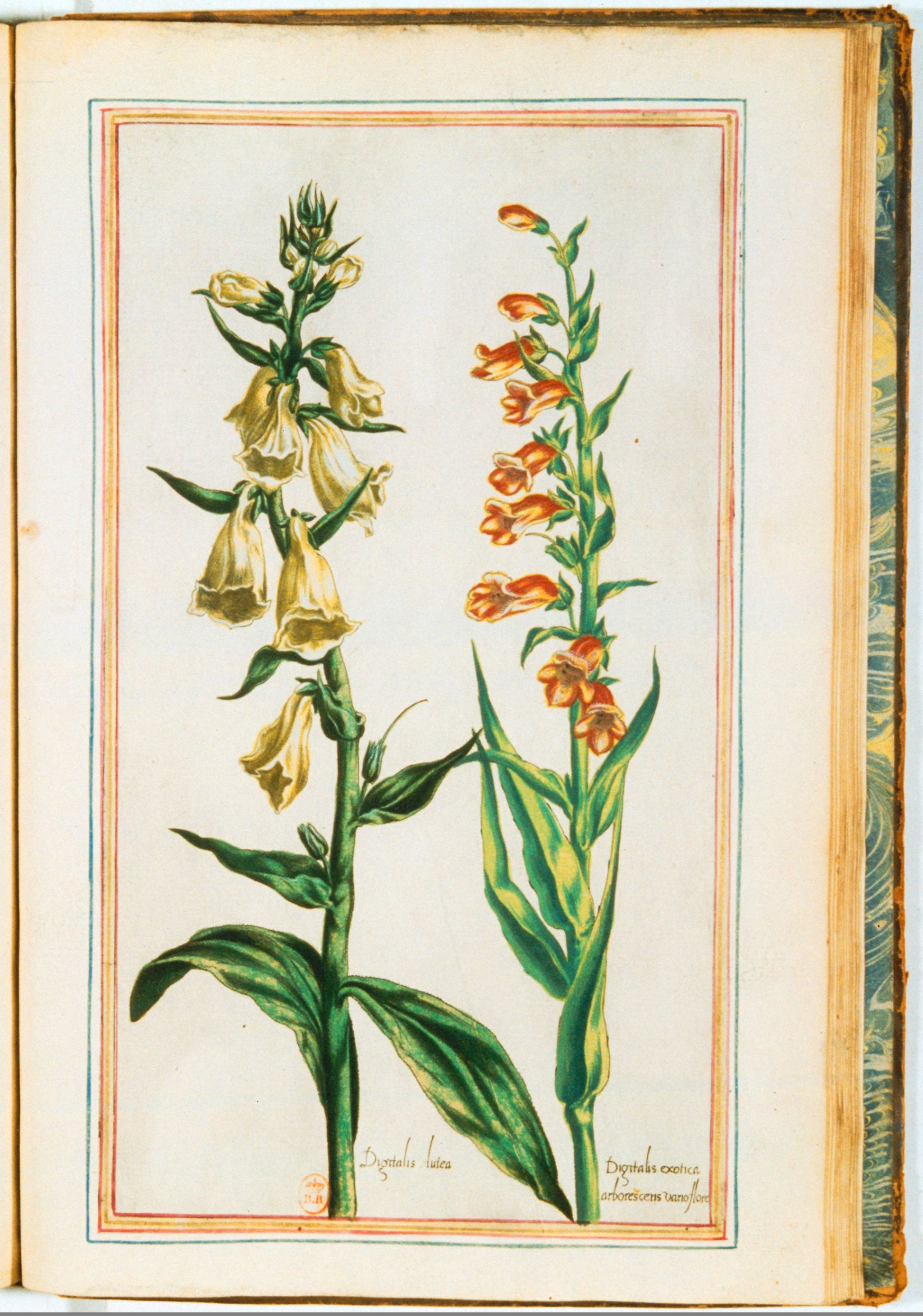
Tafel 67
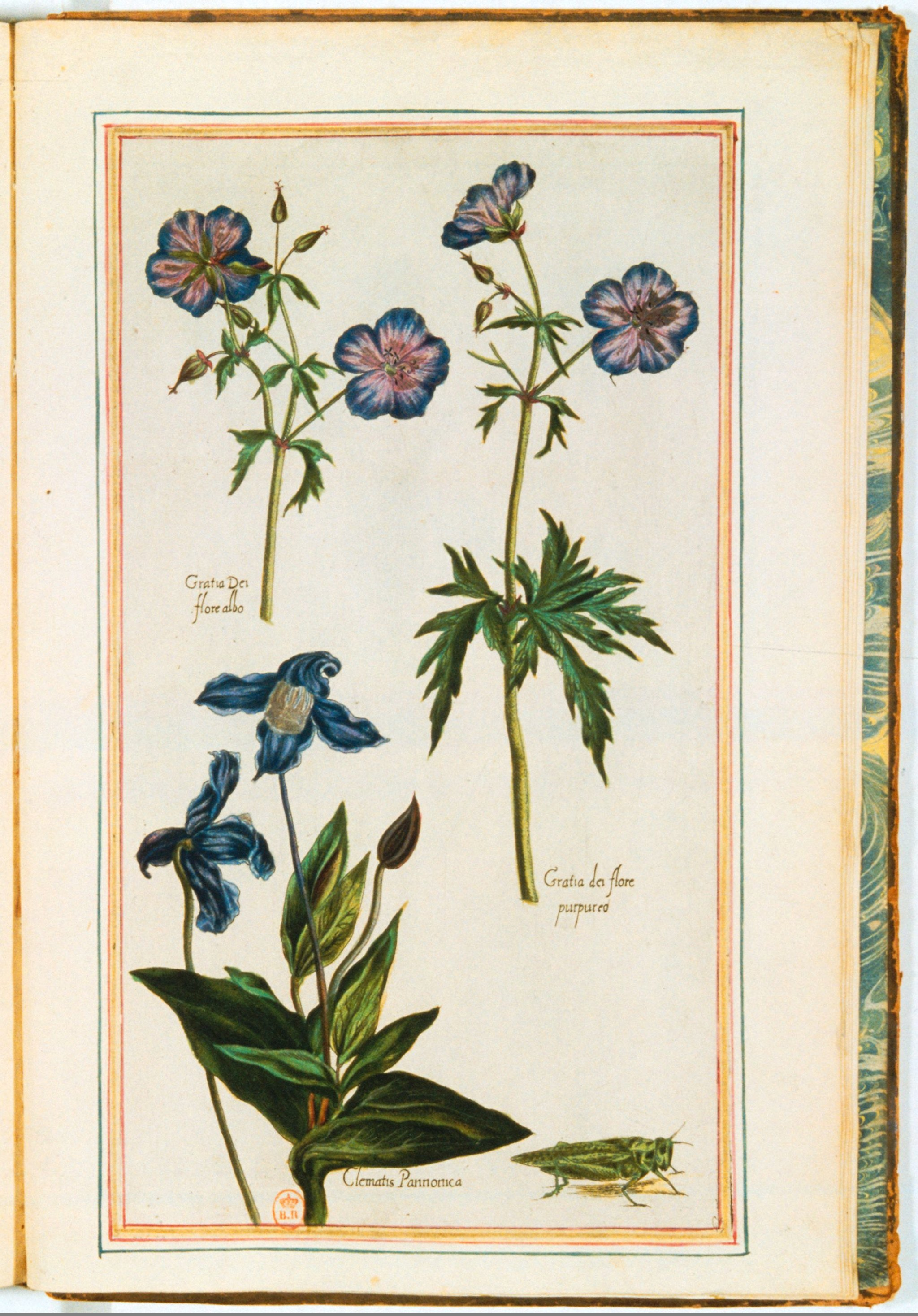
Tafel 68
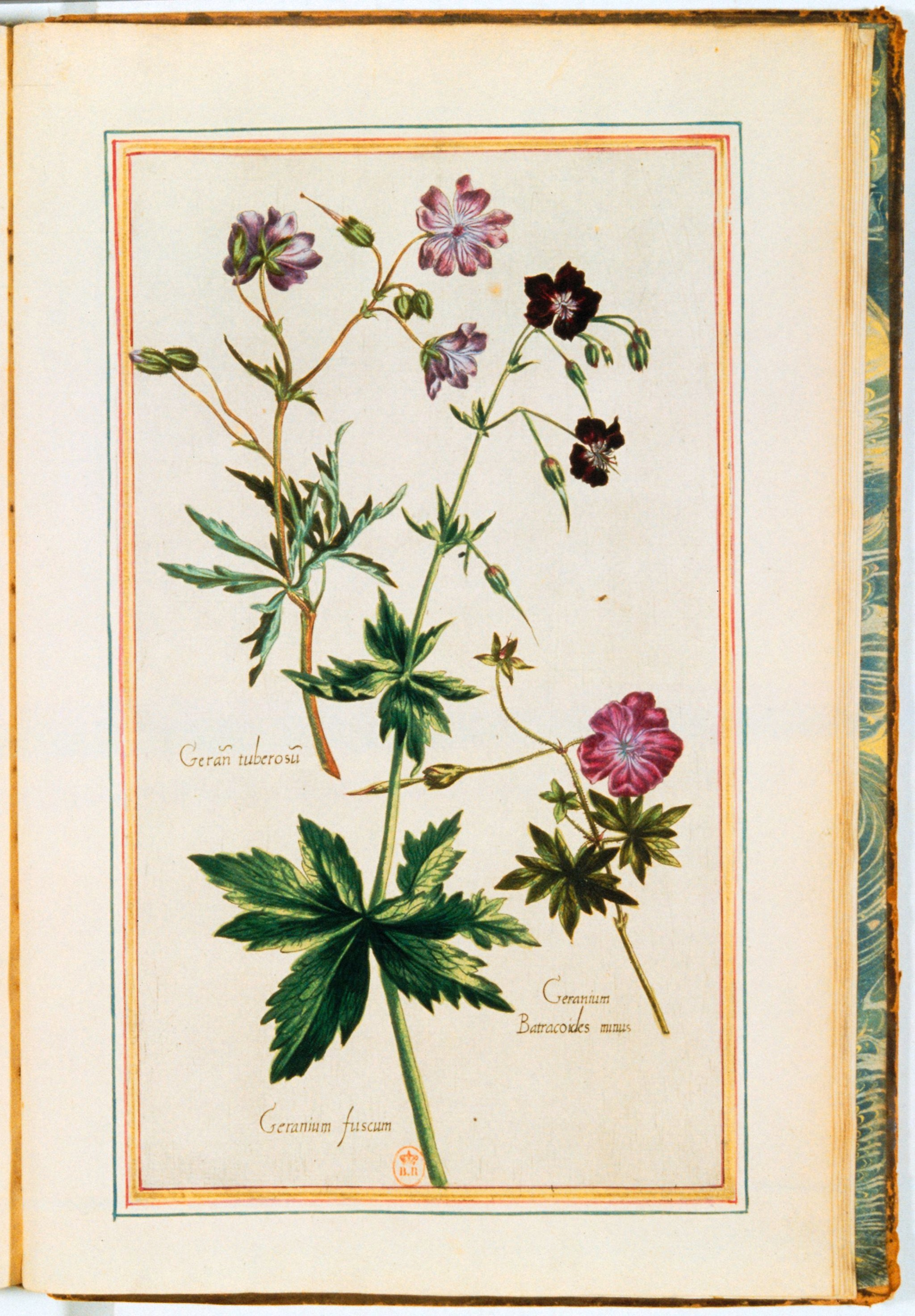
Tafel 69
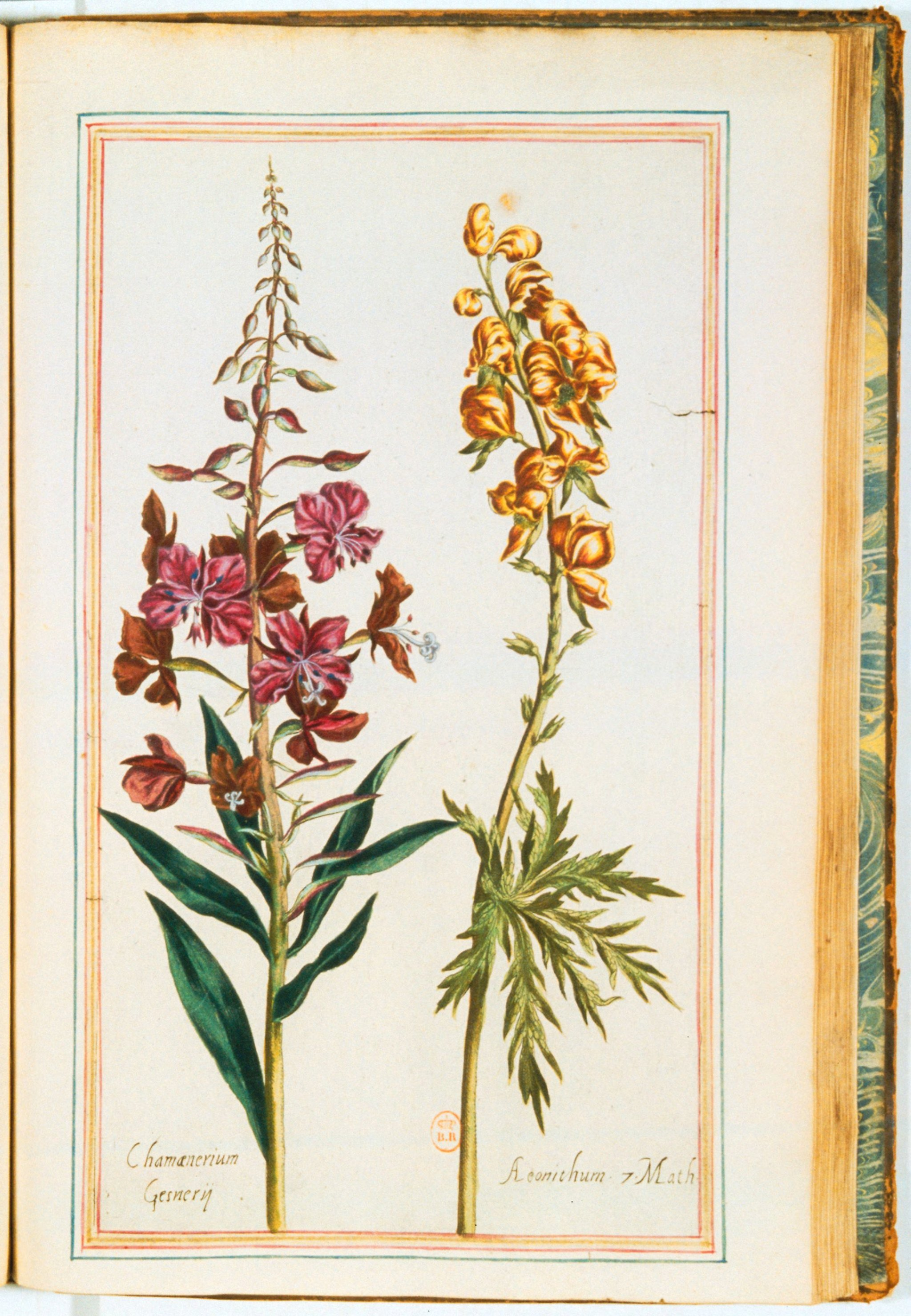
Tafel 70
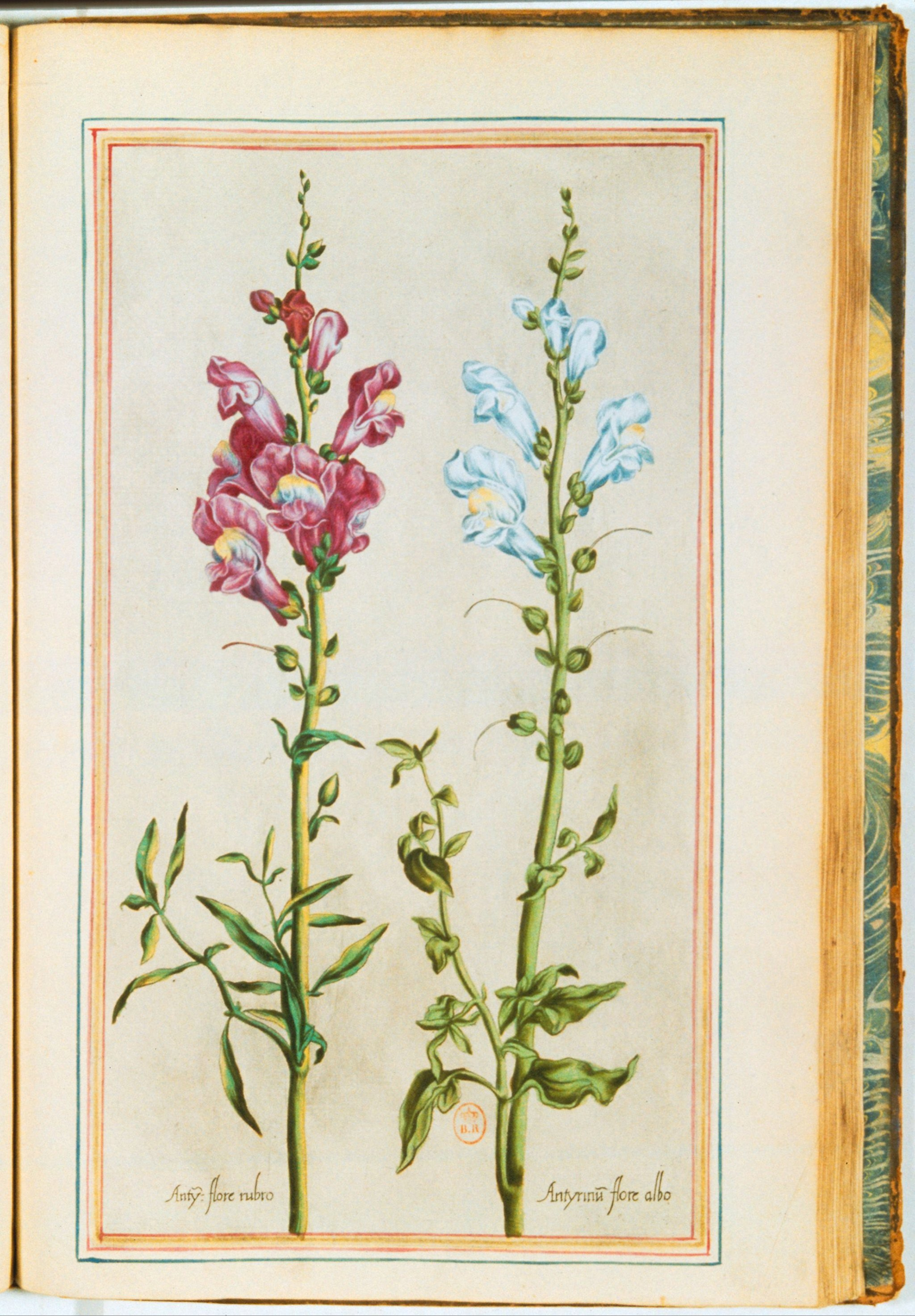
Tafel 71
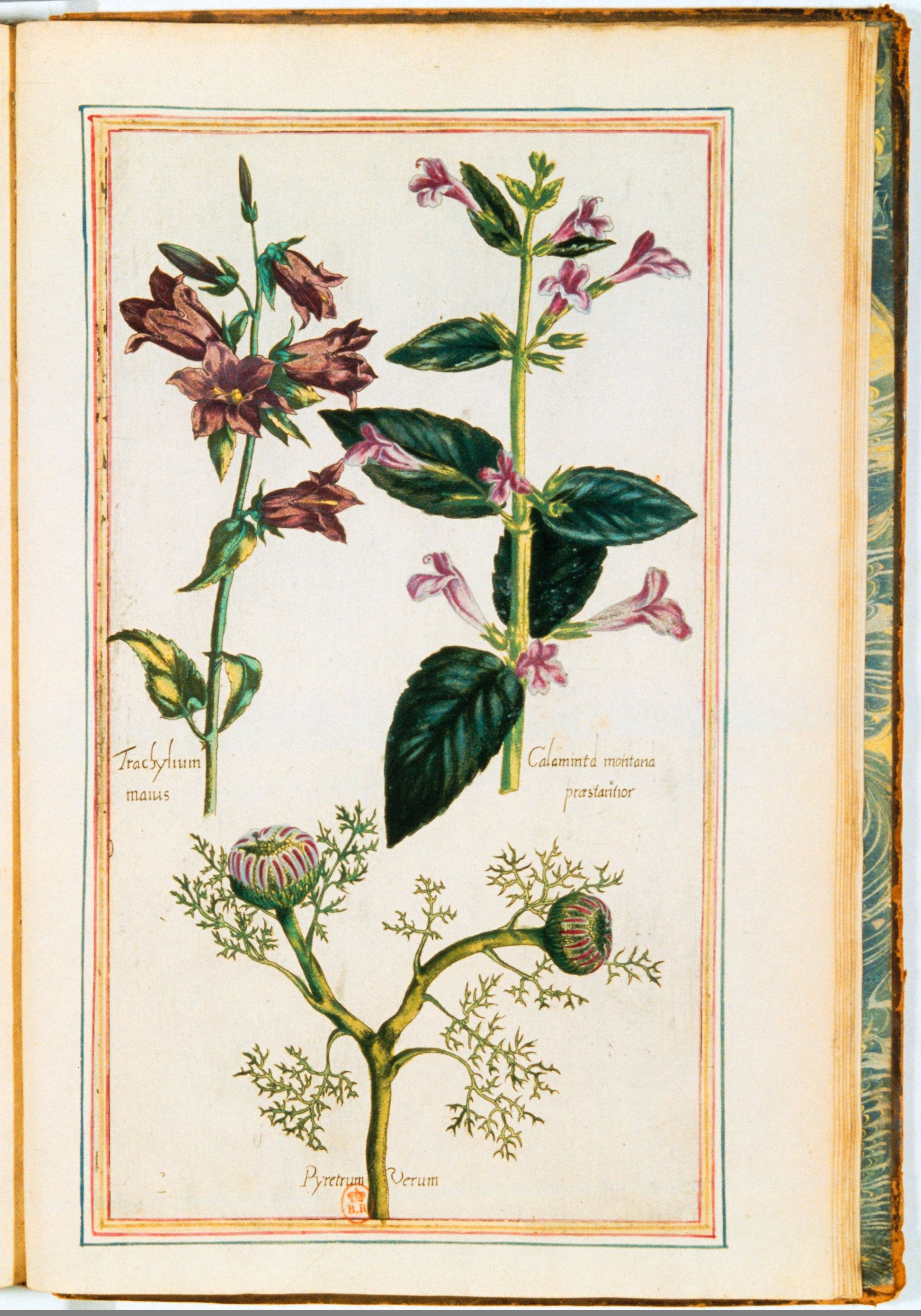
Tafel 72
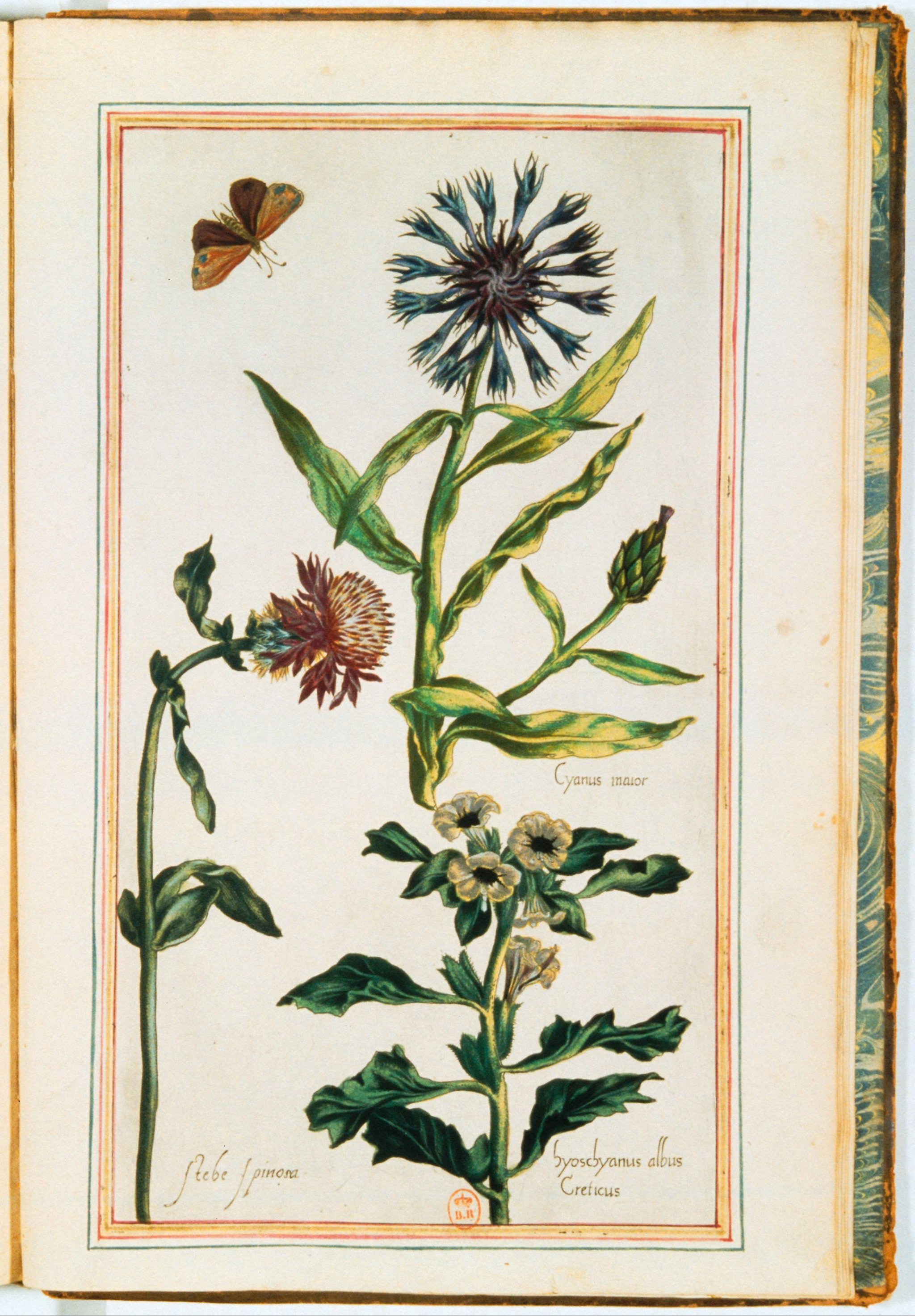
Tafel 73

Le Jardin du roy très Chrestien Loys XIII (neue Illustrationen – Auswahl)
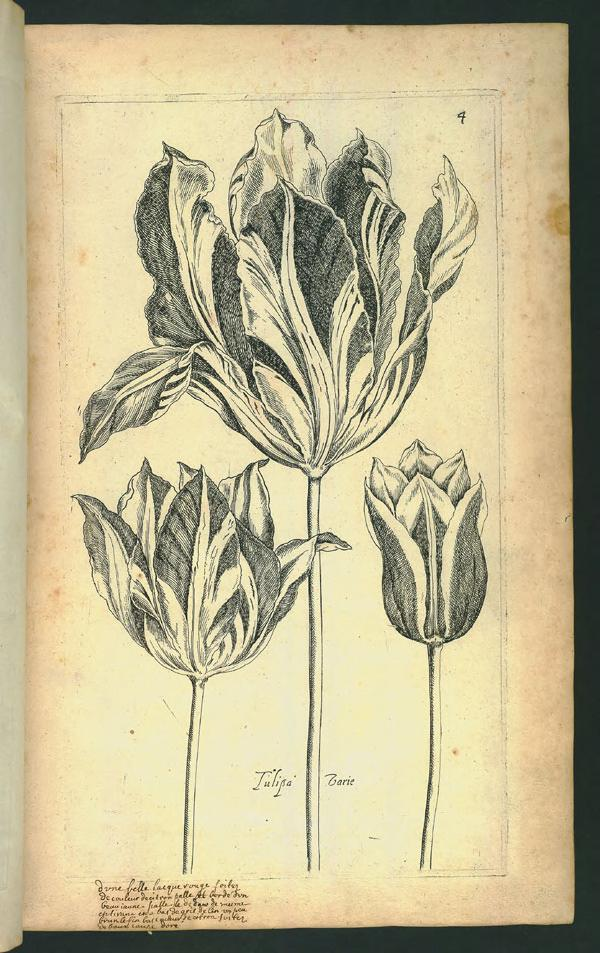
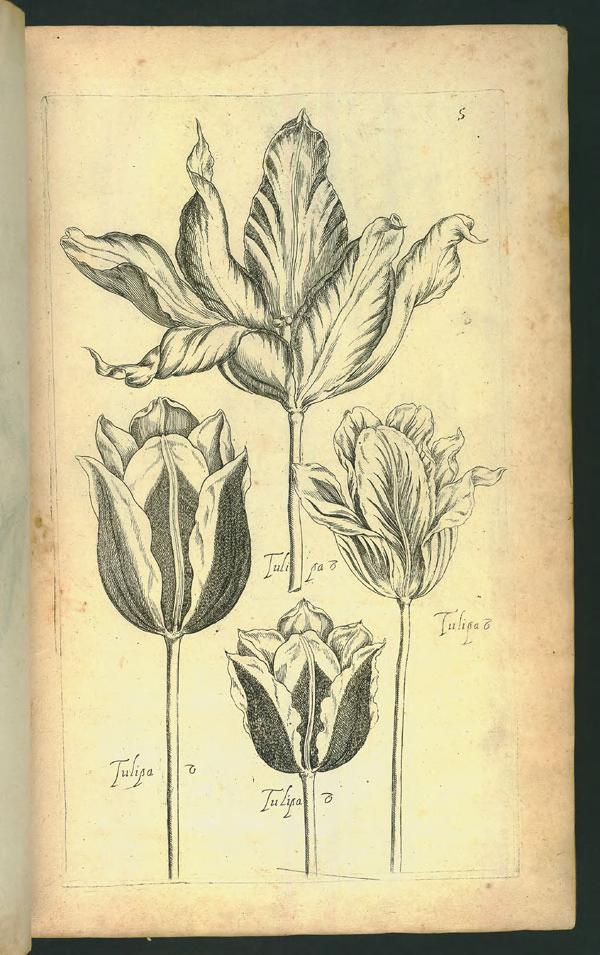
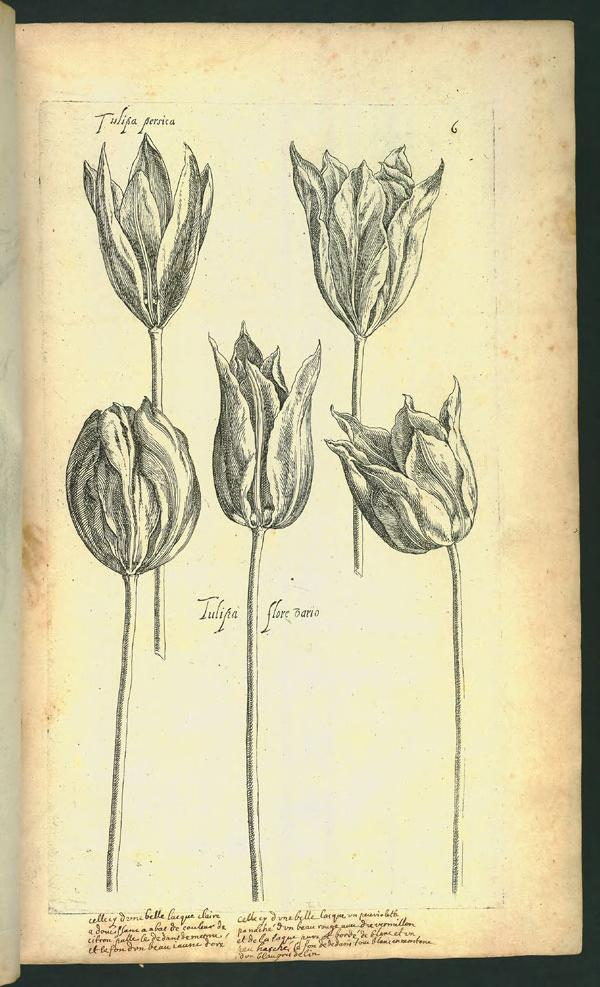
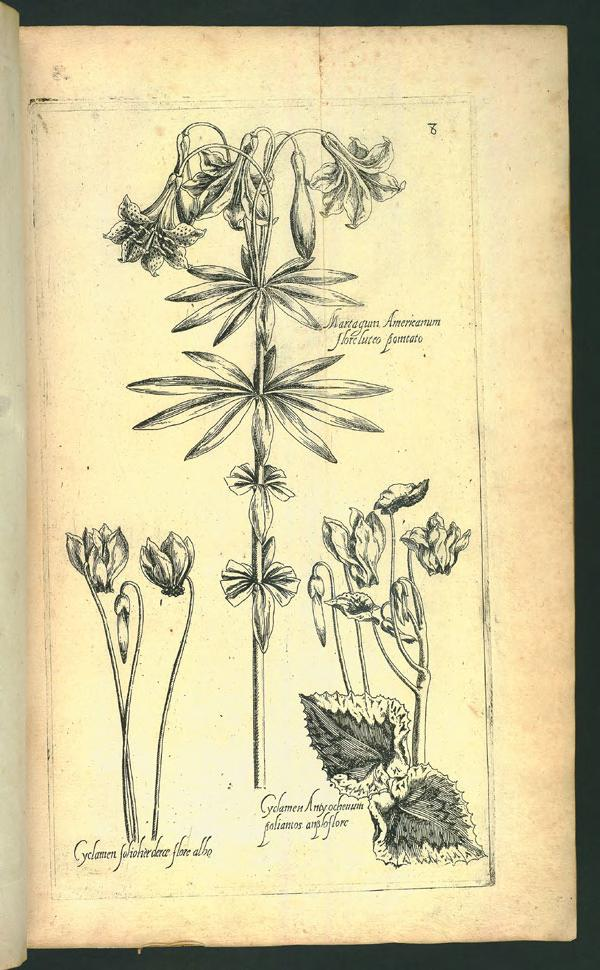
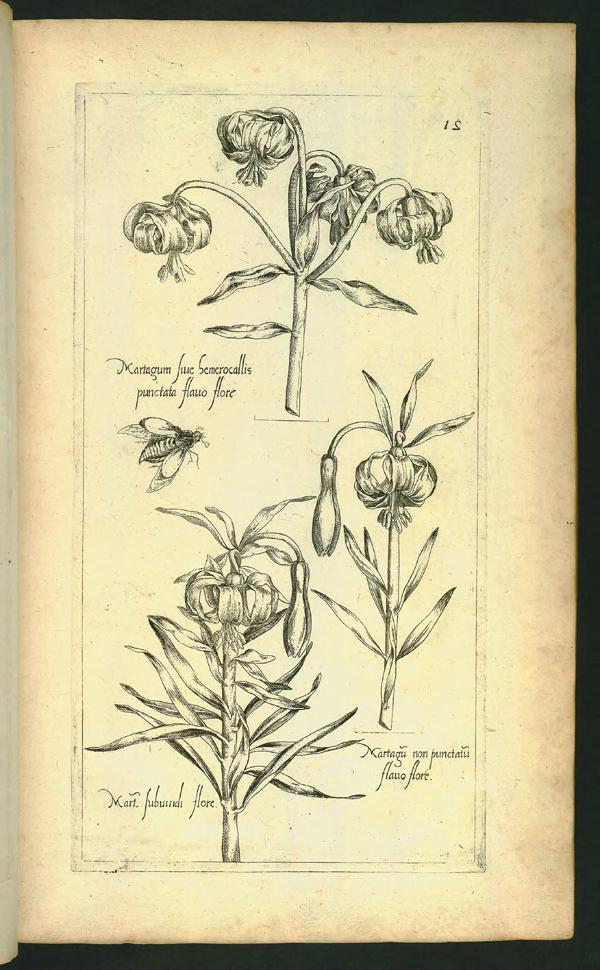
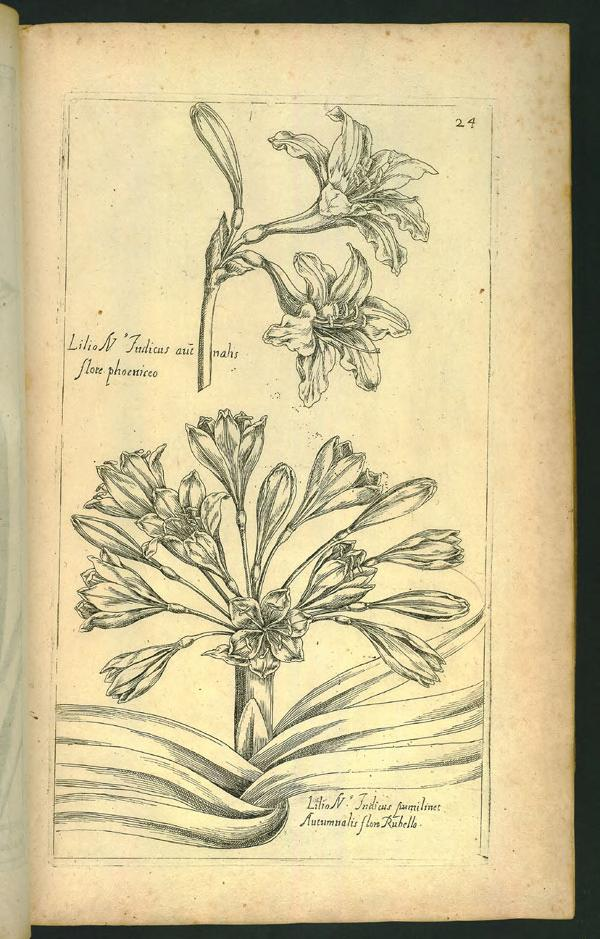
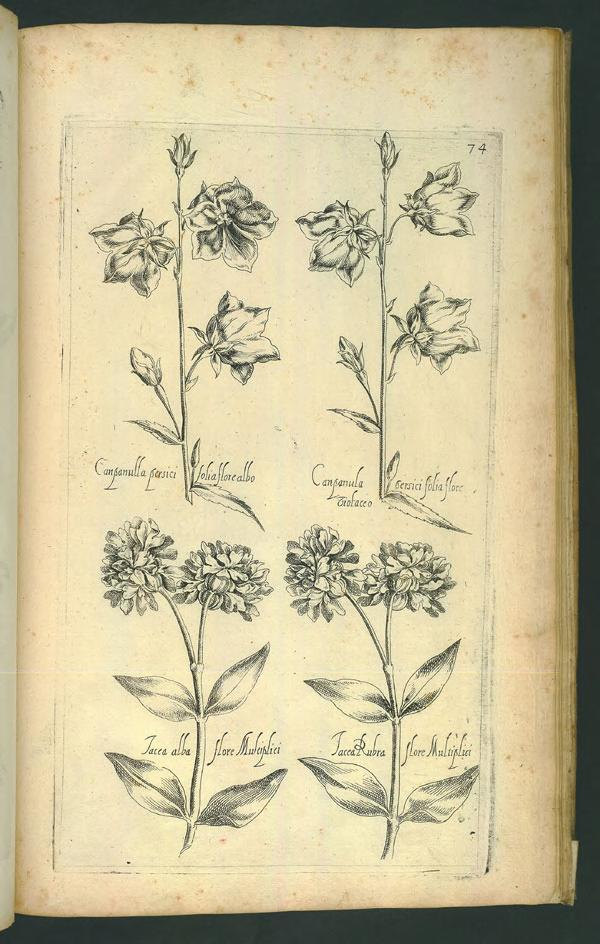
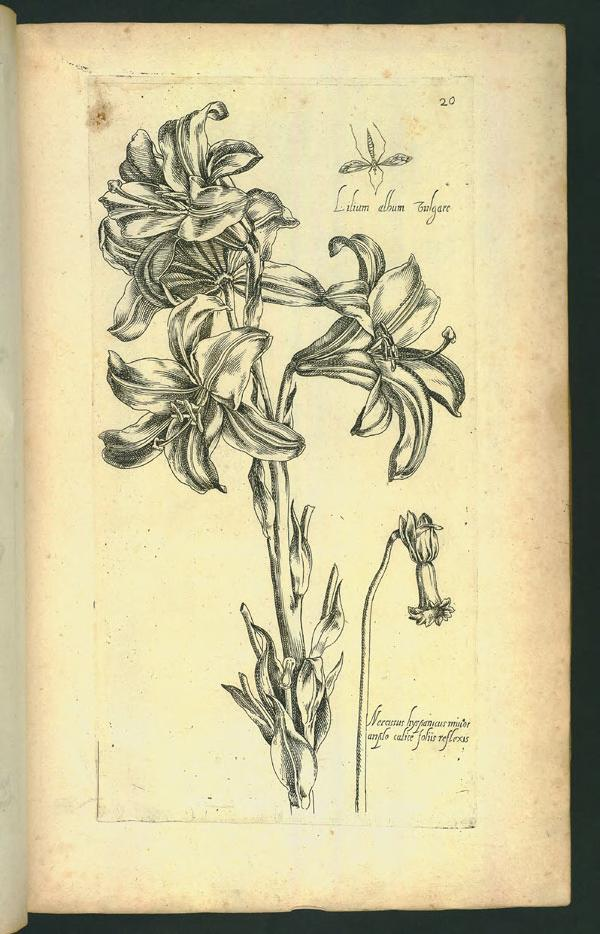
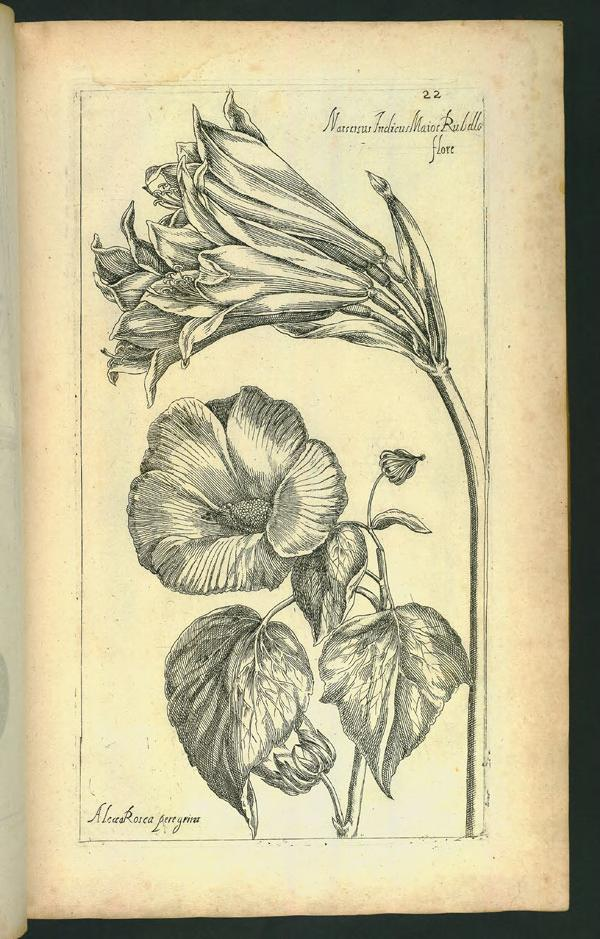
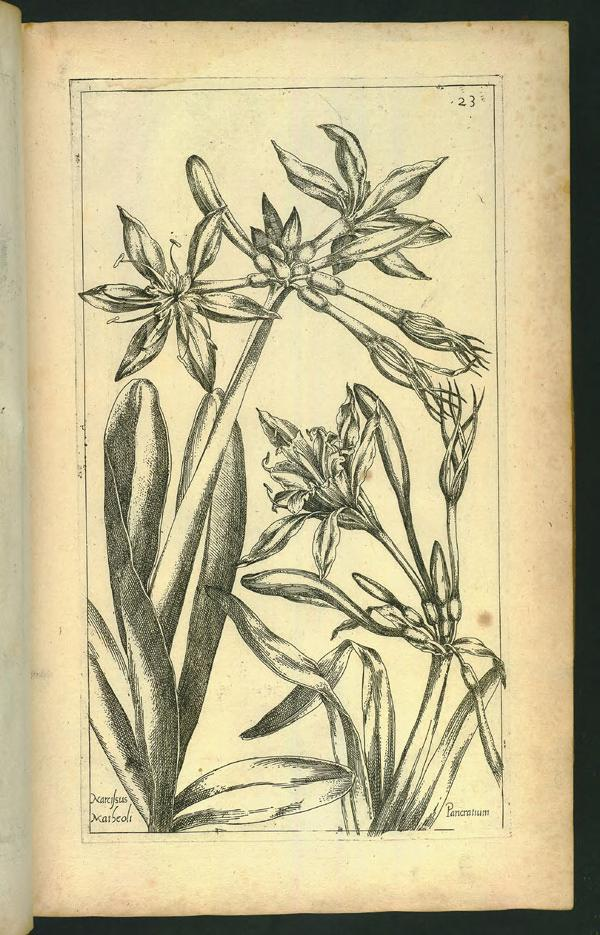
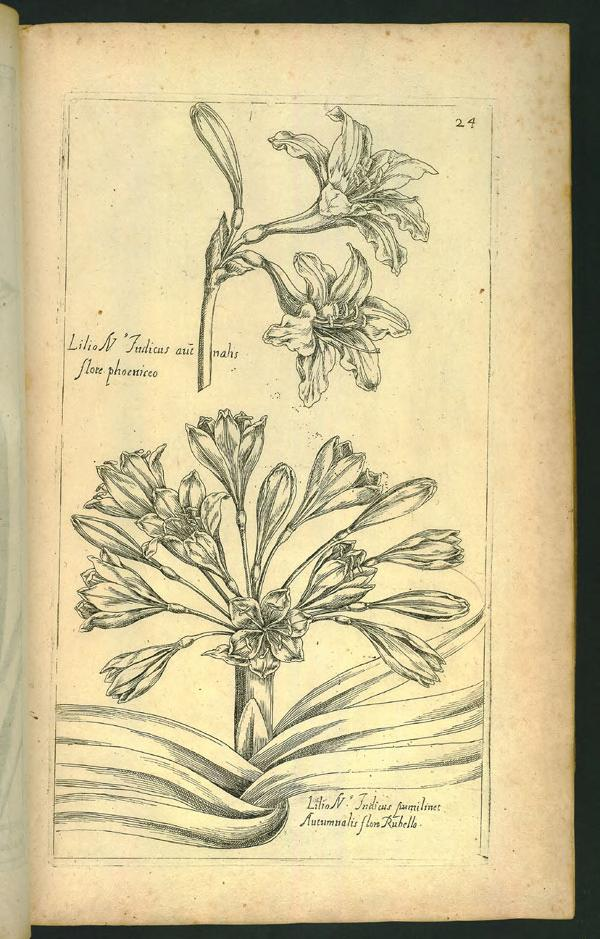
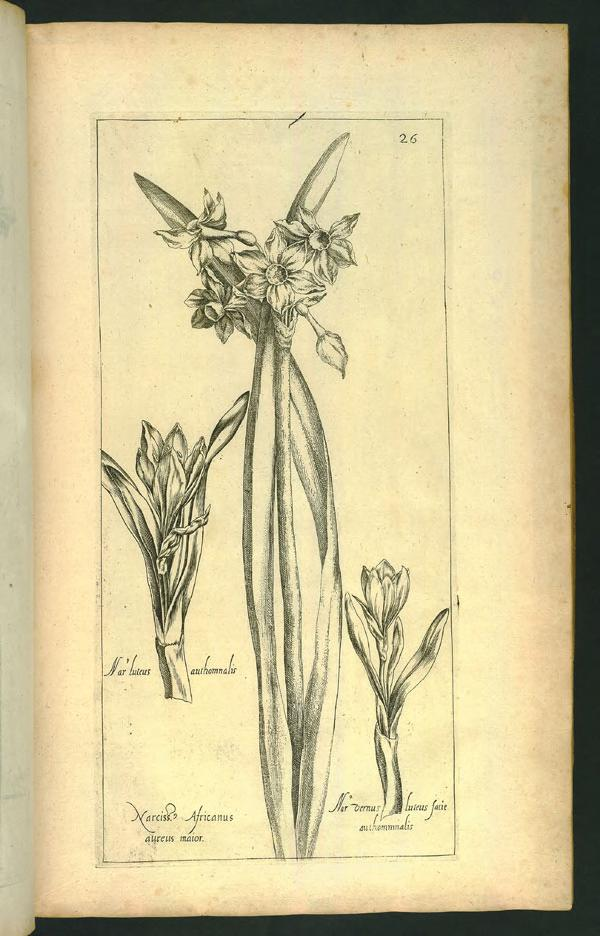
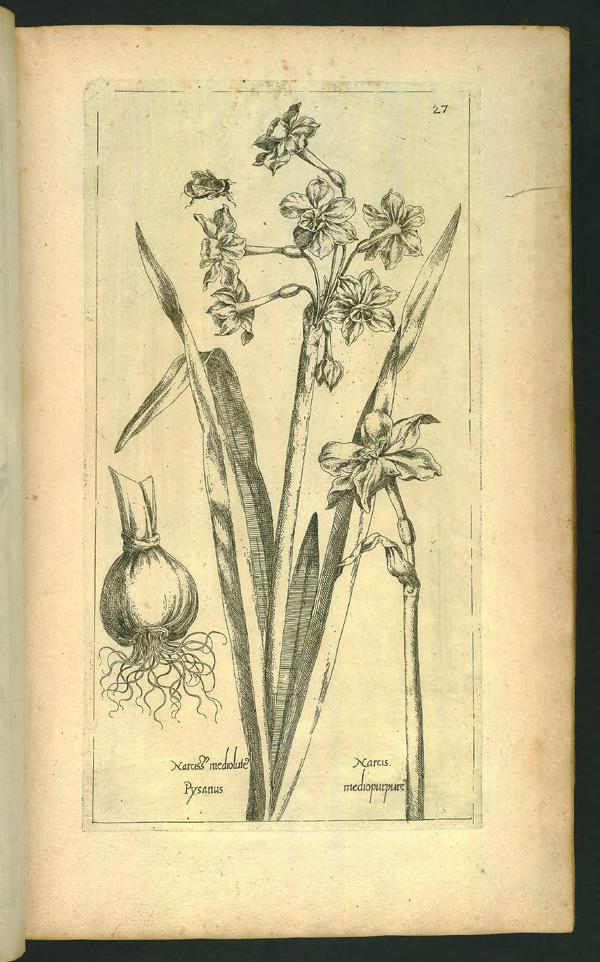
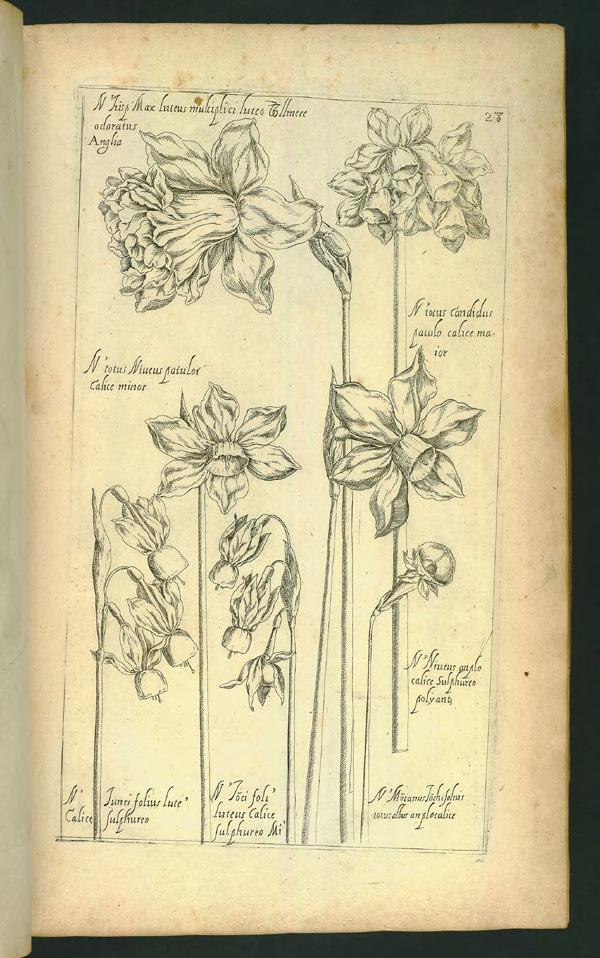
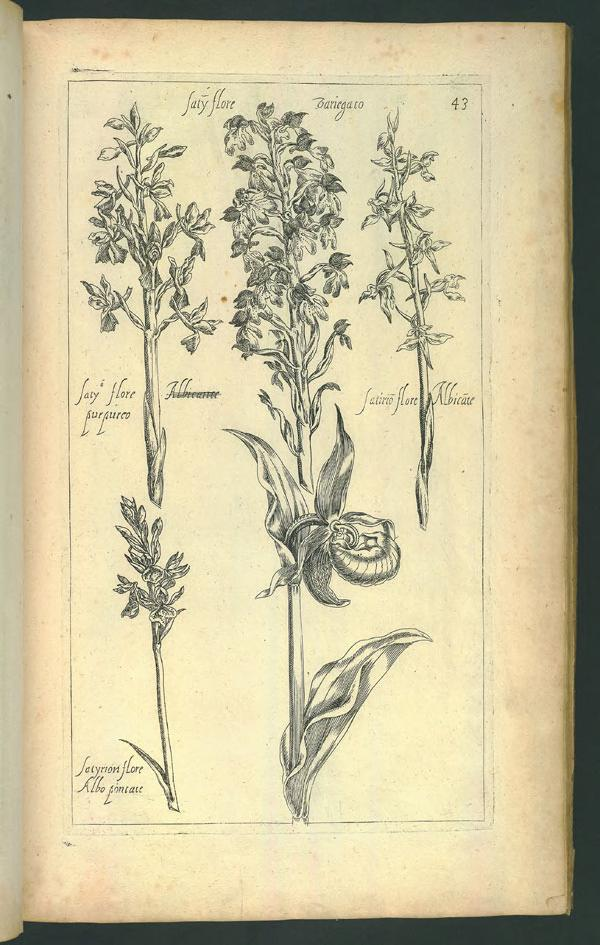
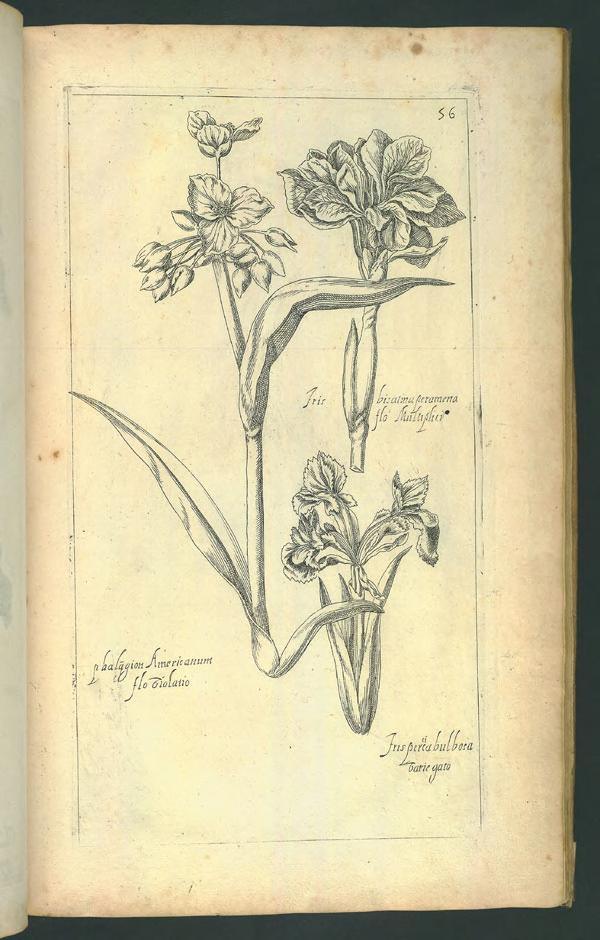
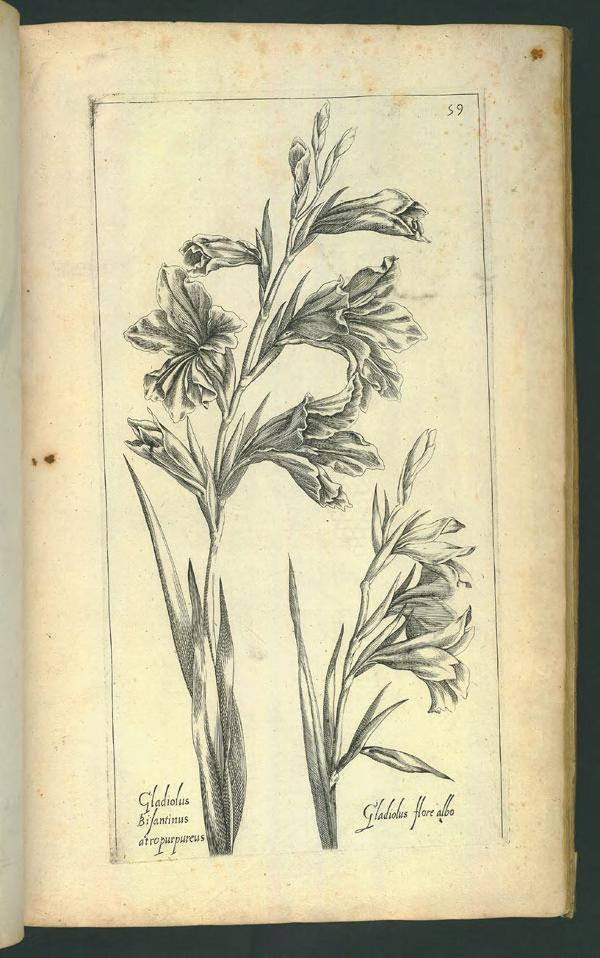
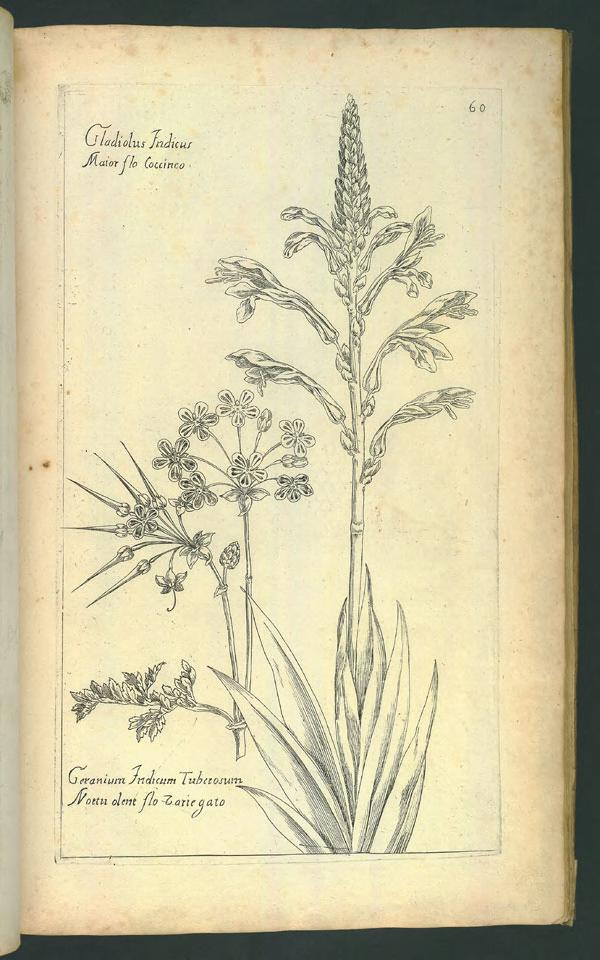
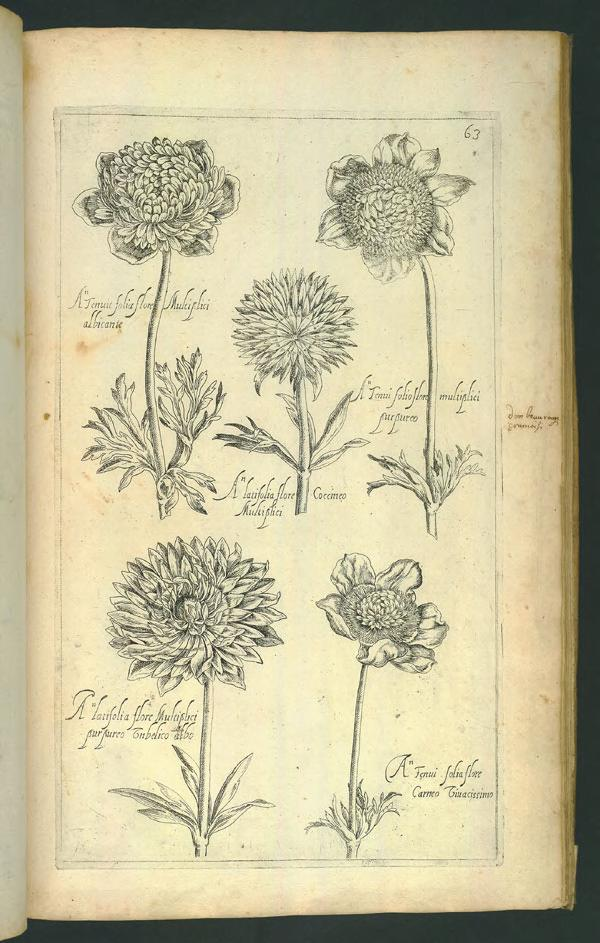
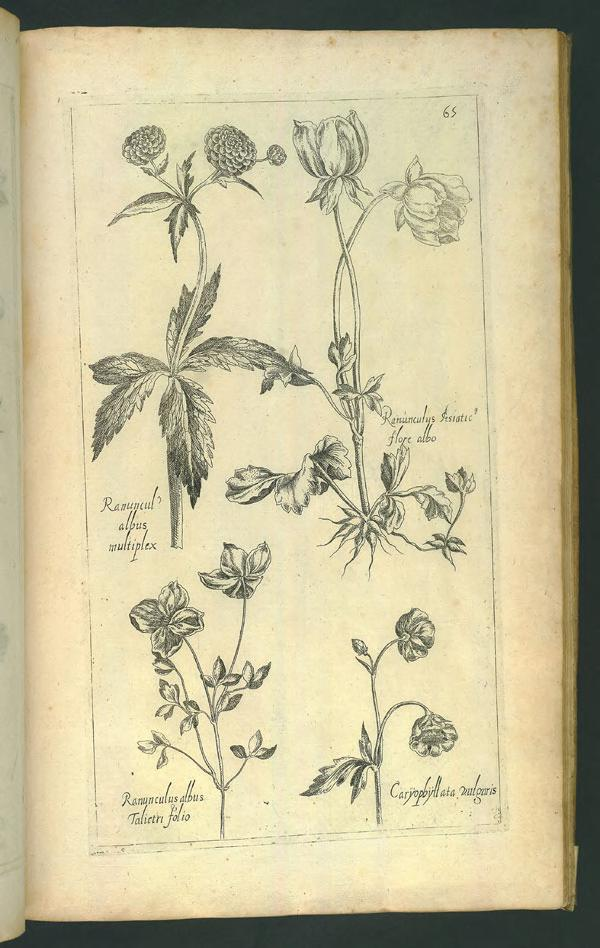
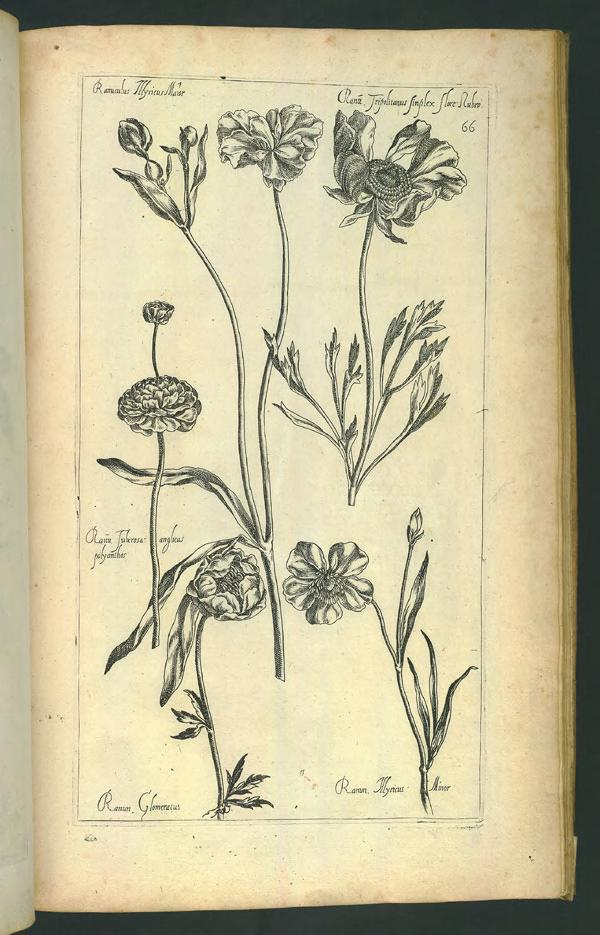
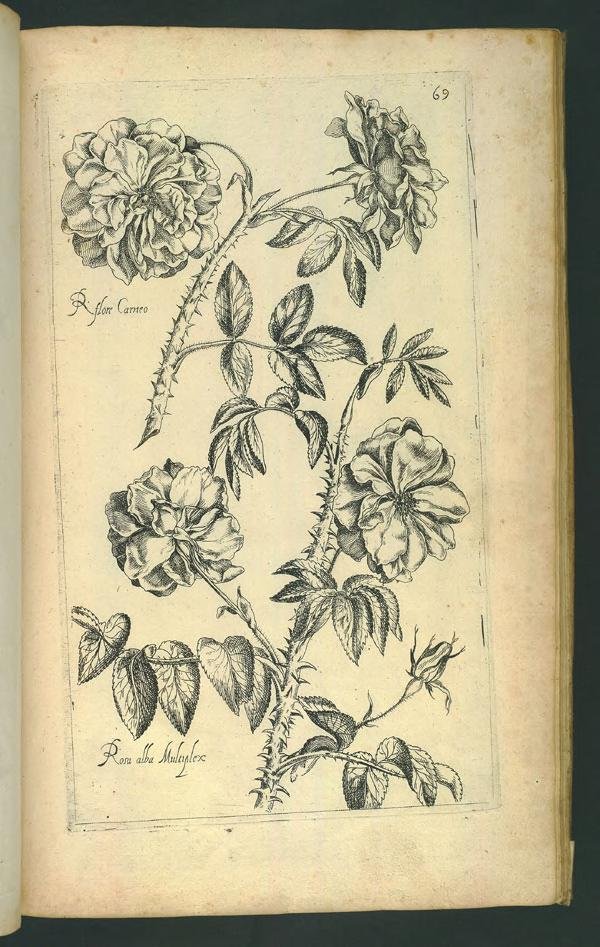
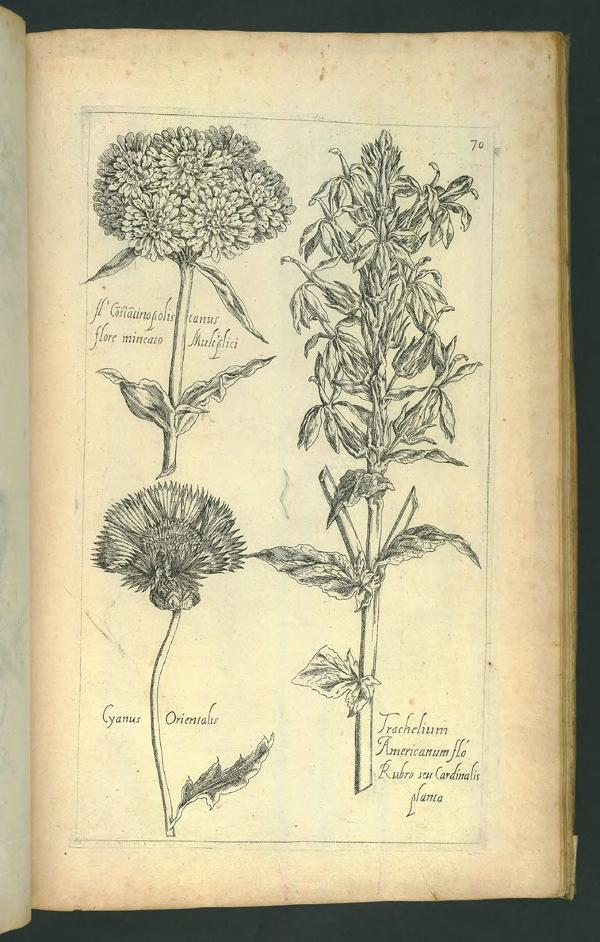
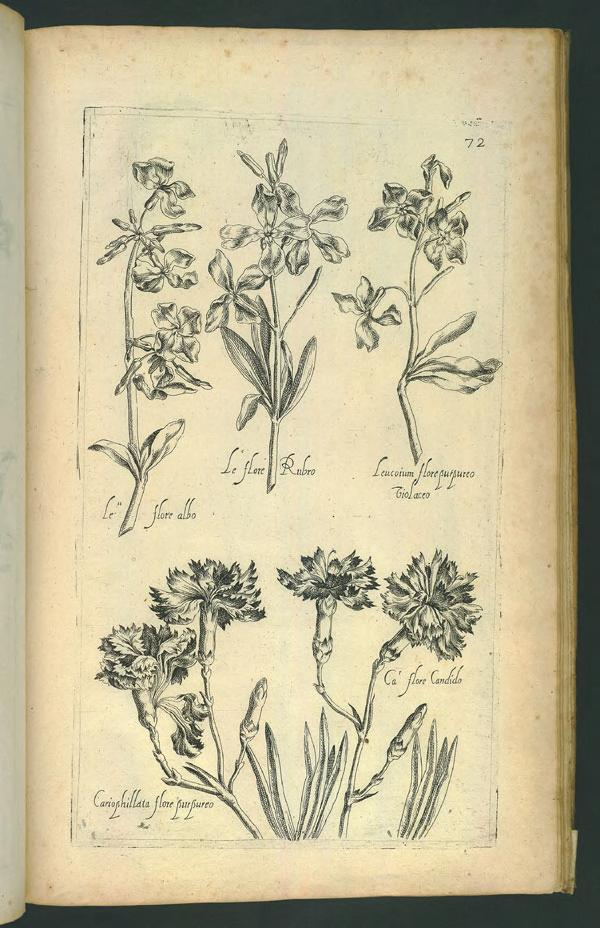
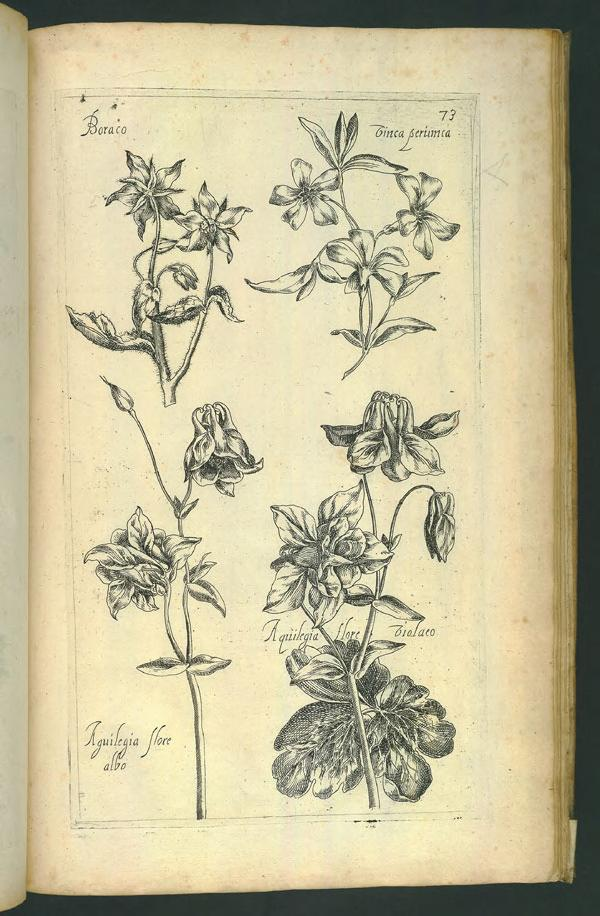
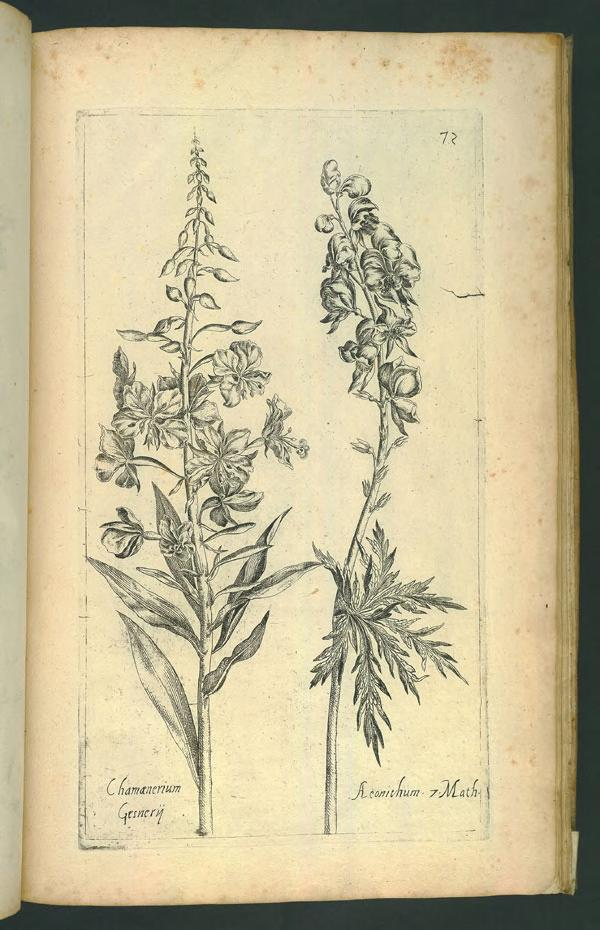
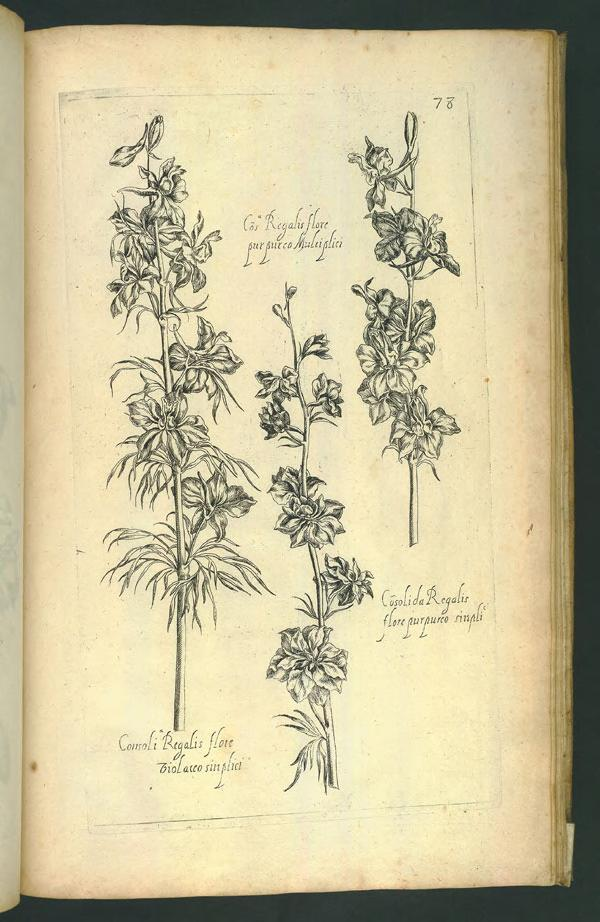
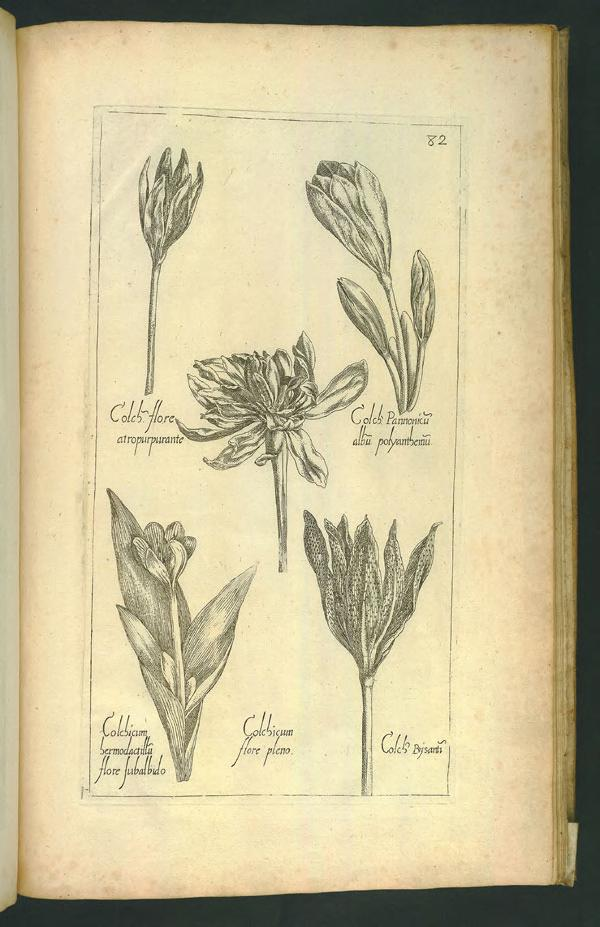
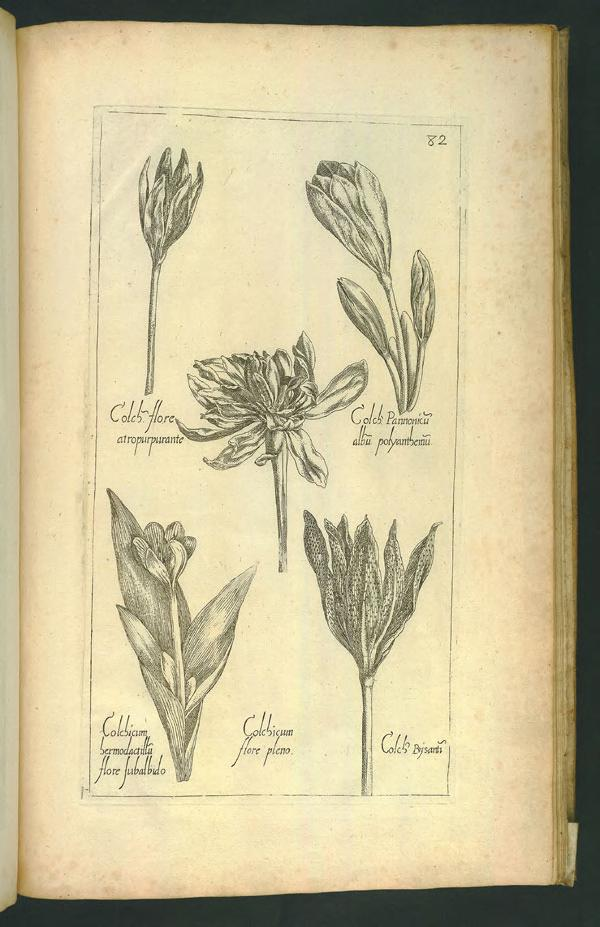
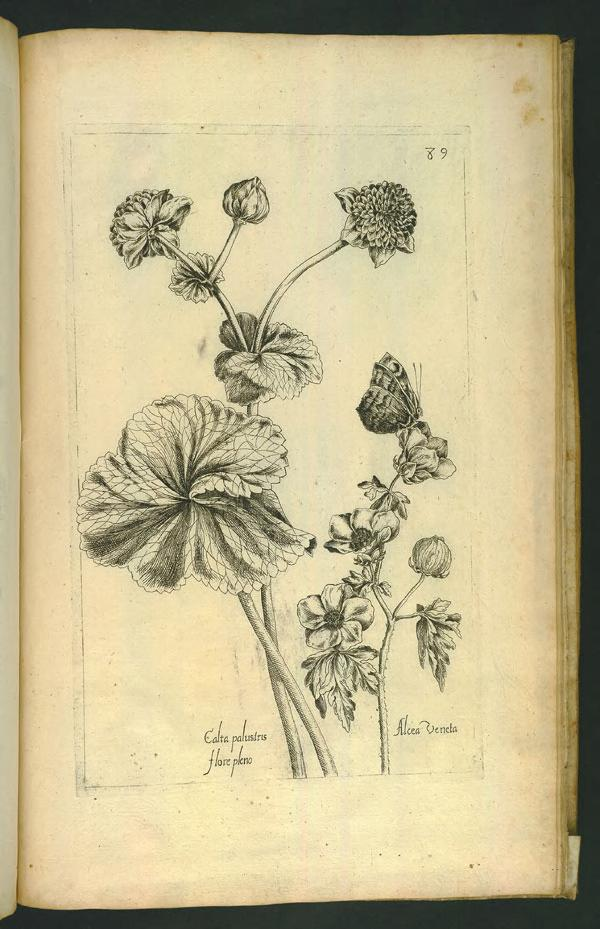
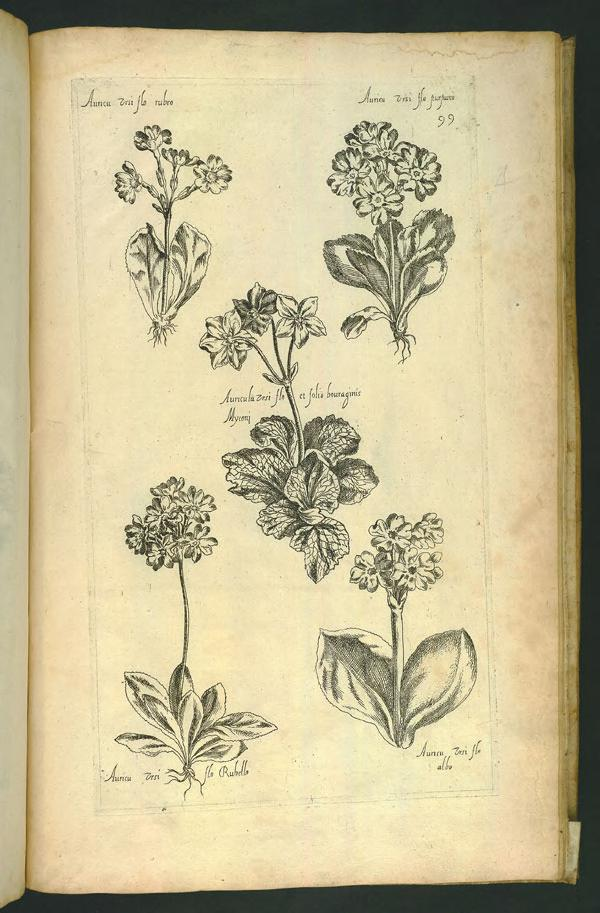
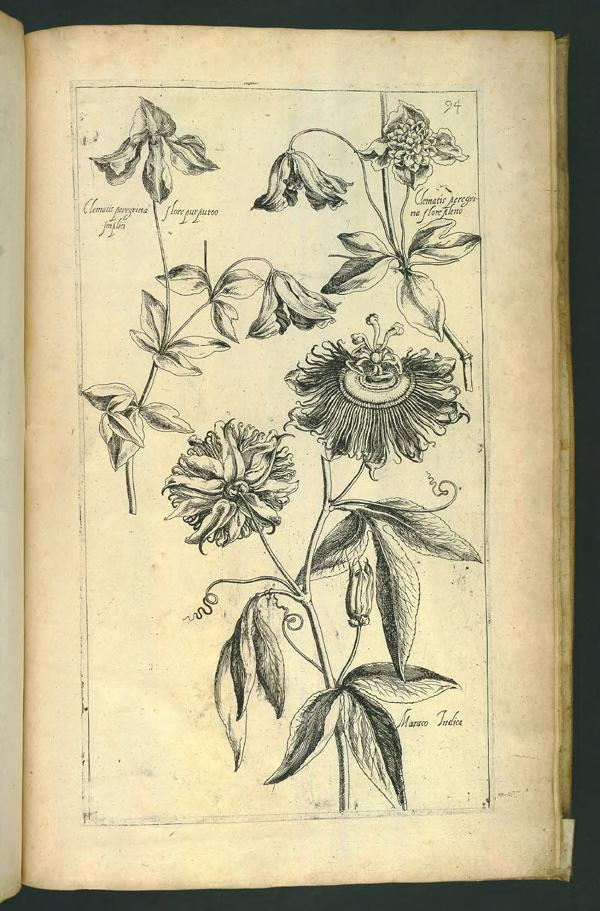